# Église Saint-Nicolas de Guiry-en-Vexin
L'église Saint-Nicolas est une église catholique paroissiale située à Guiry-en-Vexin, en France. Elle aurait été élevée sur les fondations d'une précédente église du XIIIe siècle. Son plan est en forme de croix, sans bas-côtés. Le clocher domine la façade et occupe une partie de la première travée de la nef. C'est le contraire d'un chef-d'œuvre. Avec le portail occidental et les deux premières travées de la nef, il date d'autour de 1557, et affiche le style de la Renaissance. Le reste du vaisseau central et le croisillon sud datent de la première moitié du XVIe siècle, et sont de style gothique flamboyant. On y trouve les fenêtres aux réseaux les plus élaborés du Vexin français. Le croisillon nord est la partie plus ancienne de l'église. Il remonte au XIVe siècle et ses fenêtres sont de style rayonnant tardif, mais la voûte est également flamboyante, et subdivisée en trois fois trois voûtains. Ceci vient du plan particulier du transept, qui comporte des piliers libres au nord et au sud de la croisée, et deux voûtes pour la croisée et le croisillon sud. Cette spécificité fait en grande partie l'intérêt de l'église, qui a été classée monument historique par arrêté du 25 août 1942. L'église renferme en outre l'un des plus importants statuaires du Vexin français. Toutes ces statues sont en pierre, et la plupart datent des XVe et XVIe siècles. Dix-huit parmi elles sont classées monument historique au titre objet. Depuis de longue date, Guiry-en-Vexin n'est plus une paroisse indépendante, et les messes dominicales se limitent aujourd'hui à une célébration eucharistique par trimestre.

## Localisation
L'église est située en France, en région Île-de-France et dans le département du Val-d'Oise, dans le Parc naturel régional du Vexin français, sur la commune de Guiry-en-Vexin, au centre du village, rue Saint-Nicolas (RD 159). La façade occidentale, en réalité tournée vers le nord-ouest, donne sur la rue. L'axe de l'édifice est perpendiculaire à la rue, ce qui explique apparemment l'orientation irrégulière. Le château de Guiry, qui se trouve au sud de l'église, est orienté de la même façon, sans doute pour la même raison. Le cimetière entoure la nef de l'église, et se continue devant le croisillon nord. Le croisillon sud et le chœur sont enclavés dans des propriétés privés. Alors que le croisillon sud est visible depuis l'impasse des Nonains qui flanque le cimetière au sud, le chœur n'est pas du tout visible depuis le domaine public.

## Historique

### Les origines
La localité est mentionnée pour la première fois dans un testament écrit vers 690 sur du papyrus, qui est conservé aux Archives Nationales, sous la forme de Wuarnaco in pago vilcassino. Il devrait bien s'agir de Guiry-en-Vexin, comme le montre l'évolution successive du toponyme : Wairiacus en 1053, puis Guairiacus, et enfin Guiry en 1534. Jacques Sirat affirme que l'origine mérovingienne de l'église de Guiry ne peut être contestée, tout en admettant de ne pouvoir s'appuyer que sur des sources légendaires, et sur une nécropole du haut Moyen Âge. Elle a été découverte en 1906, dans la partie sud du cimetière, à 2,00 m du mur de l'église, et à 2,40 m de profondeur, où un sarcophage et plusieurs sépultures faites de pierres assemblées ont été mis au jour. Plus tard, en 1960, un autre sarcophage de la même époque a été trouvé deux mètres plus loin, mais il ne contenait pas de mobilier funéraire. Ces découvertes sont utilisées par Jacques Sirat pour conforter son hypothèse. Pourtant, les deux nécropoles mérovingiennes identifiées à quelques centaines de mètres du village n'incitent pas le même auteur à conclure à des chapelles ou églises en ces lieux.
En ce qui concerne les sources d'ordre légendaire, elles sont seulement au nombre de deux. La première est un manuscrit rédigé par Jehan Hamot, curé de Meulan, au dernier quart du XVIe siècle. Cet auteur prétend s'appuyer sur des chartes « tant latines que normandes » qu'il ne précise pas. Il raconte que saint Romain venait souvent méditer avec un vieil ermite au lieu-dit l'Aulnaye Périlleuse. C'est ici que le saint aurait fait bâtir une église dédiée à saint Nicolas. Or, comme Jacques Sirat l'admet lui-même, le vocable de Saint-Nicolas n'apparaît pas dans les sources antérieures au XVe siècle. L'autre source est un manuscrit anonyme, qui a été versé au dossier d'un procès entre les seigneurs de Guiry et l'abbaye Saint-Père-en-Vallée. Le manuscrit, qui parle des seigneurs de Guiry, relate que « les descendants de cette Maison ayant à l'exemple de Clovis embrassé le christianisme, formèrent depuis le dessein d'y établir une paroisse. Ils commencèrent par y faire bâtir une petite église ou chapelle qu'ils dédièrent à Dieu sous l'invocation de l'apôtre André ». Cette formule laisse entendre qu'il n'y avait pas d'autre église ou chapelle auparavant. Jacques Sirat est toutefois persuadé qu'il s'agit d'une chapelle faisant partie de l'église, qui, selon le cartulaire de l'abbaye Saint-Père est dédiée à saint Pierre au XIe siècle. La chapelle Saint-André figure dans un acte de 1032 cité par Paul François Pihan de la Forest (1739-1810) et dans une charte donnée par Hugues de Guiry en 1053, ce qui ne permet toutefois pas de la localiser avec exactitude.

### Les campagnes de construction de l'église
Des vestiges archéologiques de l'église du XIe siècle pourraient subsister sous la forme de la « trace d'un gros mur bien appareillé perpendiculaire au mur sud de l'église actuelle, une abside réduite à l'état de fondation et deux cavaux [sic] mis au jour partiellement en 1961 dans le cimetière, mais dont la datation est incertaine », selon Jacques Sirat. Il est en tout cas acquis que ces vestiges sont antérieurs au XIIIe siècle. C'est du XIIIe siècle que datent les autres vestiges plus tangibles. Il s'agit des bases de deux faisceaux de colonnettes, qui sont englobées dans les fondations de l'église actuelle ; d'un chapiteau à feuilles d'eau très usé ; de plusieurs claveaux à bâtons brisés ; et d'une base de colonne déposée dans un jardin du village. Les autres fragments sont conservés au musée archéologique départemental du Val-d'Oise, également situé à Guiry-en-Vexin. L'église du XIIIe siècle est mentionnée dans un accord que Jehan de Guiry passe en 1289 avec l'abbé de Saint-Père de Chartres. Ses fondations ont vraisemblablement été récupérées pour l'église actuelle. Les éléments les plus anciens conservés en élévation sont le mur nord des deux dernières travées de la nef, le croisillon nord (sauf la voûte), et le mur oriental du croisillon sud, qui datent du XIVe siècle. C'est ce qui a été déduit du dessin du remplage des fenêtres, du profil des meneaux et des faisceaux de trois colonnettes subsistant de l'ancienne voûte du croisillon nord, dans les extrémités nord-ouest et nord-est,.

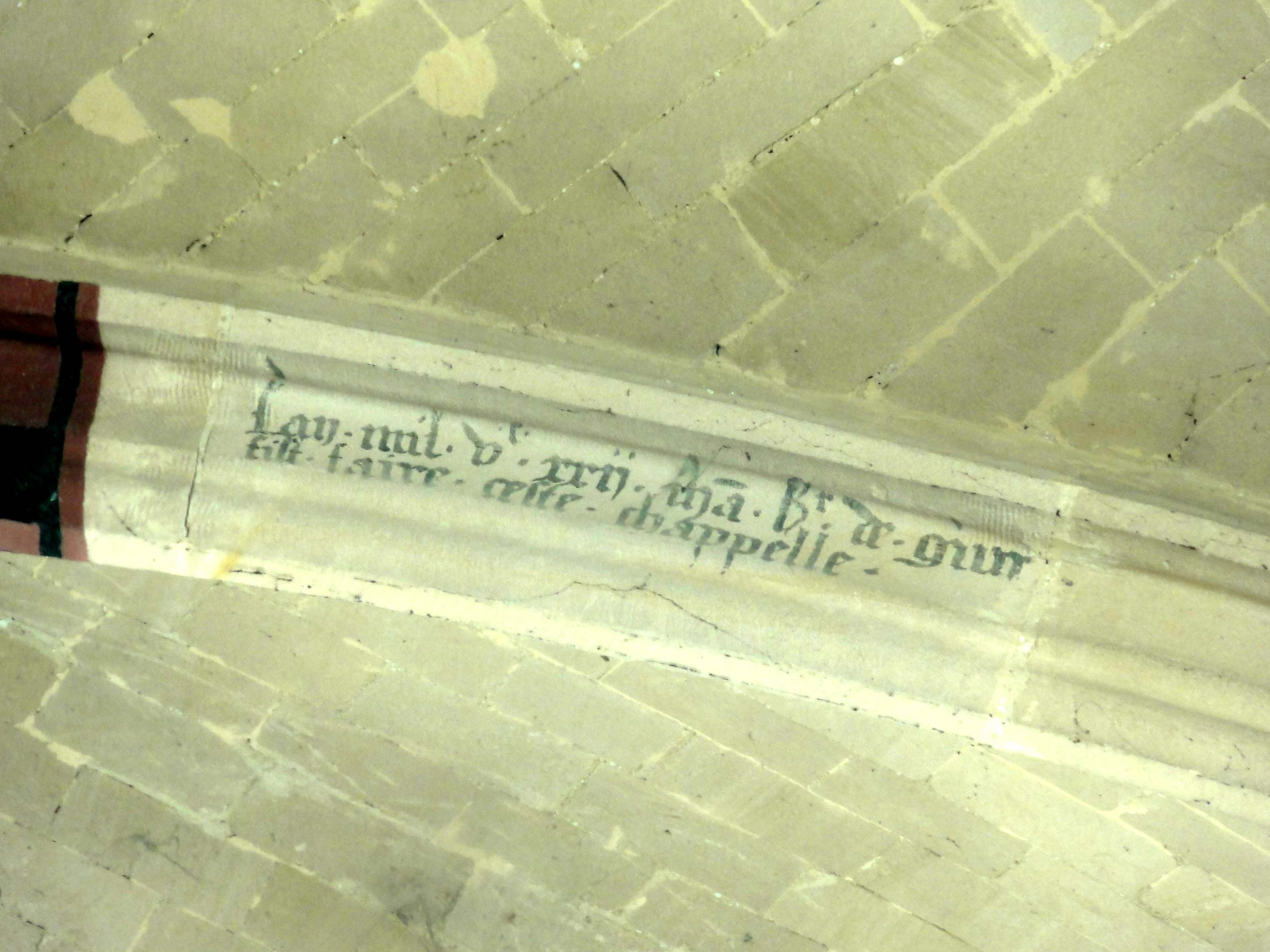
Inscription sous la voûte du croisillon sud, avec la date de 1522.

Sauf les restes du XIVe siècle, l'église actuelle date pour l'essentiel de la période comprise entre 1518 et 1567, selon Bernard Duhamel et Jacques Sirat. L'année 1522 est fournie par une inscription sur une ogive du croisillon sud : « L'an mil vc xxii iha Br de Giur[...] fist faire ceste chappelle » (il faut lire Jean de Guiry). Le croisillon sud est donc apparenté à la chapelle seigneuriale de la famille de Guiry. Elle est de style gothique flamboyant, tout comme la croisée du transept, l'abside et les deux dernières travées de la nef. Ces parties sont stylistiquement assez cohérentes, mais des différences de modénature permettent de différencier trois campagnes de construction successives : une pour le croisillon sud et la nef ; une pour le carré du transept et l'abside ; et une pour la voûte du croisillon nord. Les deux premières travées de la nef sont de style Renaissance, et issues d'une seconde campagne de construction, sous Gilles et Charles de Guiry. Les dates de 1557 et 1558 se lisent à l'intérieur du clocher. À la fin du XIXe siècle, la date de 1557 ou une date semblable était encore déchiffrable sur le pignon de la nef. Quant à la date de 1567, les auteurs ne précisent d'où elle est tirée,,.
Jacques Sirat attribue le portail au maître-maçon Jean Grappin, architecte de la collégiale de Gisors, des façades et portails de Magny-en-Vexin et Vétheuil, et de plusieurs autres églises du Vexin, venu d'Italie à l'appel de François Ier. Pour Sirat, le portail montre des ressemblances avec ses homologues de Gisors, Nucourt et Saint-Gervais, également à Jean Grappin ou d'autres membres de sa famille, et il serait « aisé d'y retrouver le style des Grappin ». Cette attribution n'est pas commentée par Bernard Duhamel. On peut seulement retenir que la plupart des églises vexinoises de style Renaissance sont attribuées soit aux Grappin, soit aux Le Mercier, architectes d'Ennery, Épiais-Rhus et Pontoise. Il ne semble pas y avoir eu d'analyse stylistique approfondie. En 1886, Louis Régnier exclut une attribution aux Le Mercier pour une incompatibilité chronologique, et reste évasif quant à une éventuelle attribution à Jean Grappin,,,.

### L'histoire de la paroisse

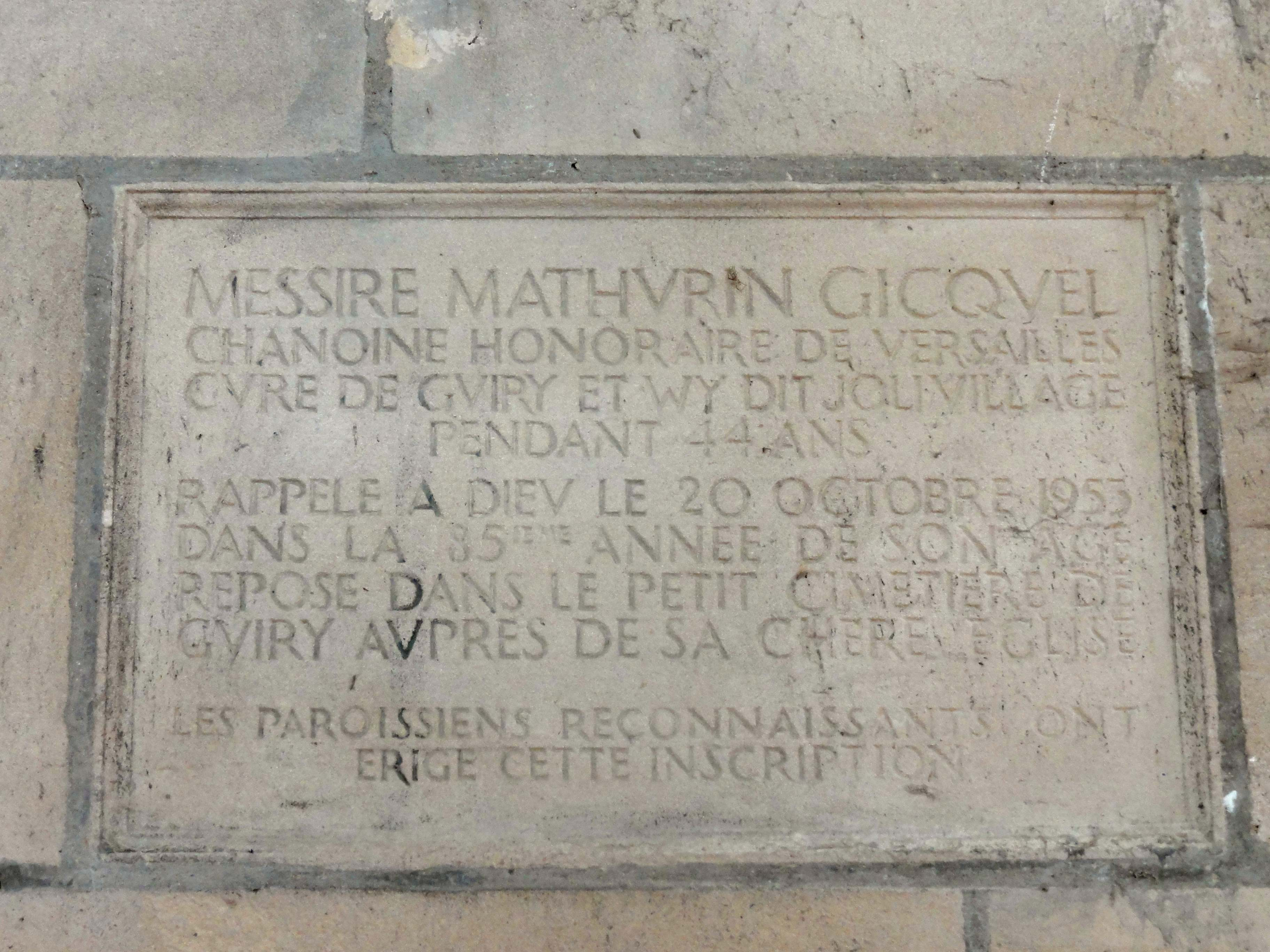
Épitaphe pour le chanoine Gicquel.

En 1053, Hugues de Guiry, dit Broûte-Saule, donne la grosse dîme de Guiry à l'abbaye Saint-Père de Chartres. Depuis le XVe siècle, le principal patron de l'église est saint Nicolas. Jacques Sirat ne précise pas qui est le collateur de la cure. Sous l'Ancien Régime, la paroisse dépend de l'archidiocèse de Rouen, à l'instar de la plupart des paroisses de la partie valdoisienne du Vexin français, sauf la partie nord-est de ce territoire, qui relève du diocèse de Beauvais. Sous la Révolution française, le nouveau diocèse de Versailles est créé pour les communes du département de Seine-et-Oise. Vers 1870, le portail est « mutilé d'une façon ridicule » lors d'une restauration. L'église est classée monument historique par arrêté du 25 août 1942. Le 20 octobre 1953, meurt le chanoine honoraire Mathurin Gicquel, curé de Guiry-en-Vexin et Wy-dit-Joli-Village depuis quarante-quatre ans. Par la suite, le village est affilié à la paroisse Saint-Lucien d'Avernes. L'année 1966 voit l'érection du nouveau diocèse de Pontoise comme conséquence de la subdivision de la Seine-et-Oise en trois départements, et la création du département du Val-d'Oise. À l'instar de toutes les paroisses du Val-d'Oise, Guiry-en-Vexin fait partie du diocèse de Pontoise. En 1984, Jacques Sirat fonde l'association Saint-Nicolas pour la sauvegarde de l'église. Aujourd'hui, la paroisse d'Avernes et la paroisse de Marines sont administrativement réunies. Comme dans la plupart des trente-cinq églises du regroupement paroissial, les messes dominicales sont devenues exceptionnelles en l'église Saint-Nicolas, et sont célébrées environ tous les trois mois à 11 h 00.

## Description

### Aperçu général

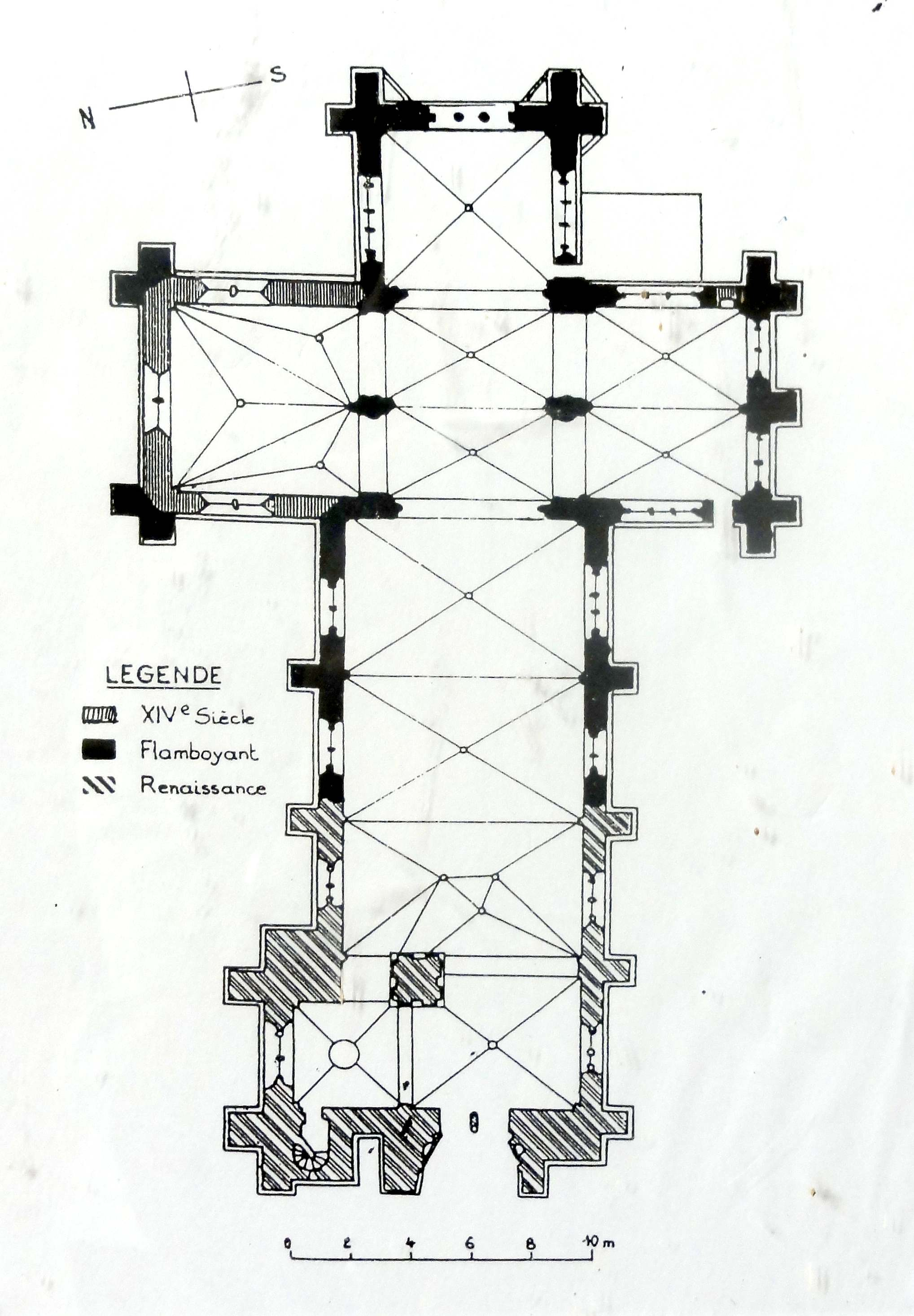
Plan de l'église.

Orientée irrégulièrement avec une déviation de l'axe de 28° vers le sud-est du côté de chevet, l'église répond à un plan cruciforme simple, sans bas-côtés, ni déambulatoire, ni chapelles latérales. Le plan présente toutefois deux particularités. La première travée de la nef est moins large que les suivantes, et laisse ainsi de la place au clocher, qui déborde légèrement vers le nord. La base du clocher abrite la chapelle des fonts baptismaux, et communique à la fois avec la première et la seconde travée de la nef, moyennant une large arcade, et une ouverture étroite. La nef comporte ensuite trois travées barlongues, qui sont nettement plus larges que la croisée du transept. Pour venir à la seconde particularité, cette dernière travée ainsi que le croisillon sud sont recouvertes par deux voûtes d'ogives, et des piliers libres sont placées au nord et au sud de la croisée du transept, comme à Saint-Jean-aux-Bois. Ceci n'empêche pas le croisillon nord d'être recouvert par une voûte unique. Quant au chœur, il se limite à une travée unique de forme carrée. Le chœur liturgique ou sanctuaire englobe aujourd'hui la croisée du transept, où se situe le nouveau maître-autel. La sacristie occupe l'angle entre croisillon sud et chœur. L'ensemble de l'église est voûté d'ogives. Ce sont généralement des voûtes établies sur des croisées d'ogives simples, sauf pour la seconde travée de la nef et le croisillon nord, qui présentent des dessins irréguliers en raison des piliers supplémentaires (la pile nord-est du clocher et le pilier nord du carré du transept). Le portail occidental constitue l'accès habituel à l'église. Il y a également une porte étroite dans le mur occidental du croisillon sud.
En plus des parties visibles en élévation, l'église possède un caveau seigneurial sous le croisillon sud, dite chapelle du château. Il est voûté en berceau, et sur l'écusson de la famille de Guiry figurant sous la voûte, le sculpteur a tracé au crayon la date de 1619. L'entrée s'est perdue avec l'exhaussement du sol et les travaux de nivellement du cimetière entrepris en 1906, et le caveau n'a été retrouvé qu'en 1955 grâce aux indications fournies par un habitant âgé. Il y a également un tunnel d'une cinquantaine de mètres de longueur, qui reliait l'église à l'emplacement de l'ancien château. L'on suppose qu'il n'est pas antérieur au XVIe siècle. Le souterrain est couvert de gros grès plats. L'entrée primitive depuis l'intérieur s'est également perdue, mais une entrée auxiliaire existe sous une dalle de ciment dans le cimetière.

### Extérieur

#### Clocher et façade

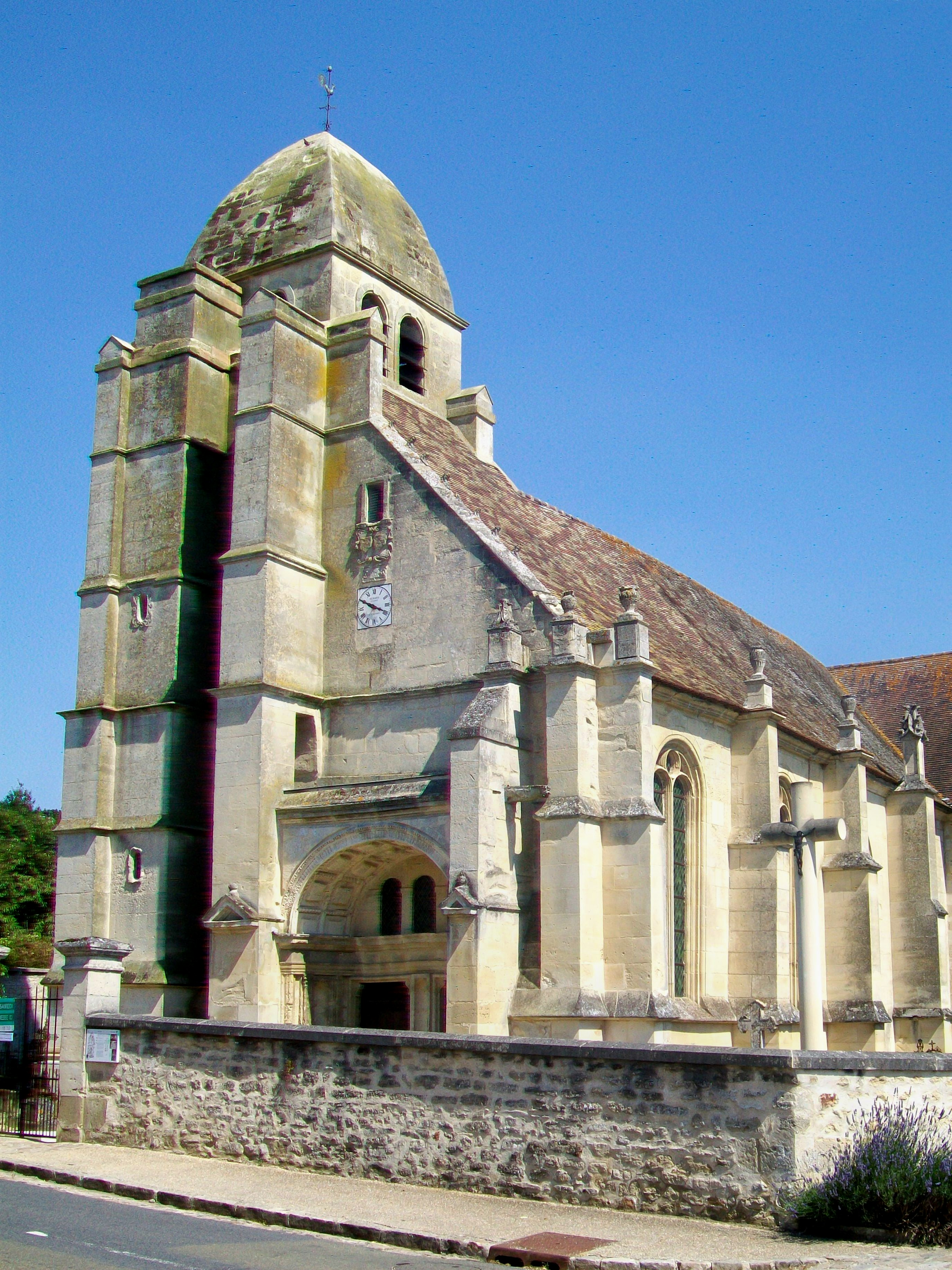
Façade occidentale.

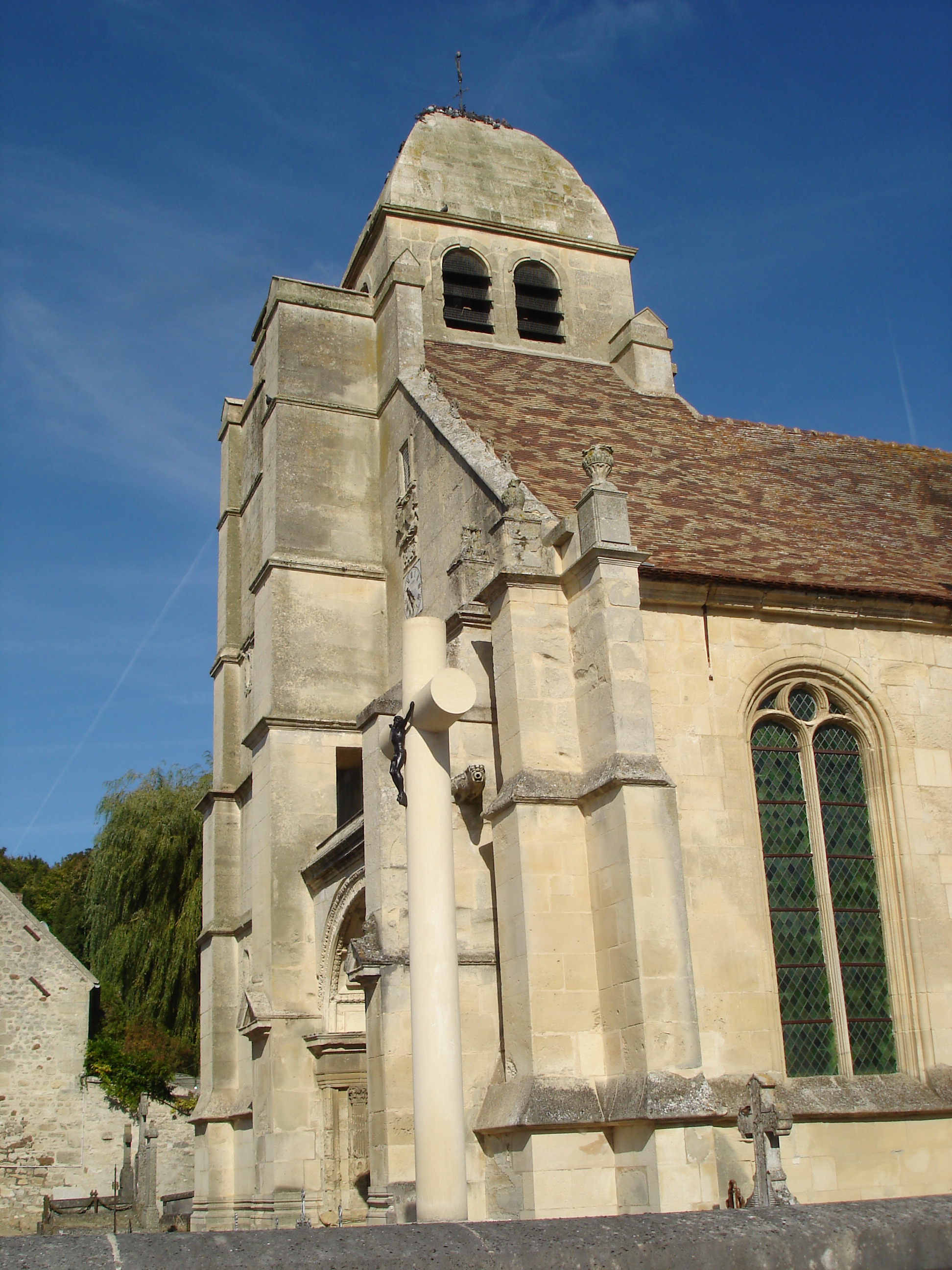
Début de la nef.

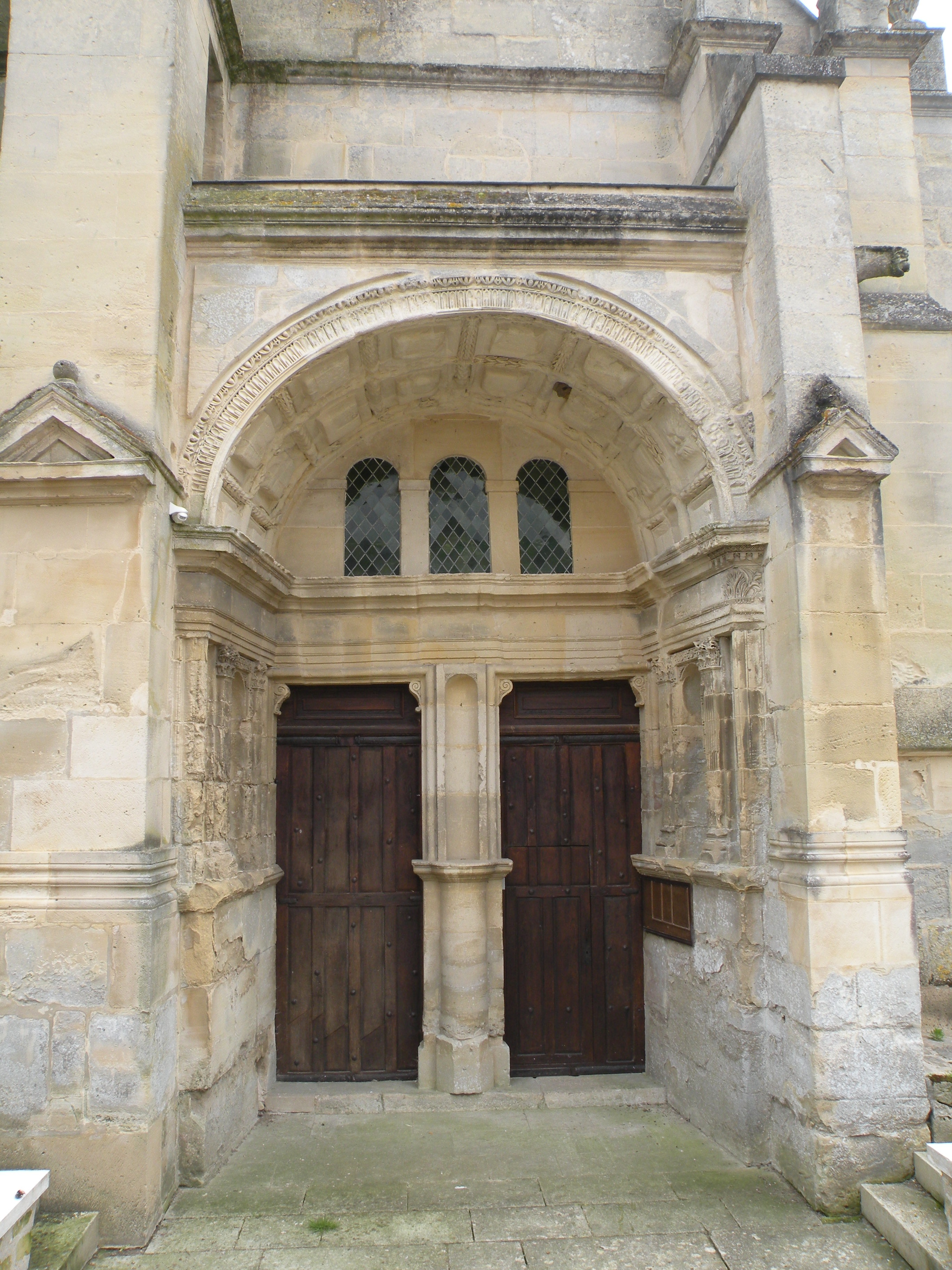
Portail occidental.

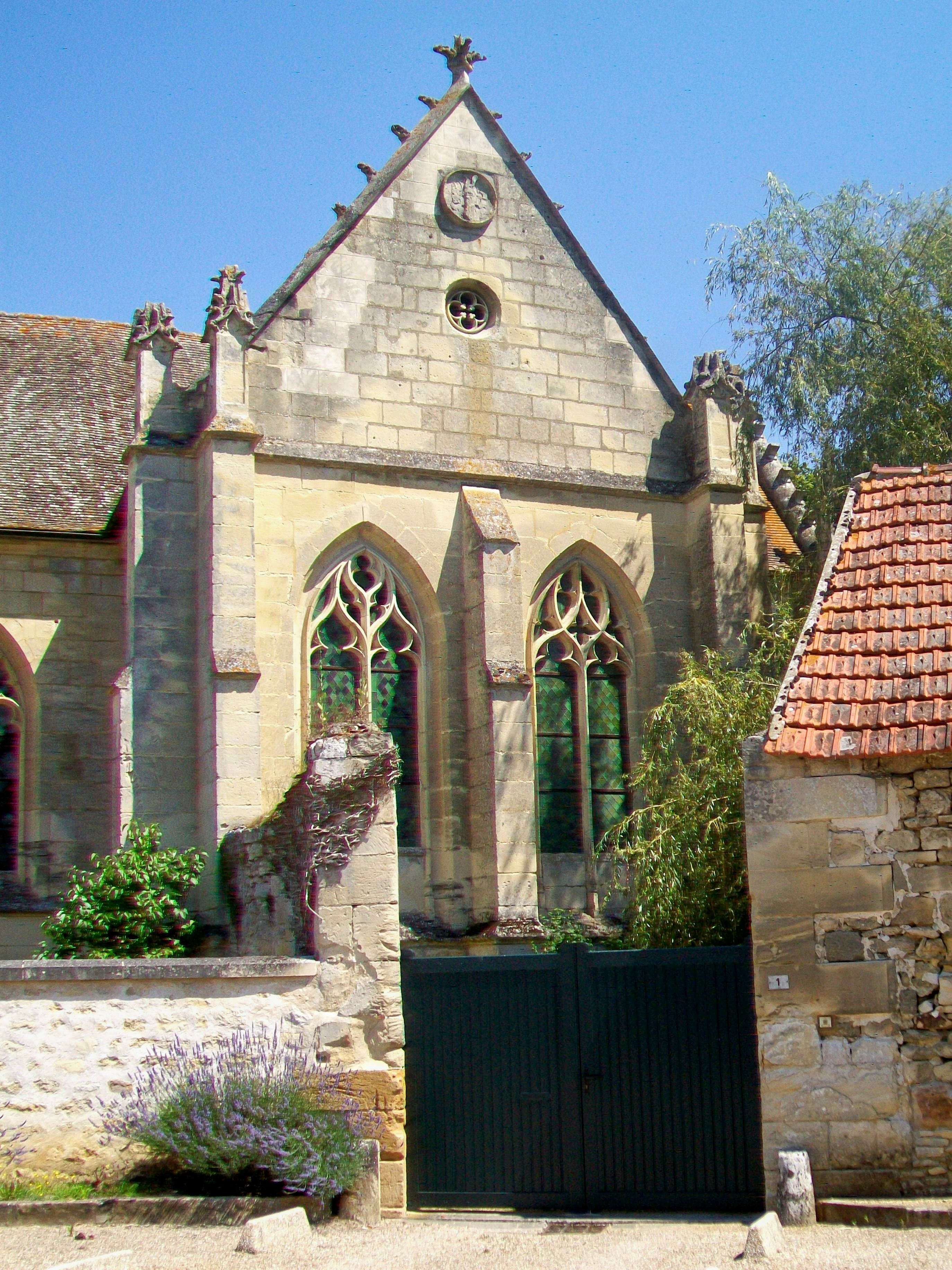
Croisillon sud.

Tout l'extérieur de l'église est appareillé soigneusement en pierre de taille. Les parties occidentales attribuées à Jean Grappin sont d'une lourdeur et d'une froideur remarquables, comme l'exprime Bernard Duhamel. La façade occidentale intègre le clocher, et est assez singulière du fait de l'énorme saillie et de l'épaisseur des contreforts. Ils montent jusqu'à mi-hauteur de l'étage supérieur du clocher, et sont strictement verticaux, avec une seule retraite sur toute la hauteur. Aux contreforts, s'ajoute une tourelle d'escalier carrée, qui occupe une bonne partie de l'espace compris entre les deux contreforts occidentaux. L'une des deux baies de l'étage de beffroi est ainsi obstruée. Plus courant sont des tourelles polygonales ou à pans coupés, que l'on dispose à l'angle du clocher, où les contreforts peuvent visuellement racheter la saillie. La tourelle et le clocher lui-même sont pratiquement dépourvus d'ornementation. Ils sont scandés horizontalement par cinq niveaux de larmiers, qui présentent quatre profils différents, et ne sont pas placés à équidistance. En plus, le second larmier manque sur le contrefort au milieu de la façade. Le premier larmier court tout autour de l'église à la limite du soubassement des fenêtres. Le second larmier est également présent sur les contreforts de la nef et des croisillons, qui se retraitent à ce niveau. Le troisième larmier correspond à la naissance du pignon. Tout en haut des contreforts, l'on trouve un simple bandeau faiblement saillant en lieu et place d'un sixième larmier. Les contreforts du clocher s'amortissent par des chaperons en bâtière. L'étage de beffroi est percé de deux baies abat-son en plein cintre par face, sauf à l'ouest, où il n'y a de la place que pour une seule baie. Une corniche, qui est bien entendu différente des divers larmiers et des corniches des murs gouttereaux de la nef, termine les murs du clocher. Il est coiffé d'« un volumineux et disgrâcieux dôme de pierre » (Bernard Duhamel).
À droite du clocher, le demi-pignon de la nef est garni de crochets, comme le pignon flamboyant du croisillon sud. Il est percé d'une petite ouverture rectangulaire pour l'aération des combles. En dessous, l'on trouve un plastron avec deux écussons en bas-relief, ainsi qu'un cartouche. Les emblèmes héraldiques ont été bûchés à la Révolution française. La partie basse du mur occidental de la nef est en grande partie occupée par le portail, qui est profondément enfoncé dans le mur et abrité par une arcade en plein cintre, évoquant un porche. À droite, le porche est délimité par un contrefort assez mince, qui s'amortit par un glacis, et qui est en outre couronné d'une sorte de fleuron sur un socle cubique. Ce n'est pas l'un des deux contreforts d'angle de la nef, qui suivent à peu de distance. Le contrefort à droite du portail, ainsi que le contrefort à gauche du portail qui appartient au clocher, sont agrémentés d'un fronton triangulaire au niveau du portail. En dessous, des arrachements témoignent de plaques commémoratives ou inscriptions de l'Ancien Régime. Le porche s'ouvre par une arcade décorée d'un rang d'oves et d'un rang de feuilles lancéolées. L'intrados de l'arcade, ou le plafond du porche, est traité à la façon d'un plafond à caissons. Les caissons ne sont pas sculptés, ou ont perdu leur décor sculpté. Ils sont délimités par des guirlandes. Le tympan nu est ajouré de trois baies en plein cintre. Tout comme l'arcade, il repose sur la corniche d'un entablement aniconique. Cette austérité ne reflète pas la disposition d'origine, et les consoles sur lesquels reposent les linteaux et la forme donnée au trumeau ont suscité le jugement critique de Louis Régnier (mutilation ridicule). L'entablement y est décoré de palmettes de feuilles d'acanthe, et des formes géométriques occupent l'échine sous la corniche. On reconnaît également un rang de denticules. Aucun témoin des autres motifs n'est conservé de façon plus ou moins intacte, ce qui explique qu'on a renoncé à la restitution du décor sculpté lors de la restauration. L'on accède à l'église par deux portes rectangulaires, qui sont séparées d'un trumeau, et semblent également avoir été refaites de façon simplifiée. Les deux vantaux en bois pourraient dater d'origine. Sur les piédroits du porche, l'on remarque des niches à statues en plein cintre, qui sont flanquées de deux pilastres corinthiens cannelés. Alors qu'il y aurait eu de la place pour deux niches de chaque côté, le maître d'œuvre s'est contenté d'une seule, ce qui rompt avec l'ordonnancement du plafond. Du fait des nombreux manques, et la perte du tympan et du trumeau d'origine, il n'est plus possible d'apprécier la qualité de l'œuvre d'origine, et l'attribution à un architecte relève du domaine de la spéculation.

#### Élévations latérales
L'angle sud-ouest de la nef, ainsi que l'élévation méridionale, sont épaulés par des contreforts Renaissance. Ils sont scandés par les deux niveaux de larmiers déjà évoqués, et se terminent par un socle cubique supportant un vase. Entre la troisième et la quatrième travée, l'on trouve toutefois un contrefort flamboyant. Le premier larmier y est plus fin, et le second n'est présent que sur la face frontale. Le couronnement est formé par un pinacle garni de crochets. Au nord, les deux seuls contreforts appartiennent à la même période que le croisillon nord, et sont purement fonctionnels. Ils sont scandés par un larmier en haut des soubassements des fenêtres, puis se retraitent une fois par un glacis, et s'achèvent par un glacis semblable. Les fenêtres des deux premières travées de la nef sont de style Renaissance. Elles sont en plein cintre, et pourvues d'un remplage composé de deux formes en plein cintre surmontées d'un oculus. Les fenêtres des deux dernières travées de la nef sont en tiers-point. Elles sont à deux lancettes, sauf celle de la quatrième travée au sud, qui est à trois lancettes tréflées surbaissées. Ces lancettes sont surmontées d'un trilobe, comme dans le croisillon nord, ou de soufflets et de mouchettes, sauf encore pour la dernière travée au sud, où ce motif est remplacé par un deuxième ordre de lancettes trilobées, cette fois-ci plus aigües. Aucune fenêtre de la nef ne subsiste du XIVe siècle.
Tant au nord qu'au sud, les croisillons affichent le même style que les élévations correspondantes des dernières travées de la nef. Ceci est vrai pour les contreforts, pour les fenêtres et pour l'ordonnancement général. Les deux croisillons sont éclairés de trois côtés. Les trois fenêtres du croisillon nord adoptent le même remplage de deux lancettes à têtes tréflées, surmontées d'un trèfle. Les écoinçons sont ajourés, et les meneaux sont aigus et dépourvus de chapiteaux. Le style est rayonnant tardif. On peut faire le rapprochement avec les églises de Haravilliers (chœur, côté sud) ; Saint-Gervais de Pontpoint (chapelle latérale sud) ; Rousseloy (chœur et collatéral) ; Saint-Maximin (Oise) (chapelle latérale nord) ou Viarmes (bas-côté nord), pour ne citer que quelques exemples. Les deux extrémités du transept possèdent un pignon, mais seulement le pignon du croisillon sud est épaulé par un contrefort central. Par conséquent, il y a deux fenêtres méridionales. Ces fenêtres sont à deux lancettes trilobées, surmontées par des soufflets et mouchettes. Sur la fenêtre de droite, les meneaux des lancettes se croisent en hauteur, et délimitent ainsi un losange central. Quant au réseau de la fenêtre occidentale, qui est à trois lancettes comme la fenêtre voisine de la nef, elle présente en haut trois soufflets et quatre étroites mouchettes. Selon Bernard Duhamel, l'église Saint-Nicolas peut s'enorgueillir de posséder les réseaux les plus recherchés du Vexin français, avec l'église Saint-Sulpice de Bachivillers. À droite de la fenêtre, une étroite porte en anse de panier occupe le peu de place qui reste jusqu'au contrefort. L'archivolte est garnie de feuilles de chou frisées, et surmontée d'une petite accolade, dont le centre est décoré d'une carde. Au-dessus du sommet de l'accolade, est disposée une niche à statue vide, qui abritait une statue de saint Jean-Baptiste aujourd'hui exposée à l'intérieur de l'église. Le socle de la statue comporte un écusson entre des feuillages, et le dais flamboyant est finement ciselé. En ce qui concerne la fenêtre orientale, c'est l'unique fenêtre à trois lancettes du XIVe siècle que conserve l'église, sous la réserve que la datation résiste à un examen approfondi. La partie haute du réseau est constituée par un quadrilobe assemblé de quatre soufflets. Cette forme est un exemple de style flamboyant précoce, comme la baie orientale de la chapelle latérale nord de Saint-Maximin. À l'intérieur, la partie basse du réseau est caché par un tableau. Malheureusement, l'extérieur n'est pas accessible, pas plus que le chœur. On voit seulement de loin que le pignon du chœur est analogue à celui du croisillon sud : il est cantonné de pinacles, garni de crochet et sommé d'un fleuron.

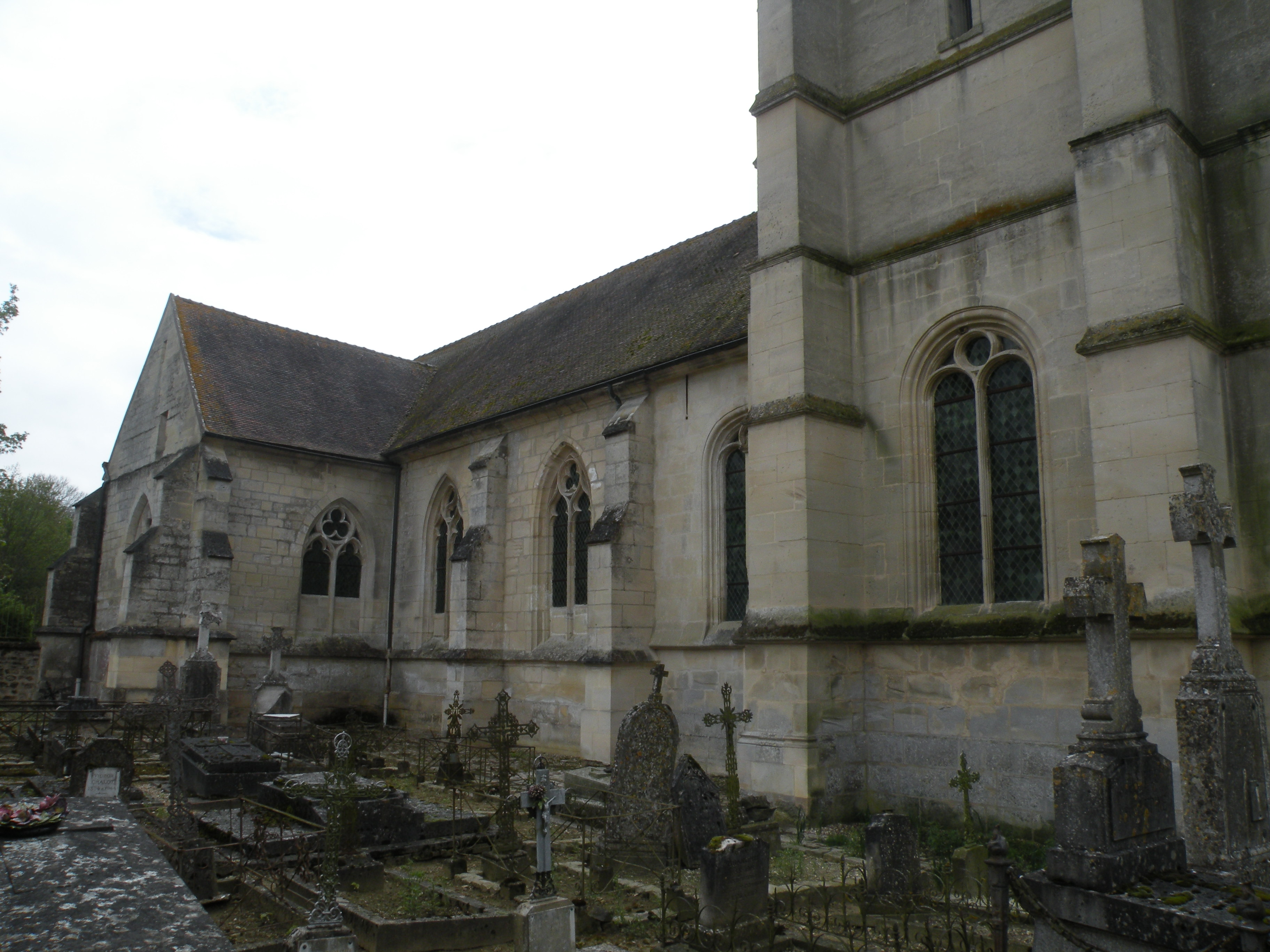
Vue depuis le nord-ouest.
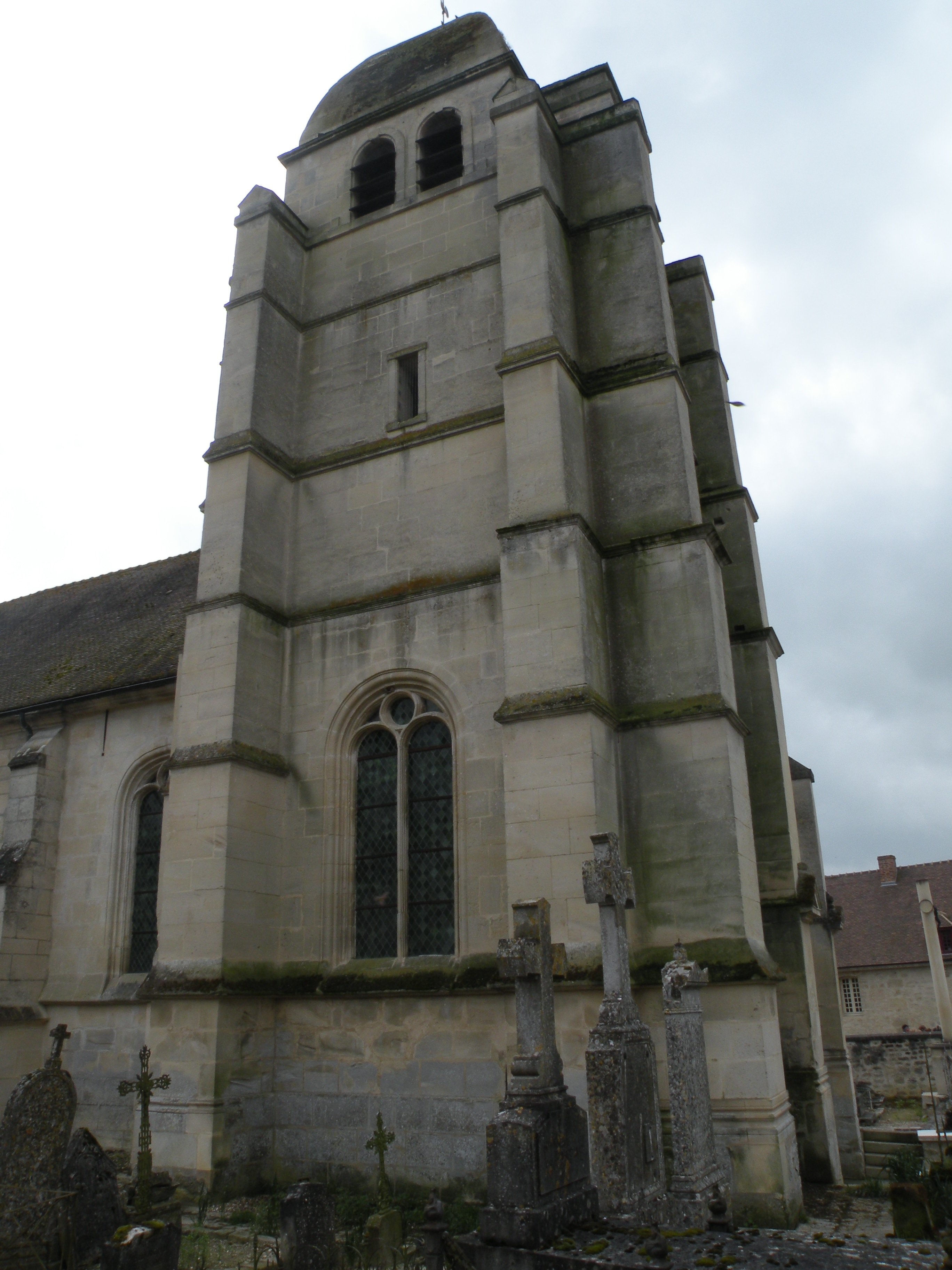
Clocher, côté nord.
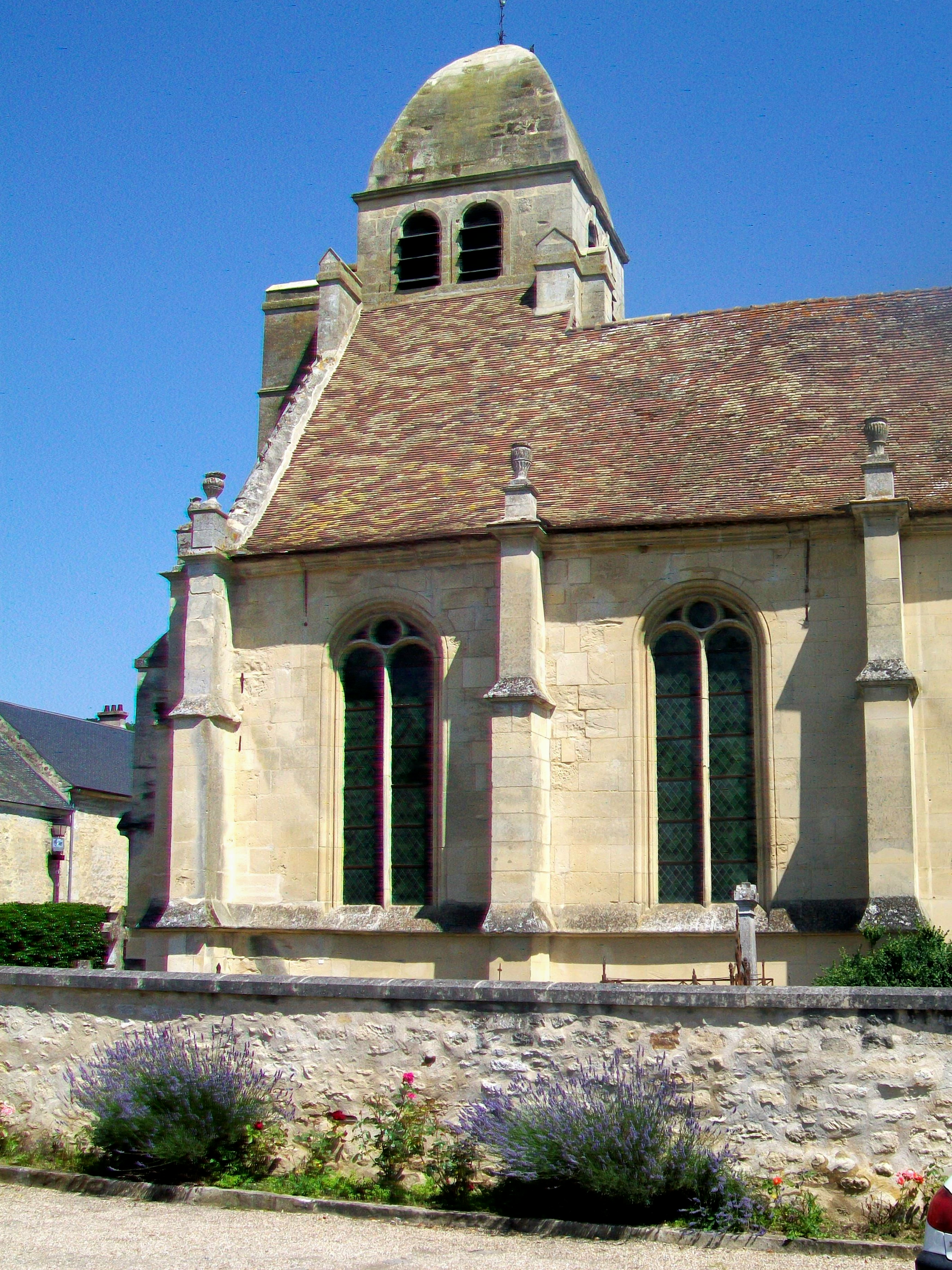
Nef, travées Renaissance.
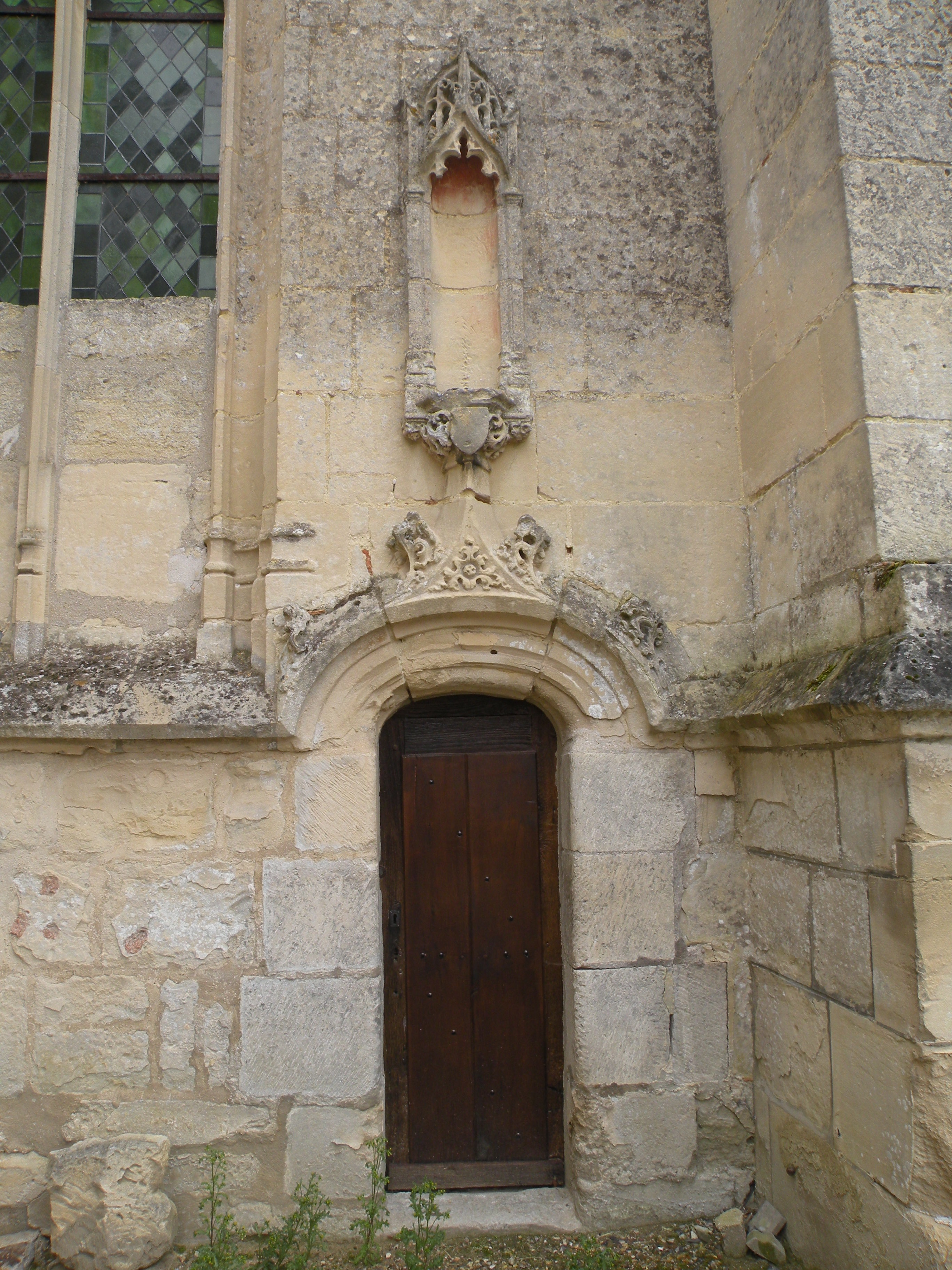
Portail du croisillon sud.
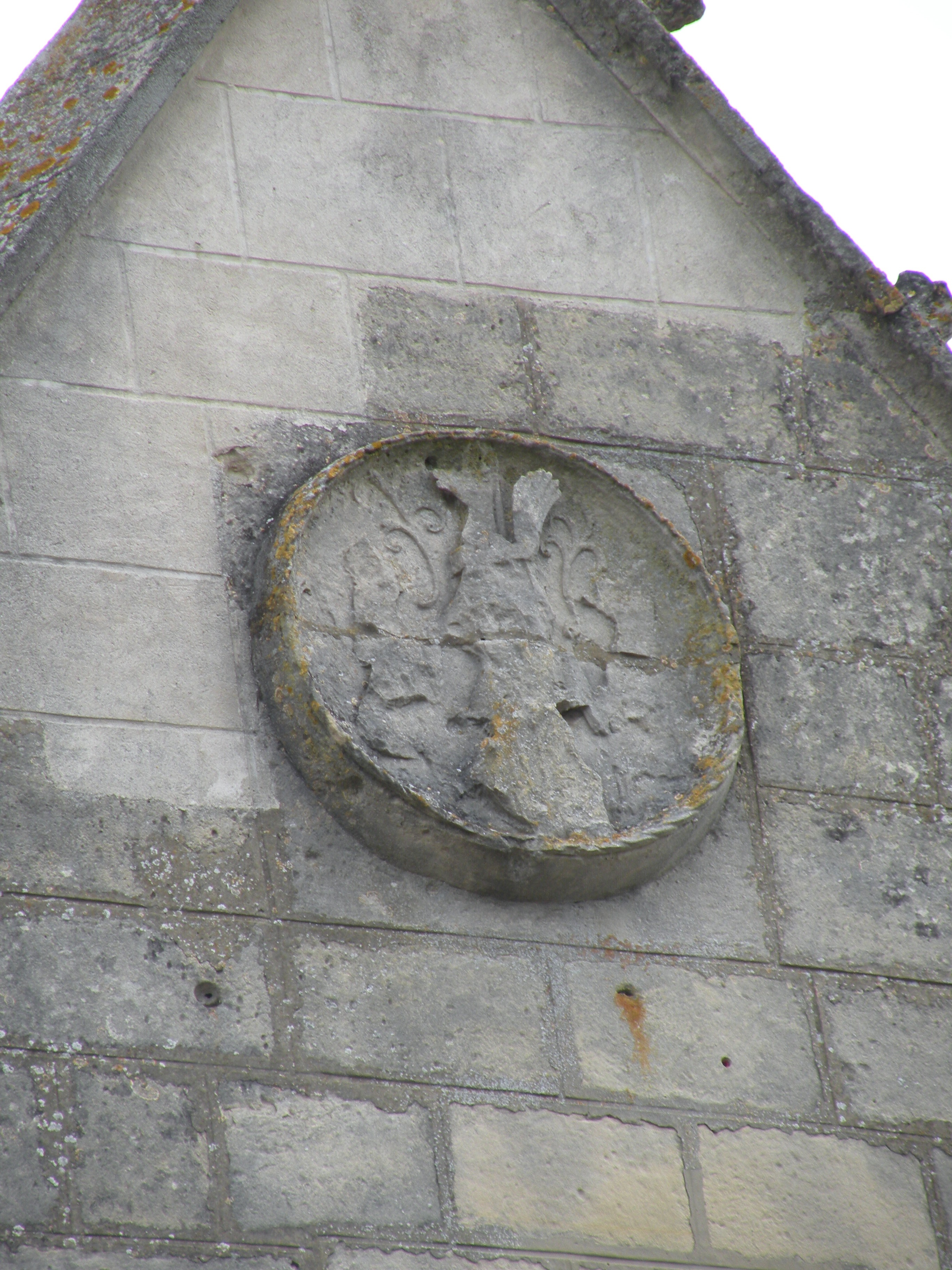
Écusson martelé.
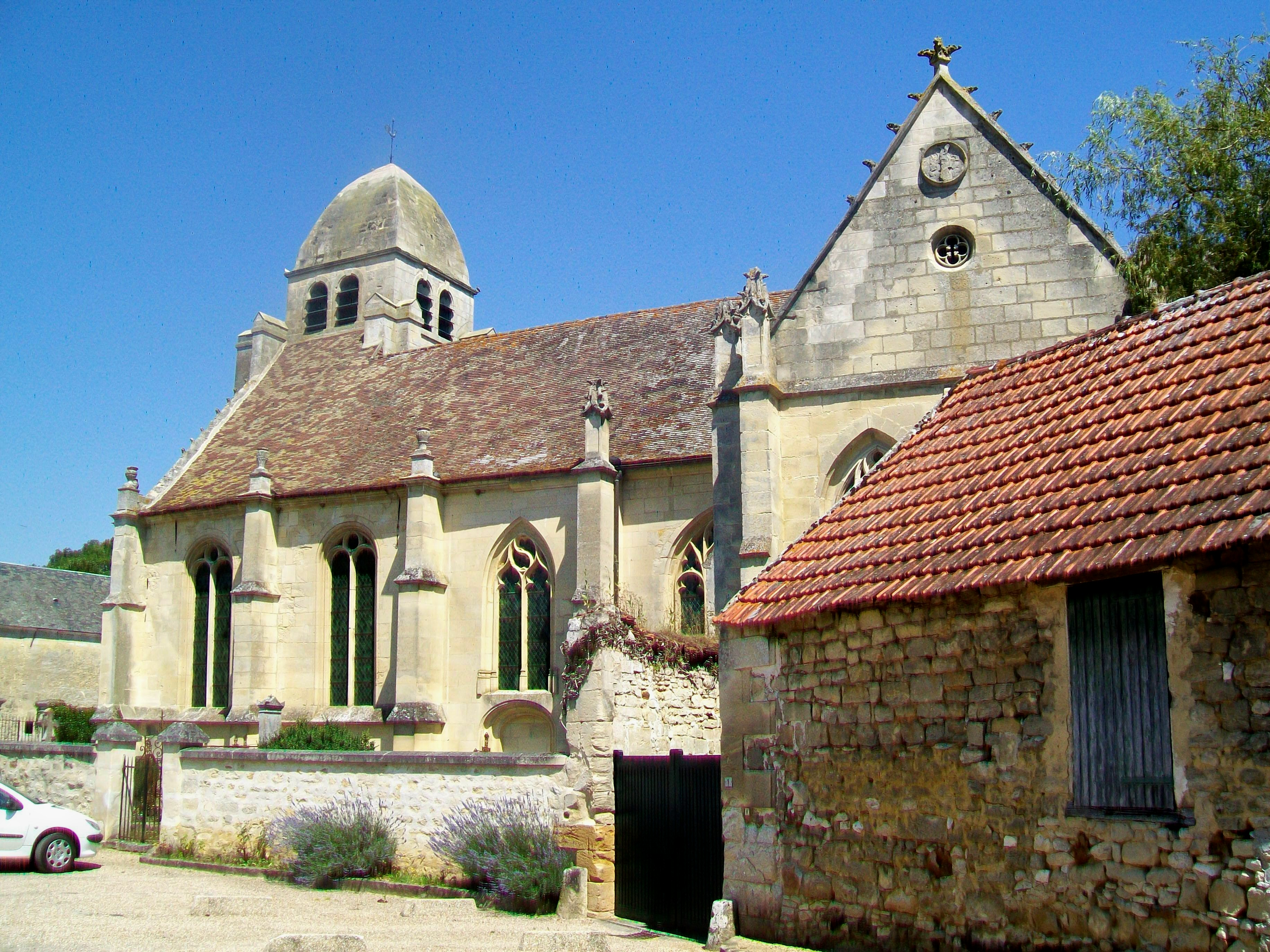
Vue depuis le sud.

### Intérieur

#### Nef et base du clocher

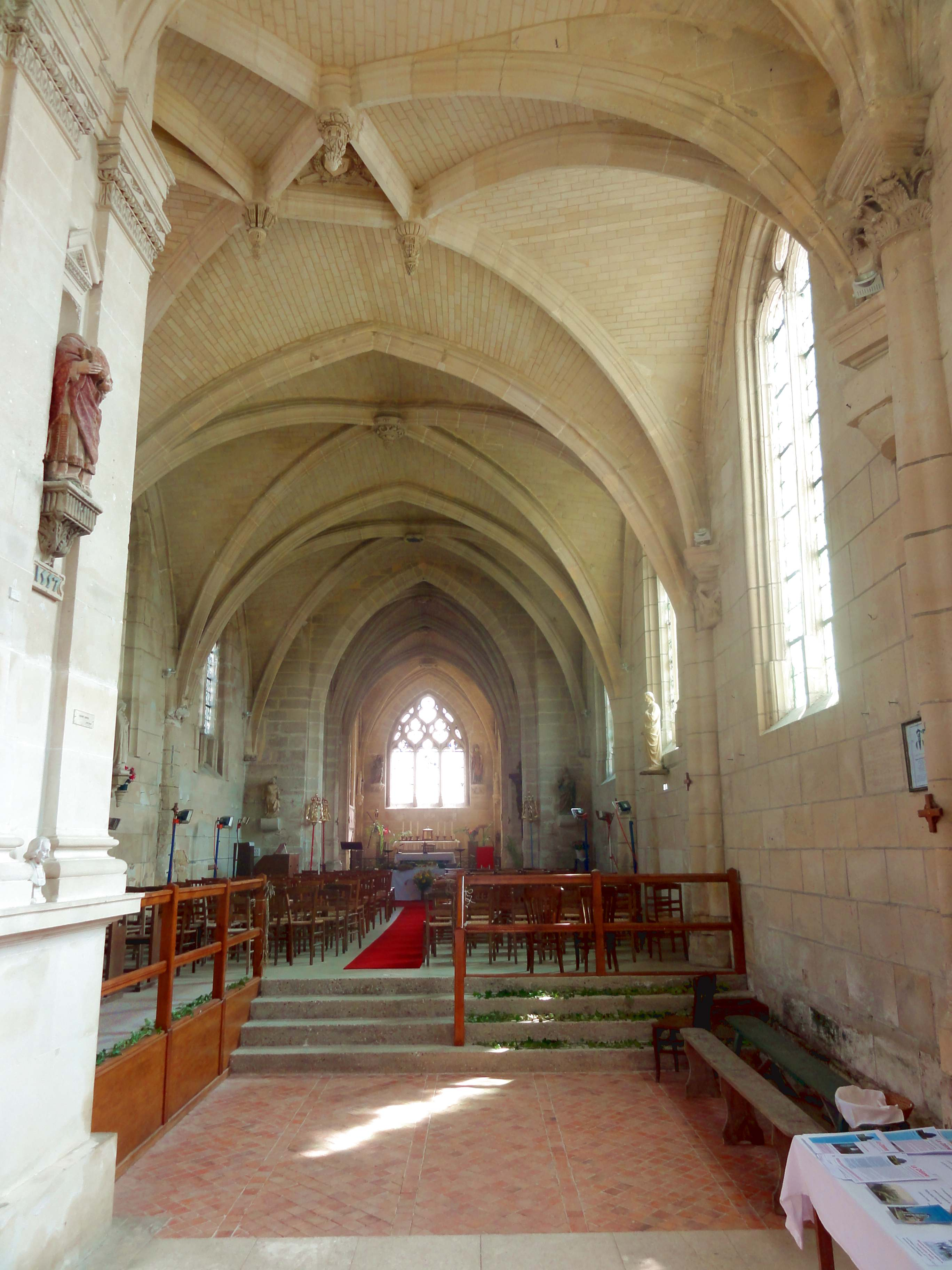
Nef, vue vers l'est.

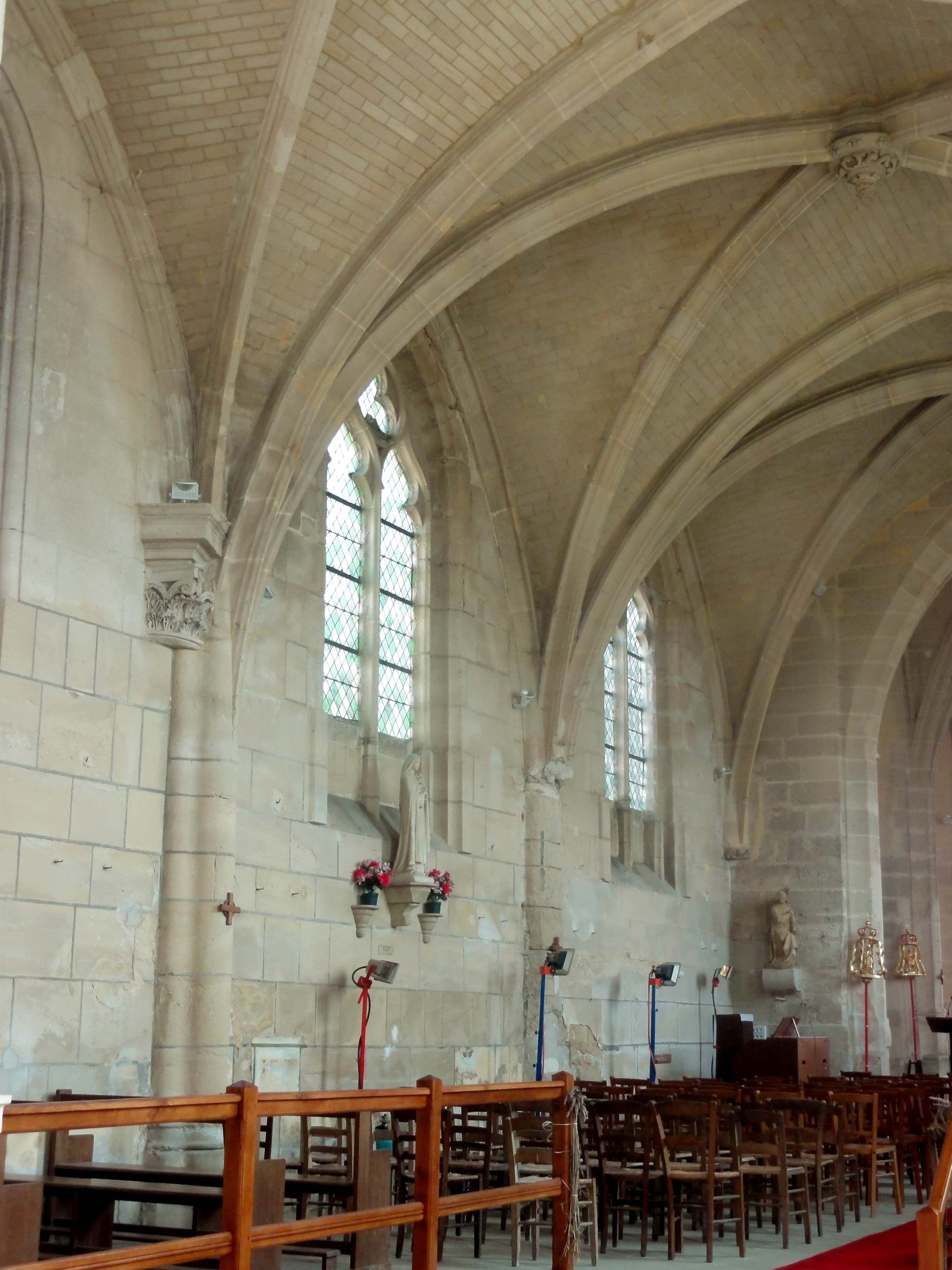
Nef, élévation nord.

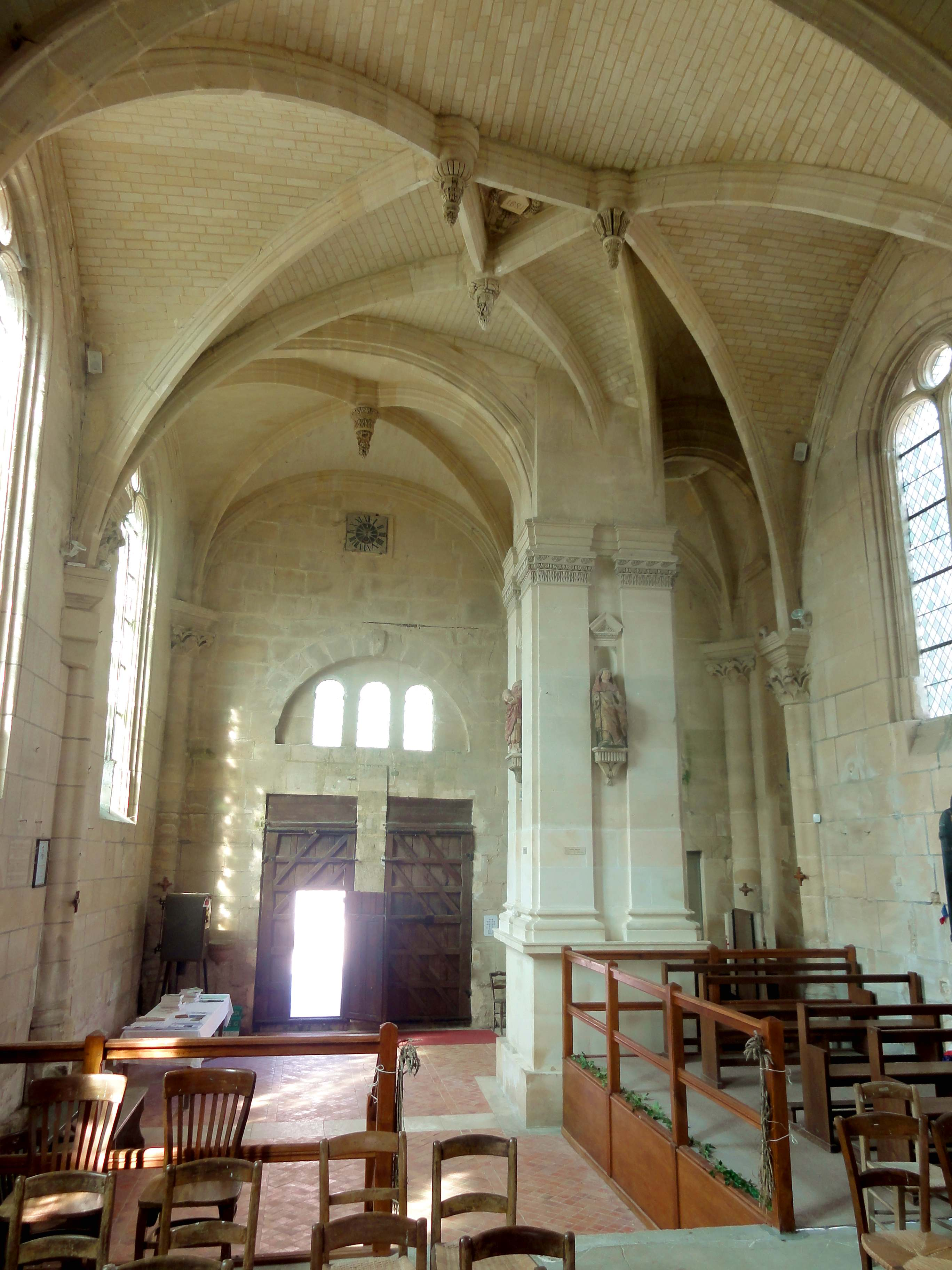
Nef, vue vers l'ouest.

La nef est lumineuse, car éclairée directement par de hautes fenêtres, contrairement à la plupart des nefs flamboyantes de la région, qui sont flanquées de bas-côtés et aveugles. Depuis l'extérieur, les hauts murs gouttereaux suggèrent un certain élancement, ce qui n'est pas l'impression obtenue à l'intérieur de la nef. En effet, son importante largeur fait descendre les voûtes assez bas : leur retombée s'effectue à un tiers de la hauteur des fenêtres. En plus, les arcs-doubleaux n'adoptent pas un tracé aigu et pourraient s'inscrire dans des hémicycles. Les voûtes paraissent donc surbaissées, ce qui est fréquent à la période flamboyante. Enfin, le sol de l'église a été exhaussé, puis abaissé au niveau initial lors d'une restauration entreprise par le Service des monuments historiques dans l'après-guerre, mais seulement jusqu'au début de la seconde travée. Ensuite il faut gravir quatre marches d'escalier. La partie antérieure de la nef ne peut donc accueillir de bancs de fidèles, et sert de vestibule. La première travée est de toute façon plus étroite que les suivantes, car elle est en partie occupée par la base du clocher. La pile sud-est du clocher se situe à l'intérieur de l'église. Elle est de plan carré, et assez volumineuse. Chaque face est décorée de deux pilastres, qui encadrent une niche à statue. Tout en haut, les pilastres affichent un décor du goût de la Renaissance, avec un rang de feuilles stylisées, un rang d'oves et un rang de postes. Suivent quelques bandeaux à faible profil, qui sont susceptibles de résulter d'une restauration. Contrairement à ce que l'on pourrait attendre, les trois arcades et doubleaux partant de la pile du clocher sont à peine plus larges que des doubleaux habituels. La voûte de la base du clocher est percée d'un trou pour la montée des cloches. Dans les angles nord-ouest et nord-est, ses nervures retombent sur un haut tailloir de plan triangulaire, sans angle saillant. Les tailloirs sont pourvus de multiples moulures, et reposent sur des chapiteaux corinthiens fantaisistes. L'unique face de la corbeille présente deux fois deux volutes, comme s'il s'agissait de deux faces. L'on trouve la même disposition dans l'extrémité sud-ouest de la nef. Ce n'est qu'à la retombée de l'arcade entre première travée et base du clocher que le tailloir est rectangulaire, et que la corbeille du chapiteau adopte une forme normale. Les fûts sont en segment de cercle, et pas tout à fait propres à la Renaissance,.
Au sud, le doubleau séparant les deux premières travées de la nef retombe sur le tailloir d'un chapiteau corinthien, comme il en existe au droit du mur occidental. Le chapiteau est supporté par un pilier ondulé flamboyant. Le pignon de la nef étant également flamboyant, la question de l'époque réelle des deux premières travées de la nef est soulevée. De toute évidence, l'ensemble de la nef a été bâtie à la période flamboyante, tout en restant peut-être inachevée, puis un remaniement a eu lieu une génération plus tard, sans doute pour ajouter le clocher qui n'existait pas encore au départ. Le raccordement entre la première travée de la nef et la base du clocher, d'une part, et la seconde travée de la nef, d'autre part, ne s'est pas effectué sans encombre. Au sud, les ogives de la voûte de la seconde travée retombent à un niveau plus bas que le chapiteau corinthien, sur un cul-de-lampe difforme issu d'une restauration. Au nord, l'étroite arcade entre base du clocher et seconde travée de la nef se fonde dans le mur. Un peu plus bas, une imposte moulurée ne remplit aucune fonction. Puis, un pilier ondulé occupe l'extrémité nord-ouest de la seconde travée de la nef. Il monte plus haut que le centre de la voûte de cette travée, et proche du sommet, des traces de départs d'ogives sont visibles. Un départ de formeret est noyé dans l'appareil. Ces vestiges ne sont pas visibles depuis la seconde travée, car le formeret côté nord et les principales ogives y retombent à un niveau beaucoup plus bas, tout comme les autres voûtes. Cette différence de hauteur entre l'arcade vers le clocher et les voûtes de la nef requiert un étroit voûtain supplémentaire, qui s'enfonce profondément dans le plafond. C'est l'un parmi trois petits et quatre grands voûtains de la voûte particulièrement irrégulière de la seconde travée, dont les ogives sont parfois surmontées de quelques assises de pierre selon la perspective de vue adoptée, et dont l'écusson au centre de la voûte arbore la date de 1891. L'écusson est entouré d'une gerbe, et en dessous, on lit la date de 1557 en petits caractères. L'ensemble s'inscrit dans un triangle, qui est délimité par trois clés de voûte pendantes, qui sont de la même facture que celle de la première travée.
À la limite entre la seconde et la troisième travée, qui est la limite entre la partie Renaissance et la partie flamboyante de la nef, les ogives de la seconde travée retombent sur les tailloirs de chapiteaux corinthiens, qui sont en fait des culs-de-lampe, car ils sont disposés à côté des piliers ondulés. Au nord, le tailloir disgracieux a une fois de plus été maladroitement refait lors d'une restauration. Au sud, le tailloir adopte la section d'un pilier ondulé, et la sculpture du chapiteau est endommagée. Ces tailloirs et culs-de-lampe ne s'aperçoivent pas du tout en regardant depuis la troisième travée de la nef vers l'ouest. Les deux doubleaux délimitant la troisième travée, ainsi que les ogives, se fondent directement dans les piliers ondulés. C'est le parti le plus habituel à la période flamboyante, et la même chose devait être prévue pour les deux premières travées de la nef. Dans les angles près du carré du transept, le maître d'œuvre a pris un autre parti, et fait retomber les ogives et formerets sur des culots, qui sont décorés de petites têtes de chérubins entre deux ailes. Il n'y a pas de formeret vers la croisée du transept, qui s'ouvre pourtant par une arcade plus étroite que la nef, et plus aigüe que les voûtes de la nef. De ce fait, quelques assises séparent l'arcade de la lunette de la voûte. De part et d'autre de l'arcade, des pilastres nus, qui devraient représenter des contreforts plats, font saillie dans la nef. L'arcade n'adopte pas un profil prismatique, et elle est sommairement moulurée d'une large gorge faiblement prononcée et d'un chanfrein de chaque côté. Vraisemblablement il s'agit ici de vestiges du transept du XIVe siècle, et l'arcade a seulement été retaillée à la période flamboyante, comme les hautes arcades au sud de la nef de Saint-Clair-sur-Epte et comme les grandes arcades au nord de la nef de Clermont. En ce qui concerne les parties de l'église subsistant du XIVe siècle, il est à rappeler qu'elles comportent le mur septentrional de la troisième et de la quatrième travée de la nef : sauf le réseau des fenêtres, rien ne l'indique à l'intérieur de l'église. En revanche, la moitié inférieure du mur septentrional a été reprise en sous-œuvre lors d'une restauration, et les artisans n'ont pas su correctement restituer le profil des moulures entourant les fenêtres, ce qui conduit à une rupture entre la seconde et la troisième assise à compter du seuil des fenêtres.

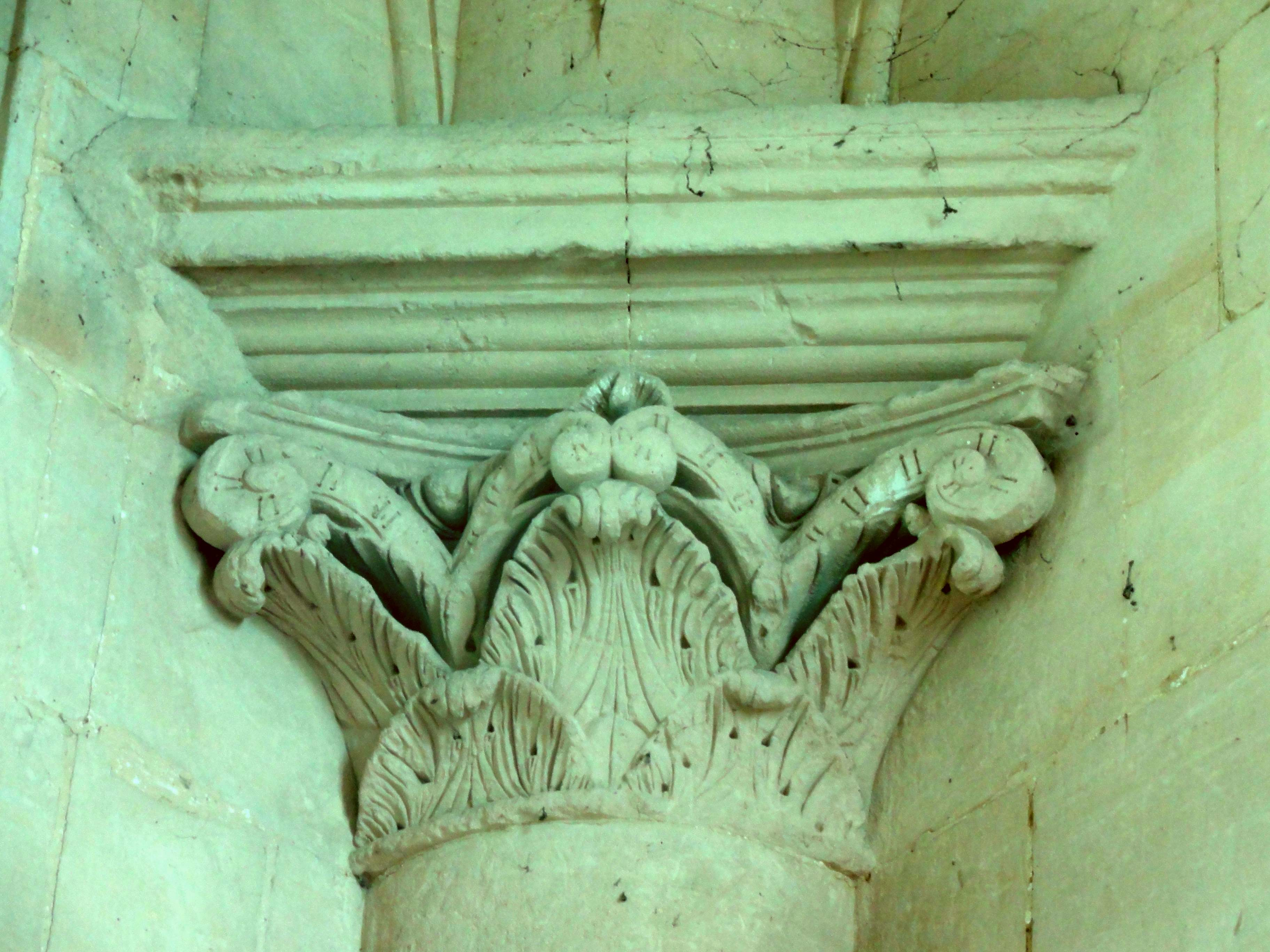
Chapiteau corinthien de la base du clocher.
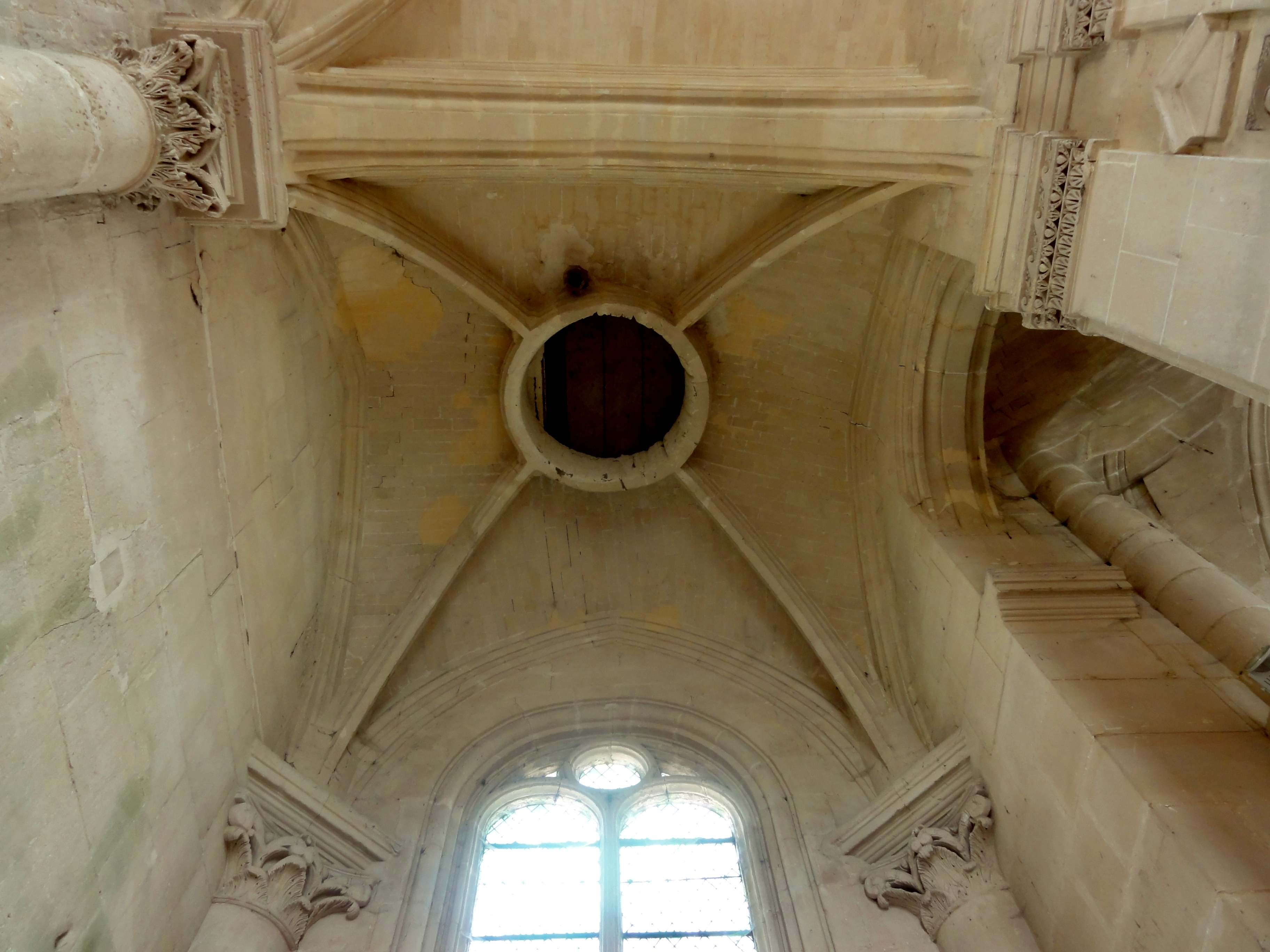
Voûte sous le clocher (le nord est en bas).
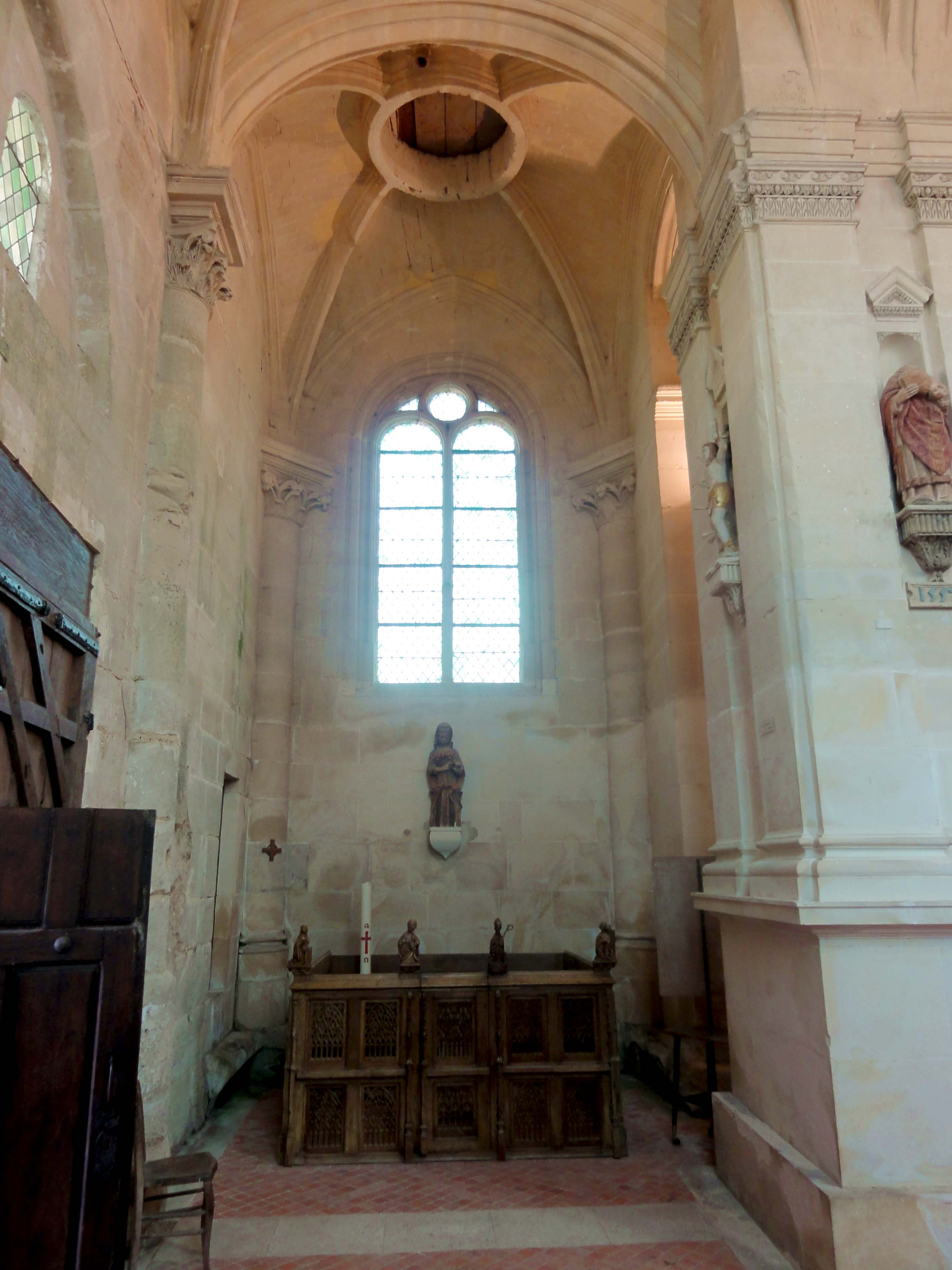
Vue dans la base du clocher en dir. du nord.
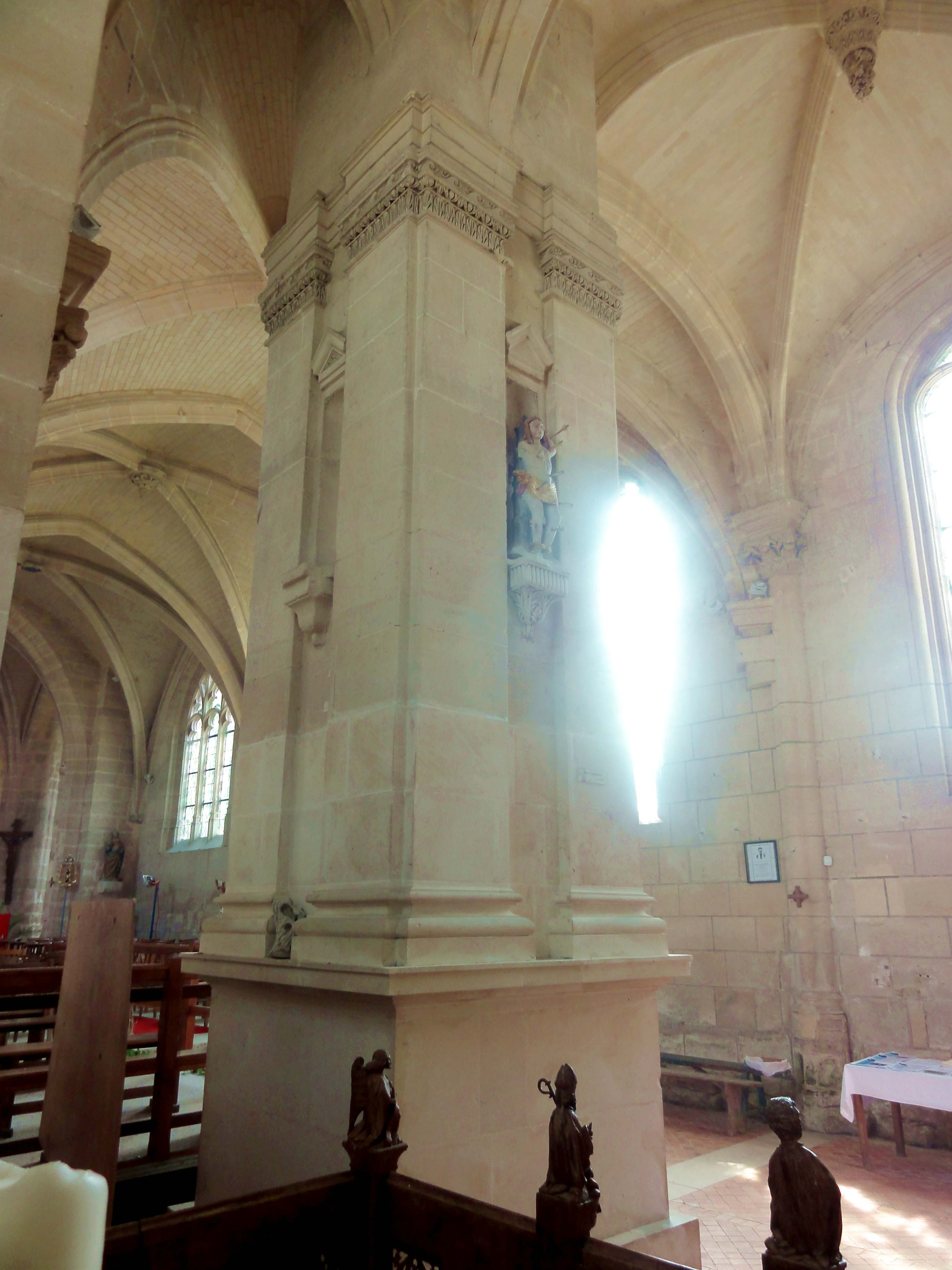
Base du clocher, vue vers le sud-est.
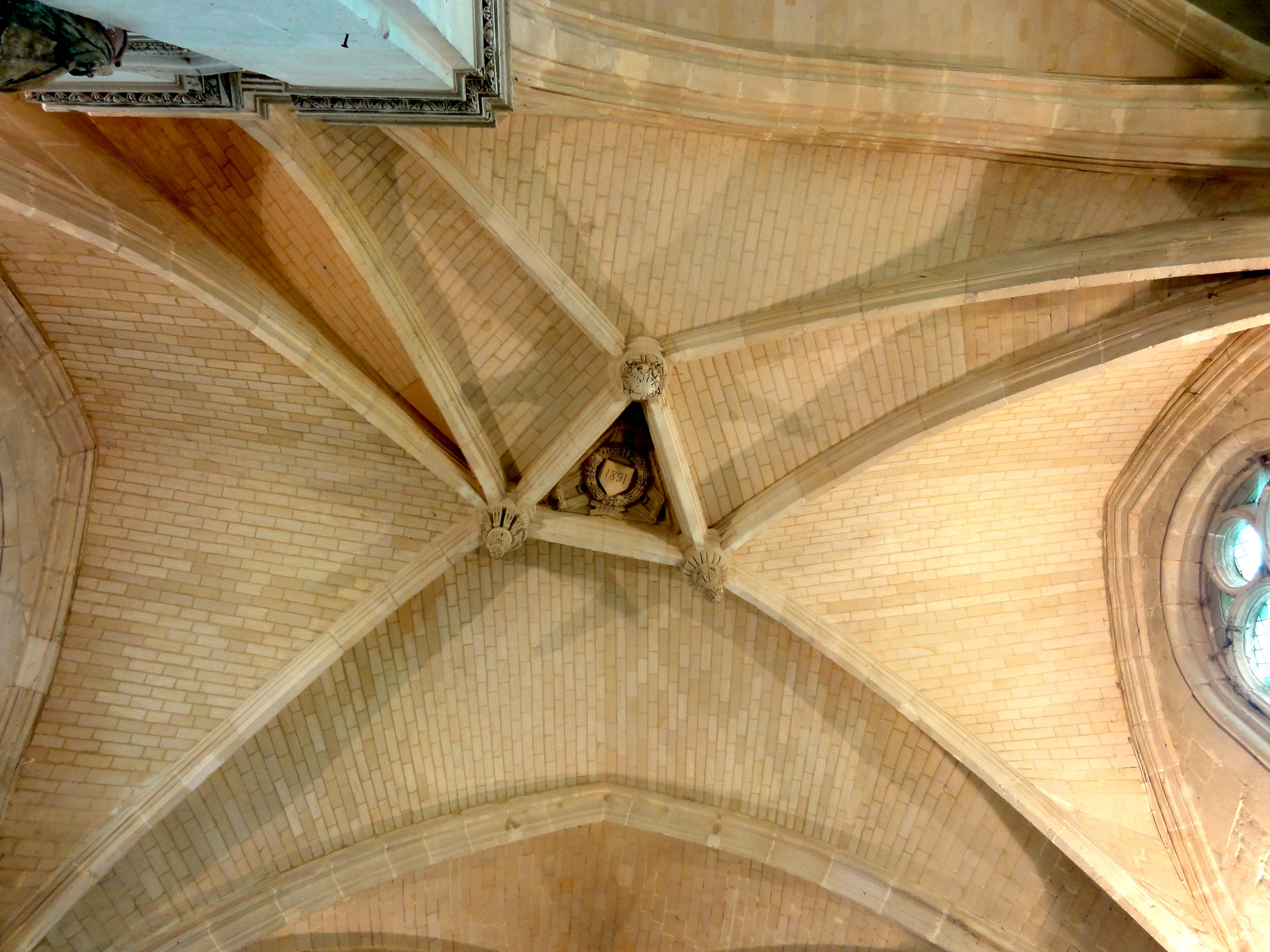
Voûte de la 2e travée (l'ouest est en haut).
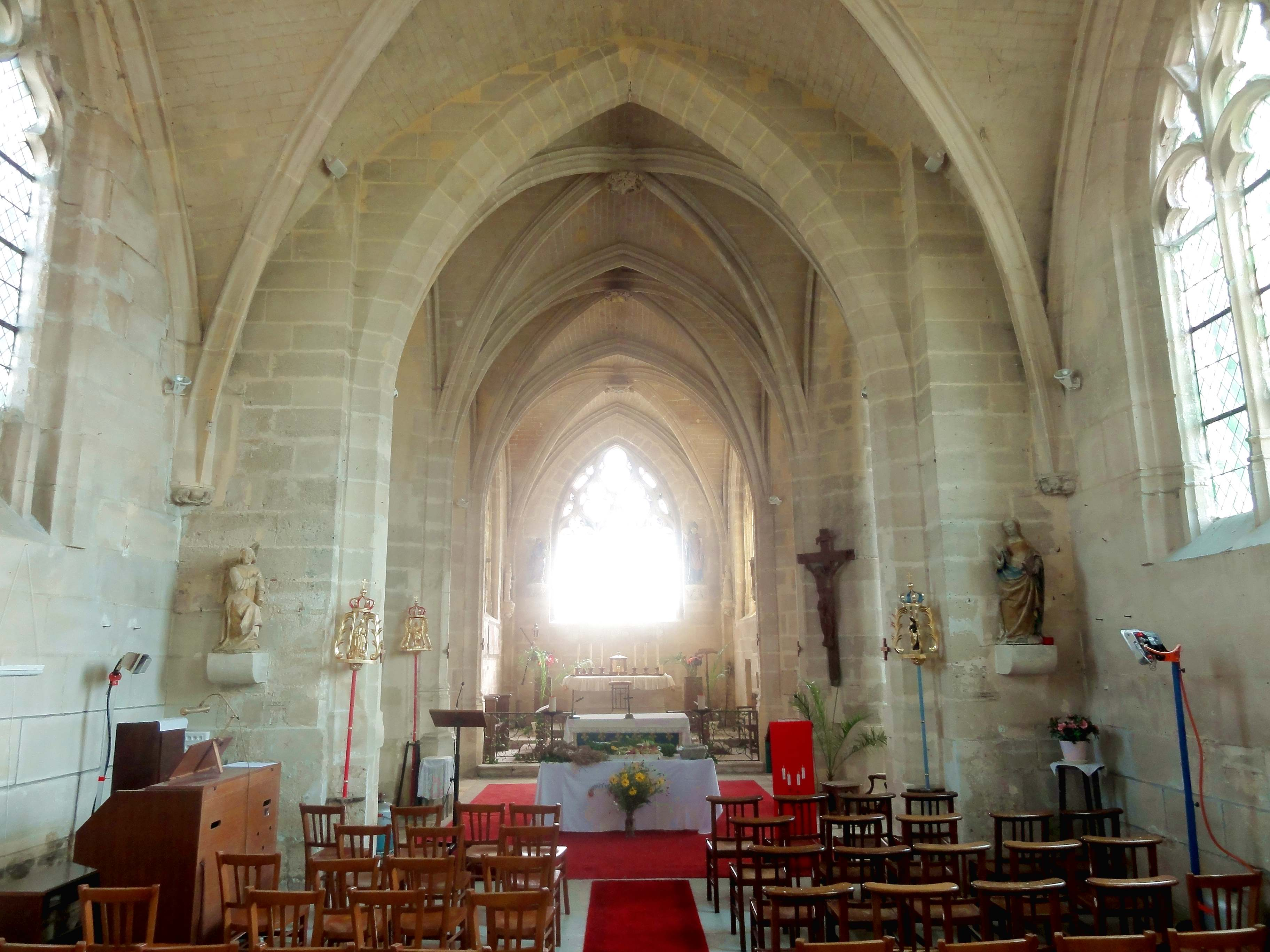
Nef, vue vers l'est sur la croisée du transept.

#### Croisée du transept et abside

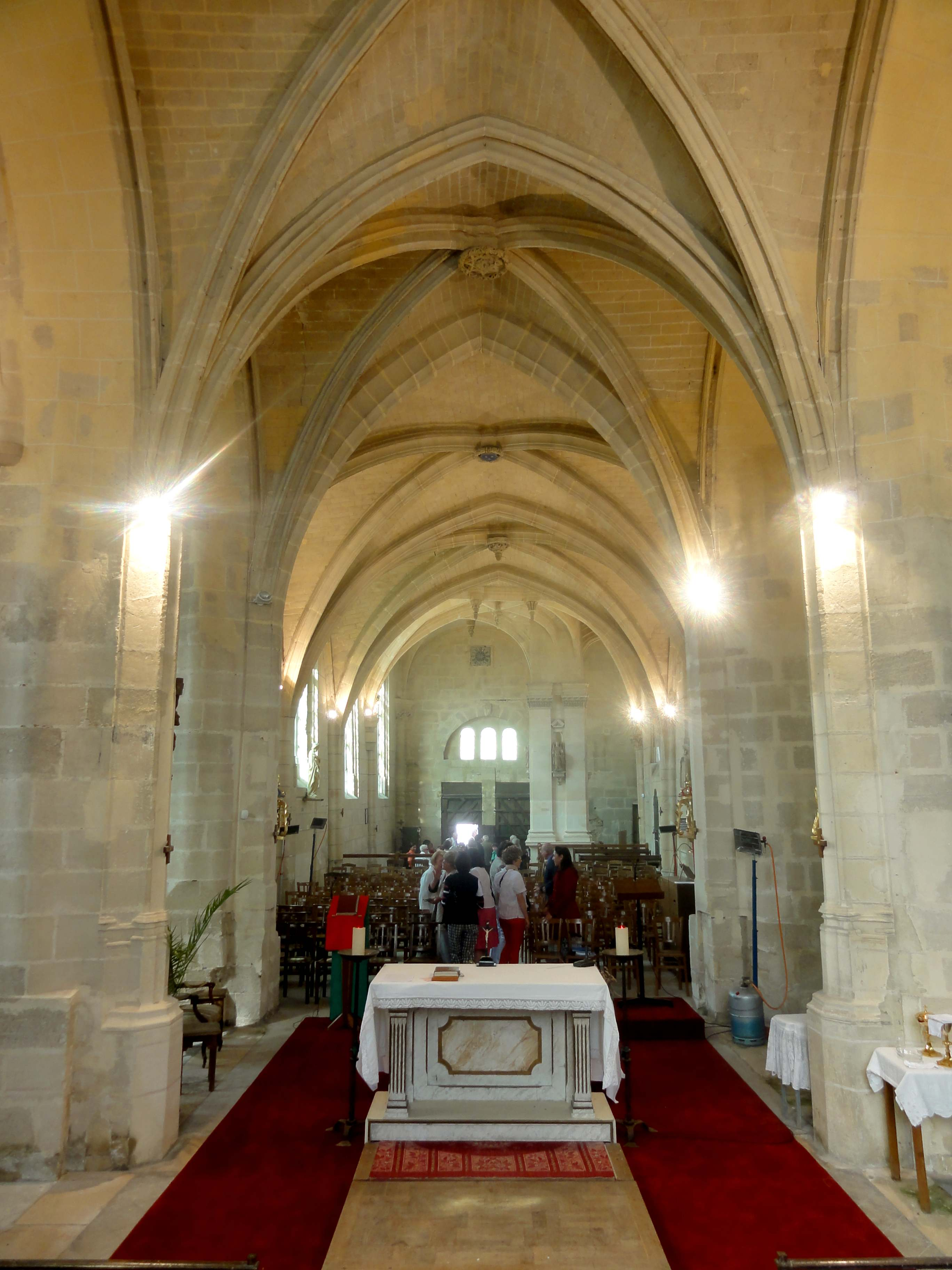
Croisée, vue vers l'ouest.

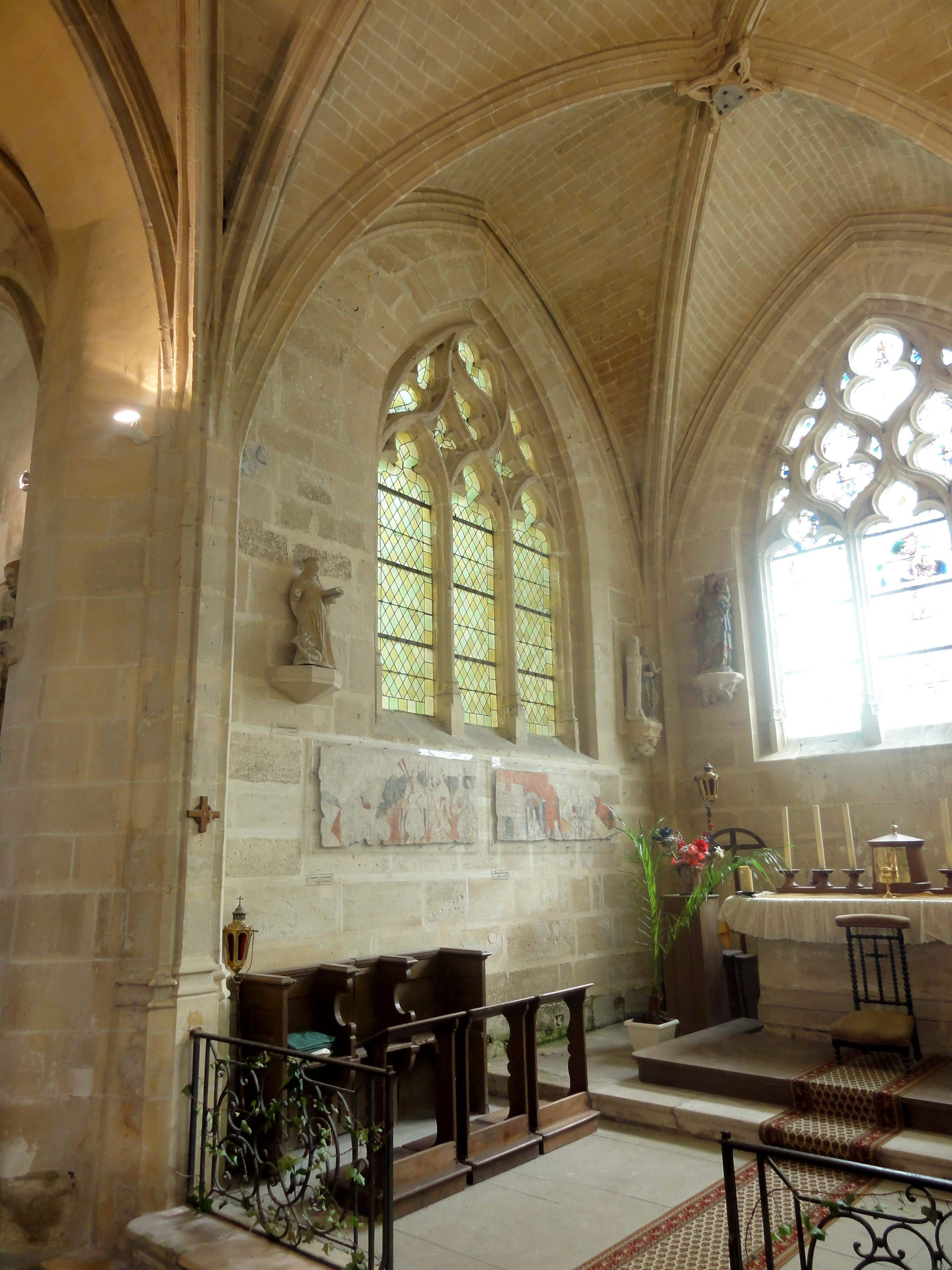
Abside, côté sud-ouest.

Les parties orientales sont beaucoup plus réussies que la nef, selon Bernard Duhamel. Depuis la nef, la croisée du transept s'ouvre par l'arcade déjà mentionnée. Les deux voûtes sont disposées l'une après l'autre, parallèlement aux voûtes de la nef. Les deux clés de voûte ont la forme de disques, et sont assez intéressantes. L'une arbore une couronne de pampres, qui entoure un écusson avec les armes de la famille Le Bœuf d'Osmoy : d'or au bœuf de gueules. L'autre est une couronne de feuillages enfermant une étoile à huit branches. Les voûtes ont des nervures prismatiques, et le doubleau intermédiaire n'est pas plus large que les ogives. Toutes les nervures sont pénétrantes. Devant les piliers intermédiaires qui subdivisent en deux les arcades vers les croisillons, les nervures sont reçues par de minces piliers engagés de section polygonale, qui ont des bases gothiques complexes. Les piliers de l'arc triomphal à l'entrée de l'abside sont analogues. Dans son ensemble, la croisée du transept est d'un style léger et élégant. Il contraste avec l'épaisseur des quatre arcades vers les croisillons, et avec le fort diamètre des six piliers proprement dits, dans lesquels les supports flamboyants sont engagés. L'intrados des arcades est tout à fait plat, tandis que les piédroits sont taillés en biseau et ont les arêtes arrondies, ce qui rappelle l'arcade vers la nef. Tout ceci évoque une ancienne base de clocher, et n'a rien de proprement flamboyant : il devrait encore s'agir de dispositions héritées de l'église du XIVe siècle, ou d'une époque antérieure. Ce n'est donc pas seulement depuis la reconstruction flamboyante que le carré du transept de l'église Saint-Nicolas est recouverte par deux voûtes.
L'abside est tout à fait homogène avec la croisée du transept. Pour une superficie équivalente, elle se contente d'une seule voûte. La clé de voûte est un découpage flamboyant, dont le motif est un quadrilobe servant de support à un écusson aux armes de la famille de Guiry : d'argent aux trois quintefeuilles de sable. Les lobes prennent la forme de soufflets. Aux quatre extrémités, figurent des fleurons. À part la clé de voûte, le décor architectural proprement dit est absent du chœur, à l'exception toutefois d'une minuscule niche double taillée dans un bloc de pierre unique, qui est encastrée dans le mur méridional. Le principal ornement du chœur sont les réseaux particulièrement riches des fenêtres, qui sont à trois lancettes et toutes les trois différentes dans leur partie supérieure. Au sud, on y trouve deux paires de soufflets dissymétriques affrontés, surmontés de trois petits soufflets, et flanqués d'étroites mouchettes. Au chevet, se répète le dessin de la fenêtre occidentale du croisillon sud. Il est assez conventionnel, et présente trois soufflets symétriques et d'étroites mouchettes. La fenêtre septentrionale combine des particularités de la fenêtre méridionale de droite du croisillon sud, et de la fenêtre méridionale de la troisième travée de la nef, à savoir des losanges entre les têtes tréflées des lancettes, et deux soufflets superposés accolés. Ce motif central de la partie haute du réseau est flanqué de deux autres soufflets. Il est à signaler que la fenêtre orientale conserve des fragments de vitraux de la limite XVe / XVIe siècle. Ils sont classés monument historique au titre objet depuis 1975. Il s'agit de cinq petits anges musiciens, de la tête d'un personnage non identifié, et de bordures peintes au jaune d'argent, ainsi que deux fois du monogramme IHS. Ces fragments ont été montés dans une vitrerie blanche moderne en 1957.

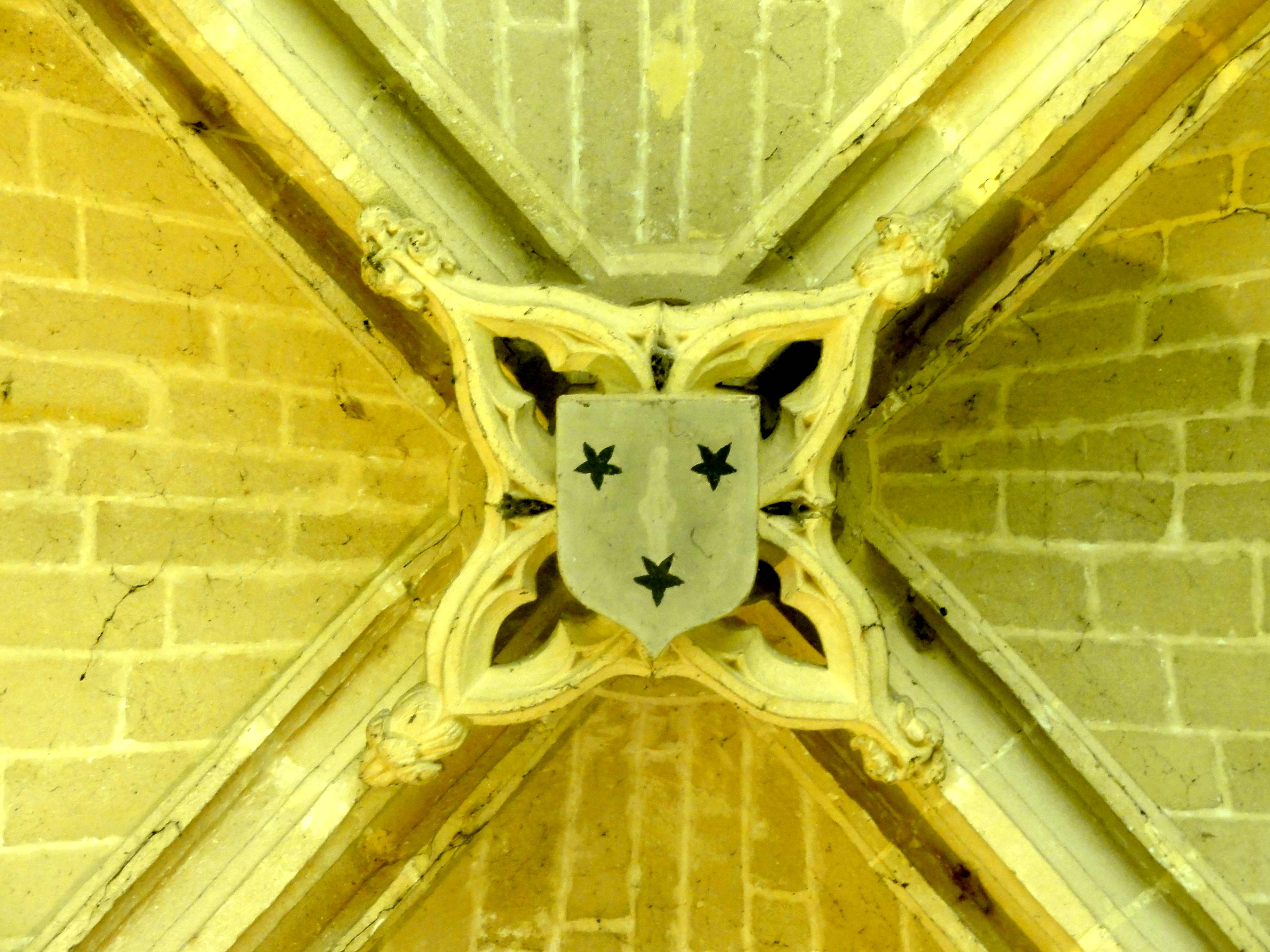
Abside, clé de voûte.
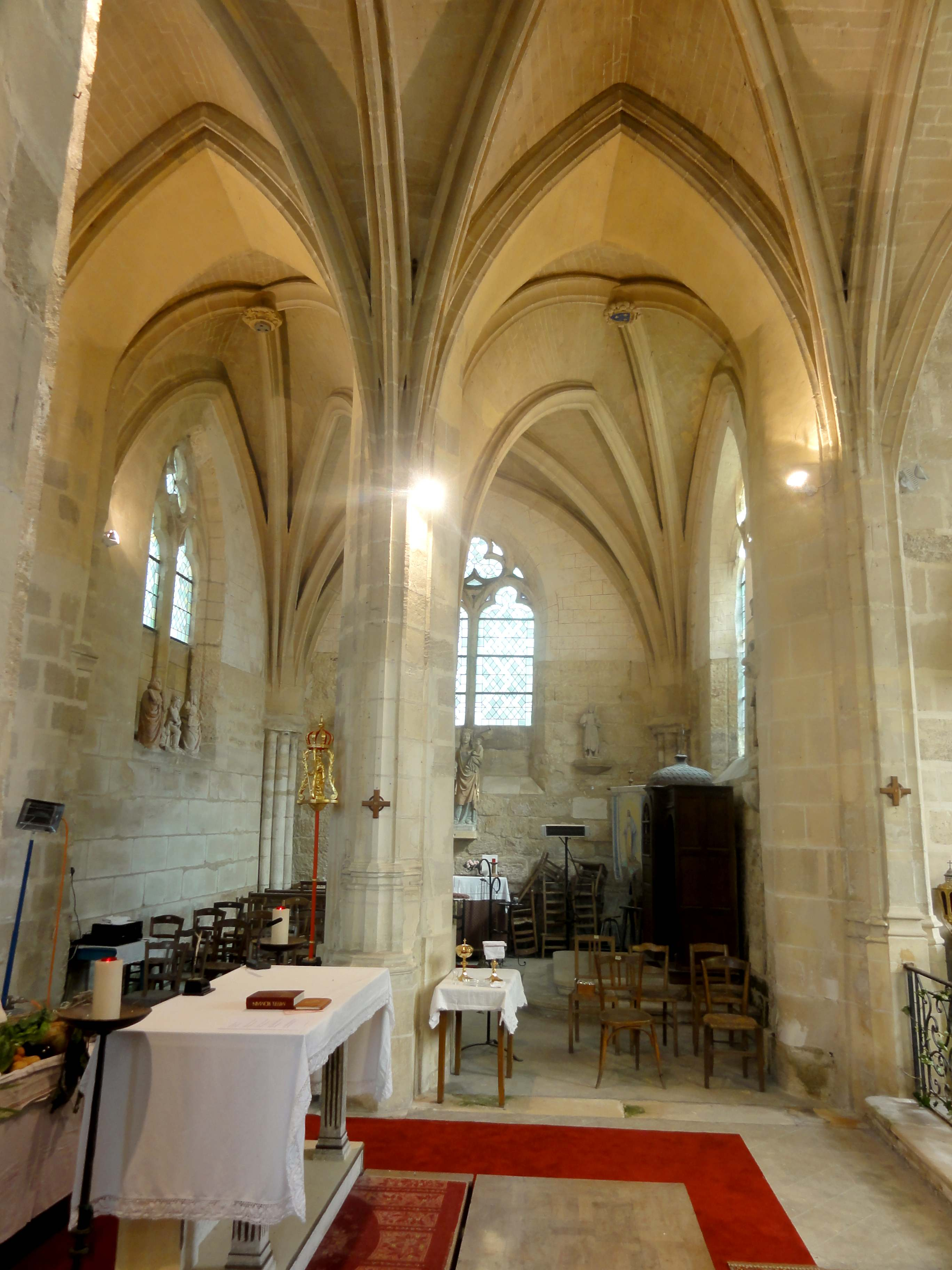
Croisée, vue vers le nord.
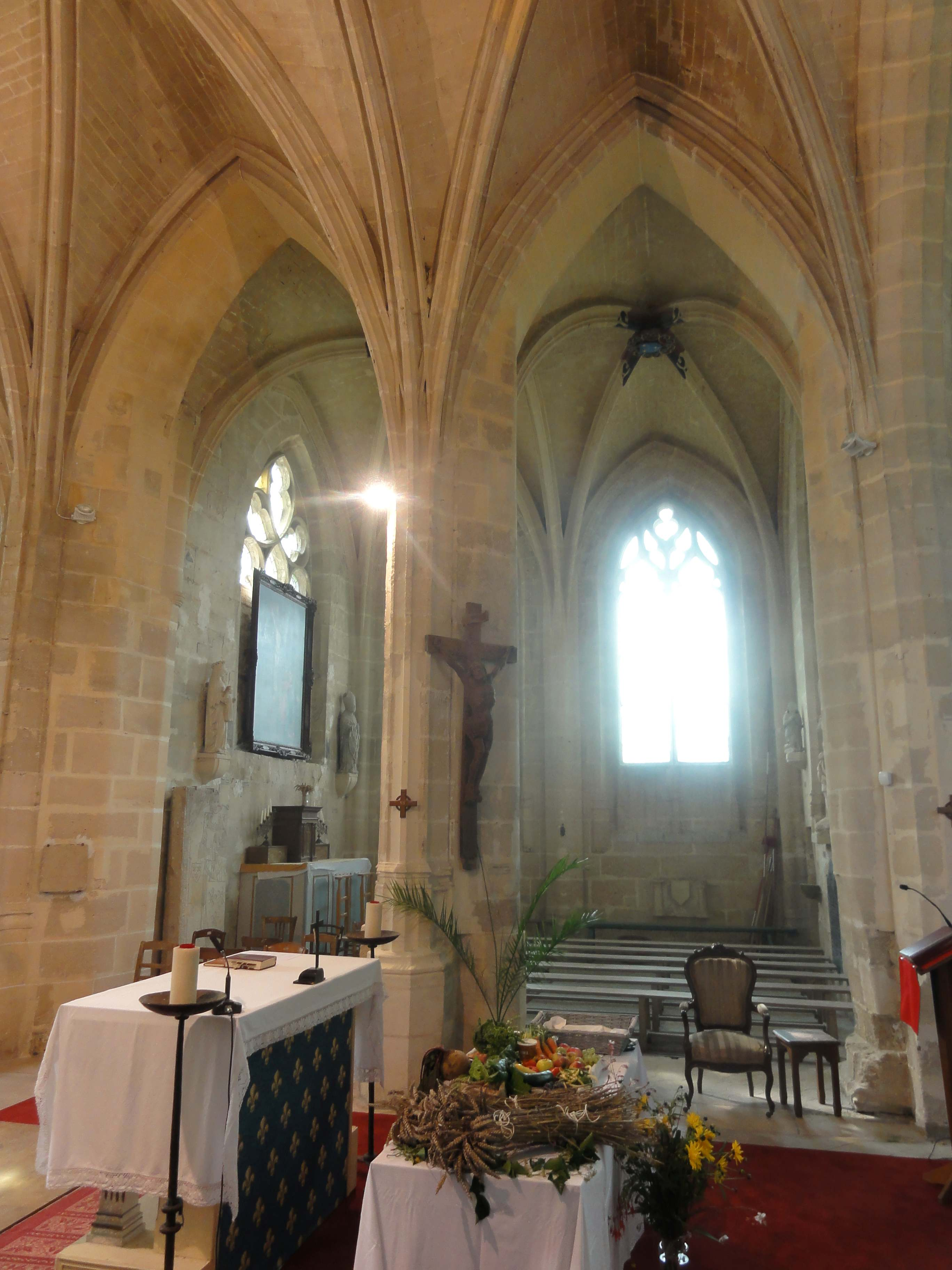
Croisée, vue vers le sud.
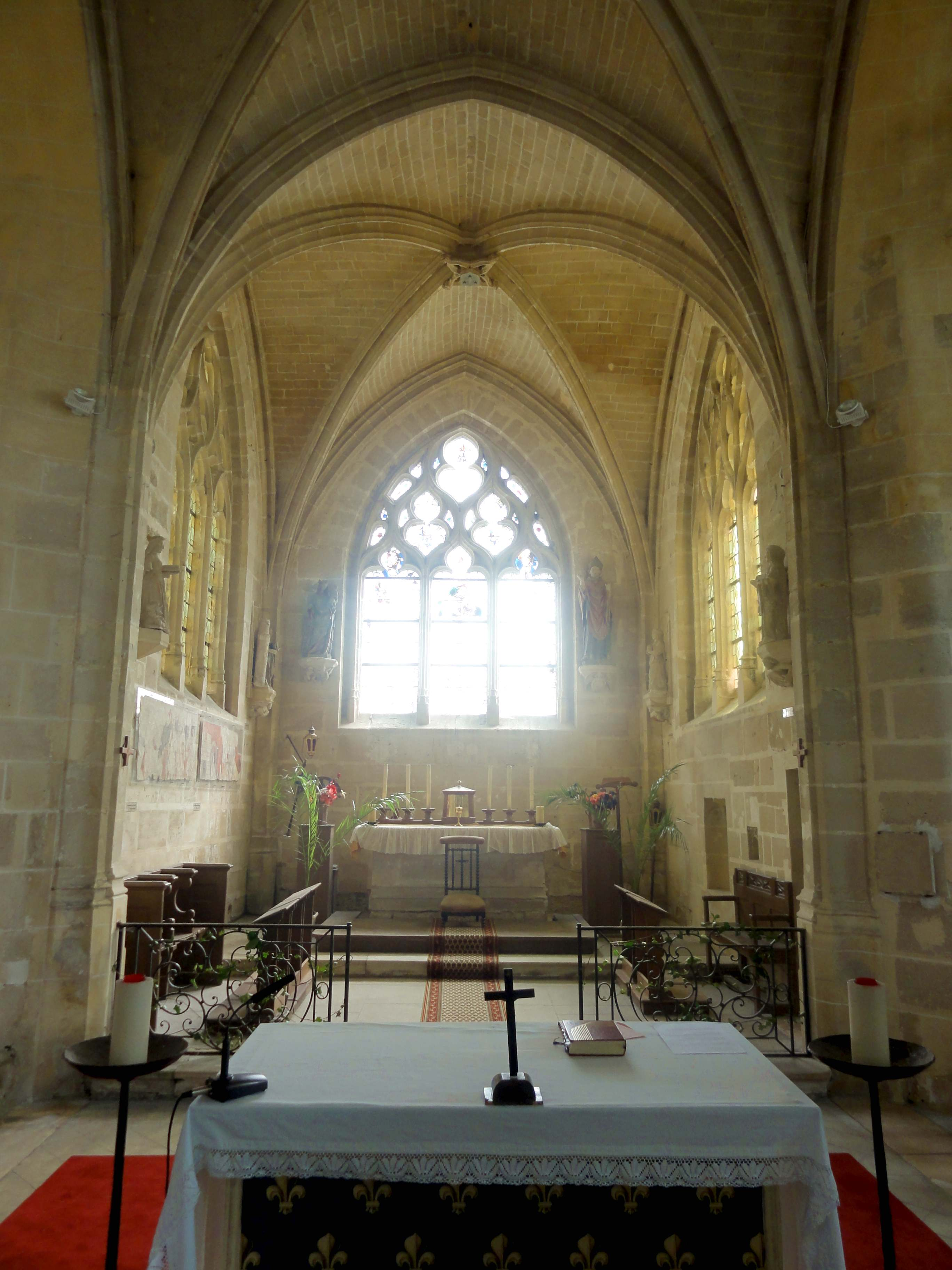
Croisée, vue vers l'est.
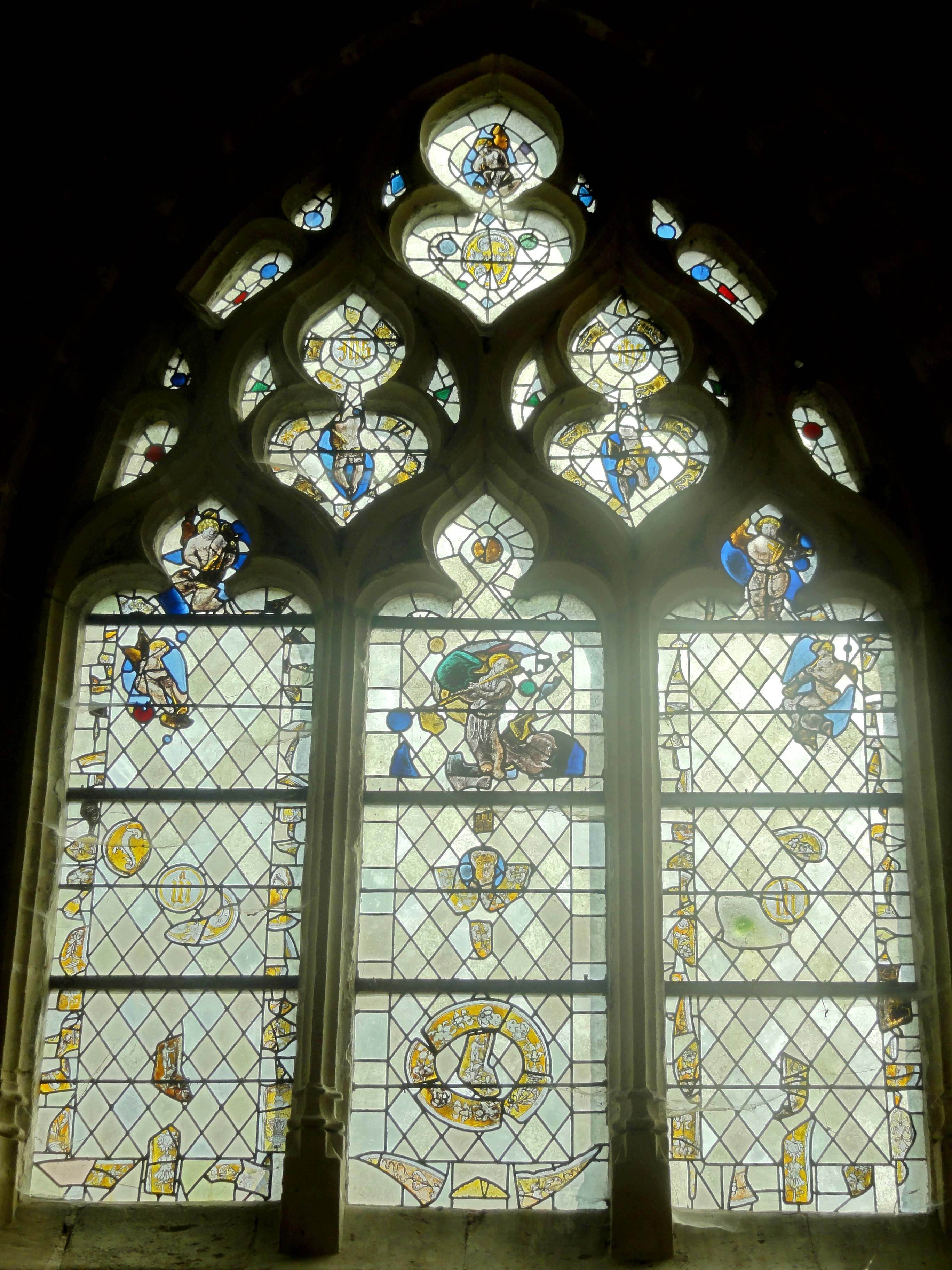
Verrière du chevet.
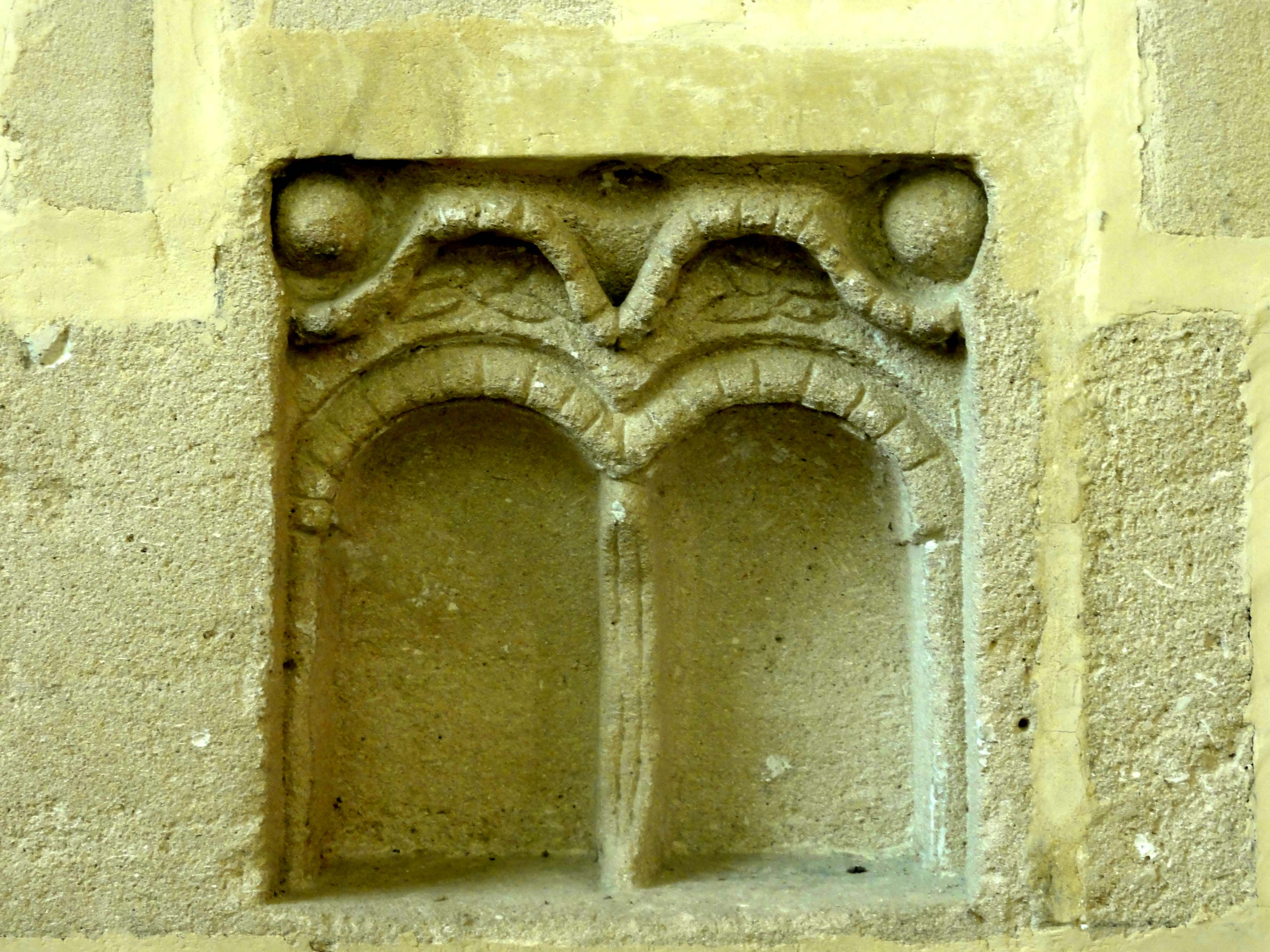
Niche du chœur.

#### Croisillons

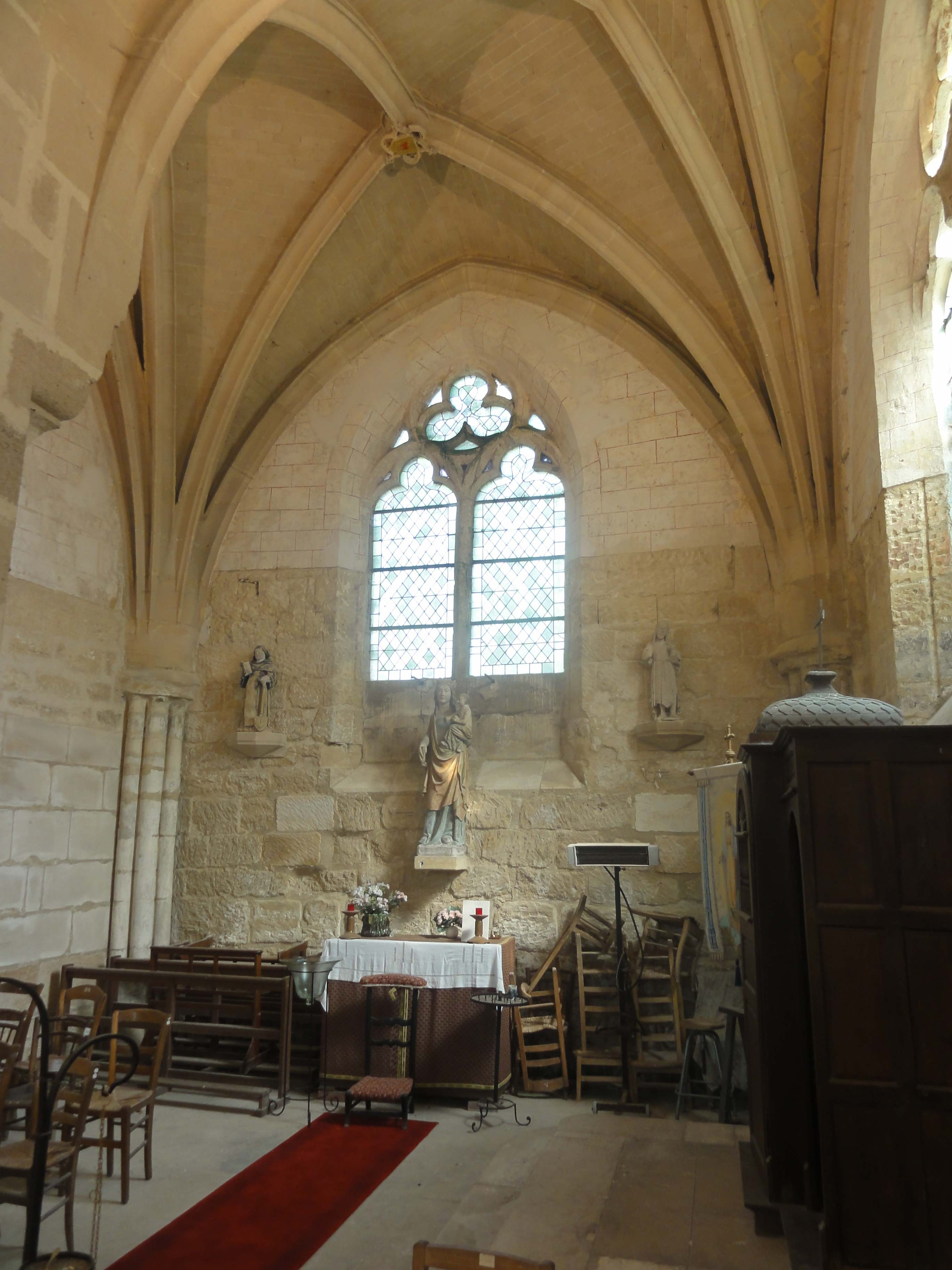
Croisillon nord, côté nord.

Le croisillon nord se distingue par sa curieuse voûte à trois voûtains, séparés par deux ogives qui partent du pilier libre entre les deux arcades vers le carré du transept. Chacun des voûtains est subdivisé en trois voûtains plus petits, et agrémenté d'une clé de voûte. Le profil des ogives n'est pas le même que dans la croisée et l'abside, mais indéniablement flamboyant, tout comme les clés de voûte décorées d'écussons. Ceux-ci sont entourés de découpages flamboyants, d'un double collier de feuillages, et d'un disque décoré de motifs végétaux. Dans les deux angles près du mur septentrional, les nervures de la voûte, à savoir trois ogives et deux formerets, se fondent dans un pilier en segment de cercle, qui bute bientôt sur le tailloir des faisceaux de trois colonnettes du XIVe siècle. Malheureusement, le profil des tailloirs n'est plus intact, et seulement quelques vestiges subsistent des chapiteaux de crochets. Dans l'angle sud-est près de l'abside, le maître d'œuvre a placé un pilier carré à l'arête chanfreinée. Il est décoré d'une frise de pampres. Aucun support n'existe dans l'angle sud-ouest près de la nef. Les fenêtres affichent toutes les trois le même remplage, qui est de style rayonnant tardif et motive en grande partie la datation du XIVe siècle. Elles ne sont pas entourées d'une gorge, contrairement aux fenêtres flamboyantes de l'église, et la mouluration chanfreinée des meneaux est la même qu'à l'extérieur.
Les deux voûtes du croisillon sud affectent le même profil que les voûtes de la troisième et de la quatrième travée de la nef, ce qui permet de dater la reconstruction flamboyante de la nef des années autour de 1522, date inscrite sur une ogive du croisillon. Comme dans la croisée, les deux voûtes sont séparées par un doubleau pas plus large que les ogives. Les clés de voûte, qui ont été repeintes, sont encore des écussons entourés de découpages flamboyants. Ainsi l'église cumule un total de huit clés de voûte armoriées réparties entre quatre motifs différents, et aucune clé ne présente un motif religieux. Les nervures des voûtes se fondent généralement dans des piliers ondulés, qui sont de la même facture que ceux de la nef. Dans l'angle nord-est près de l'abside, la partie inférieure du pilier est de section carrée, et a l'arête biseautée, comme son homologue au nord : il pourrait s'agir du résultat d'une restauration peu consciencieuse. Dans l'angle nord-ouest près de la nef, les nervures retombent sur un cul-de-lampe sculpté de feuilles grasses. Les réseaux flamboyants des fenêtres ont déjà été décrits. Reste à signaler une délicate piscine liturgique de style rayonnant, qui est ménagée dans le mur oriental. Le renfoncement s'ouvre sous une arcature trilobée, qui s'inscrit dans un arc en plein cintre. Cet ensemble est sculpté dans un seul bloc de pierre. La mouluration torique évoque le XIIIe siècle, et donne à penser qu'il s'agit d'un fragment de la précédente église. Il n'y a en effet aucun exemple de mouluration torique dans l'église actuelle. Les piédroits particulièrement courts et non moulurés ne sont pas cohérents avec la décoration de la piscine. Sous le lobe central de l'arcature, se profile le buste d'un ange tenant un écu.

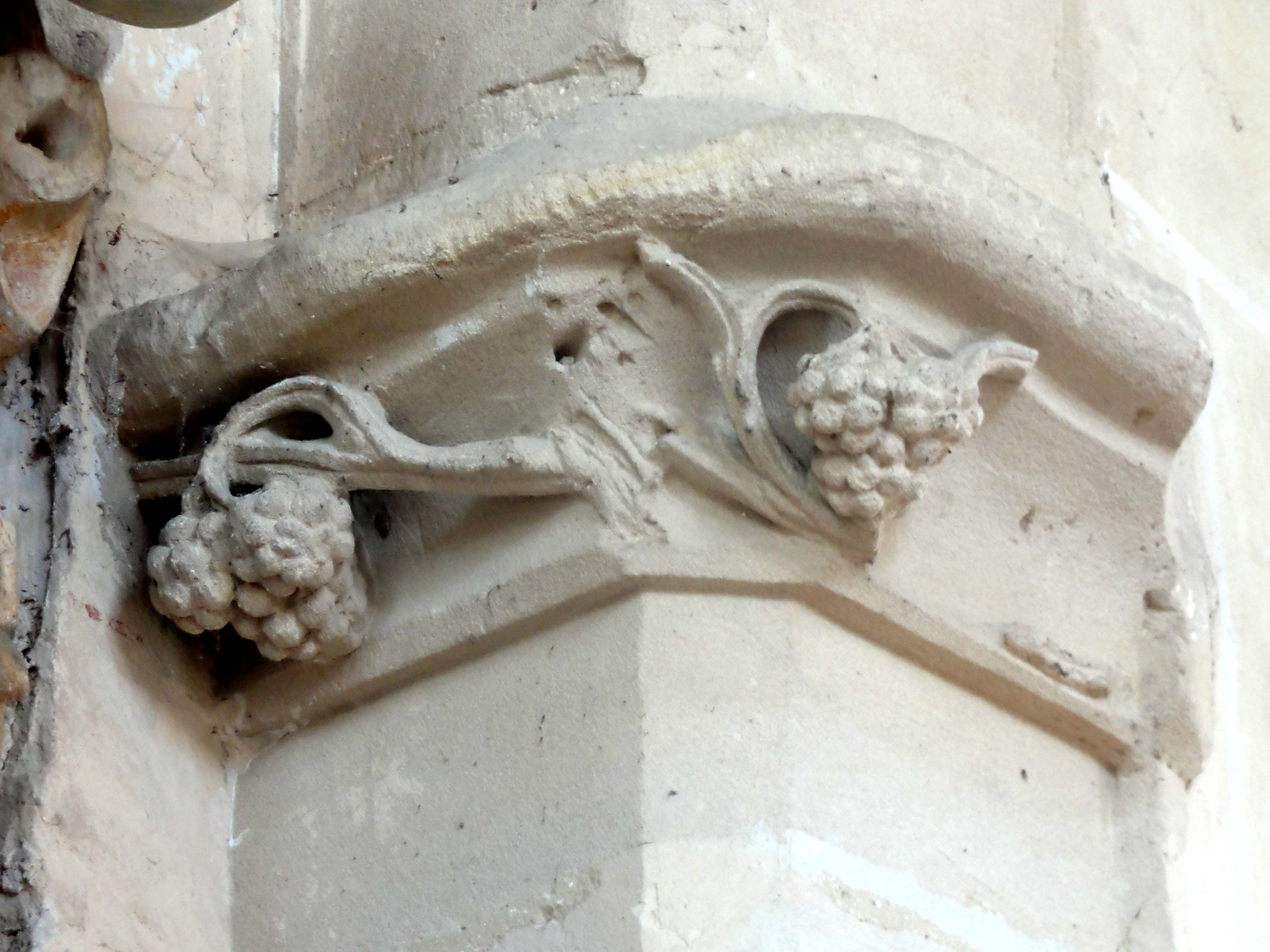
Croisillon nord, frise.
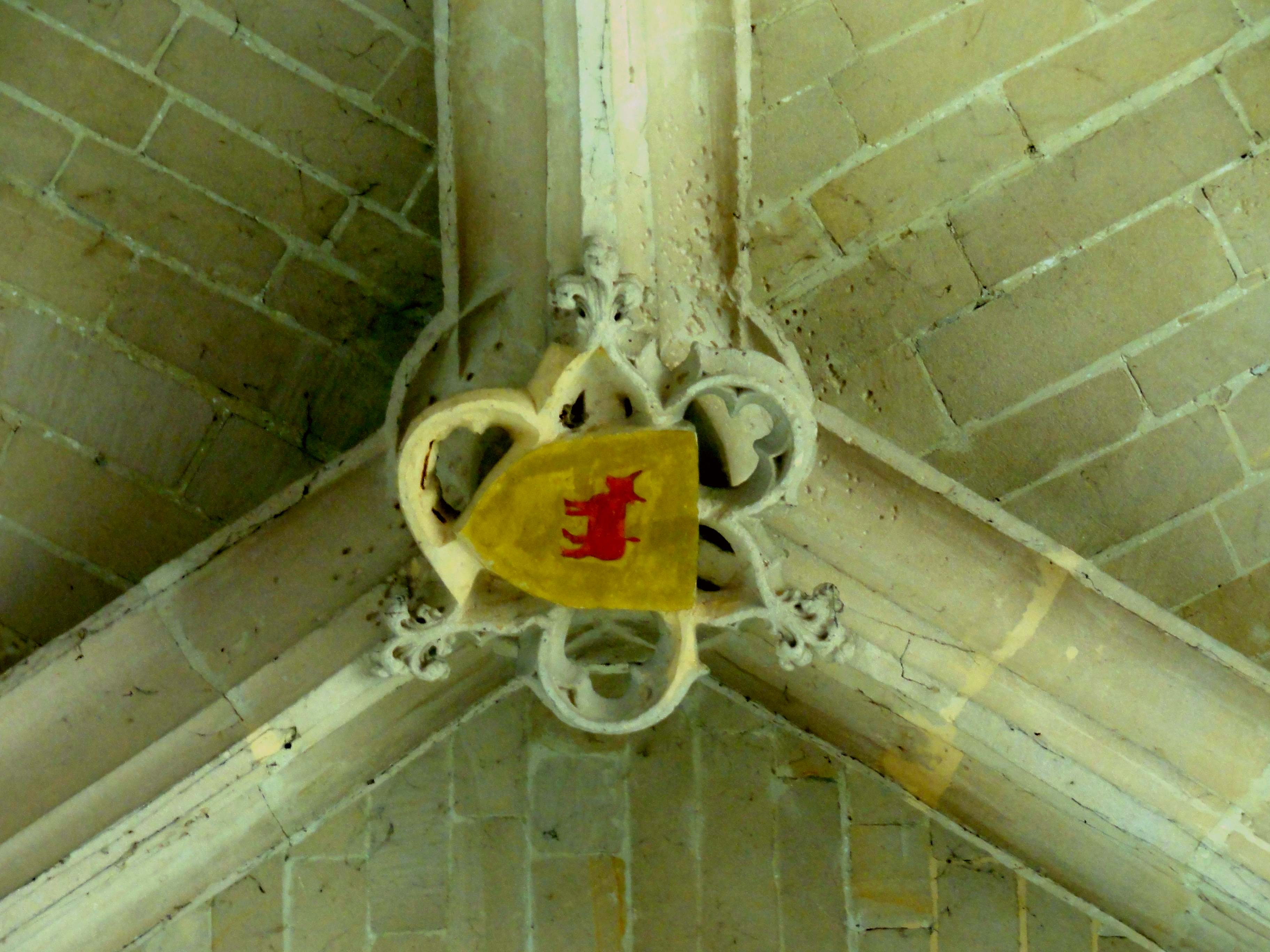
Id., clé de voûte.
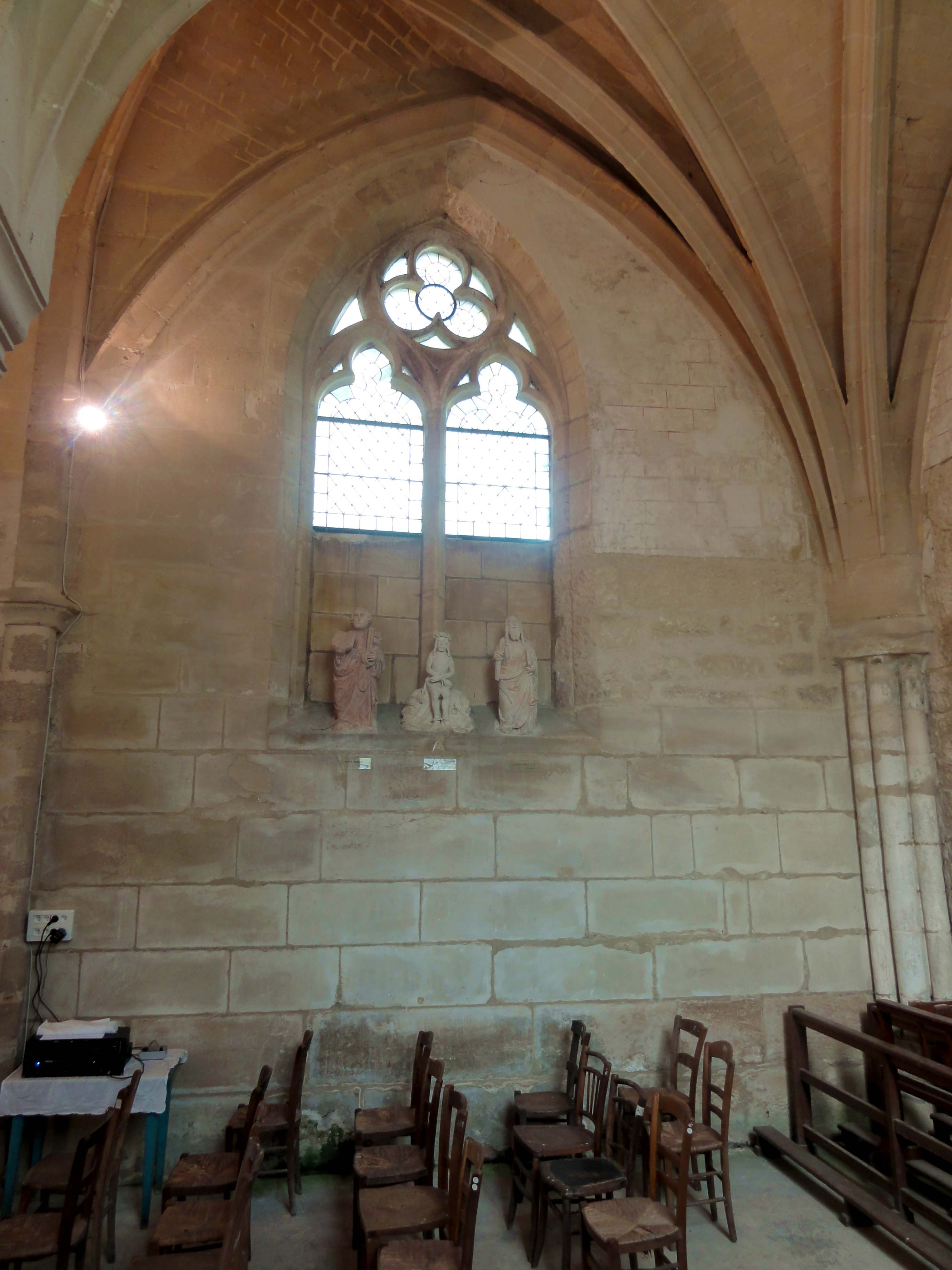
Croisillon nord, côté ouest.
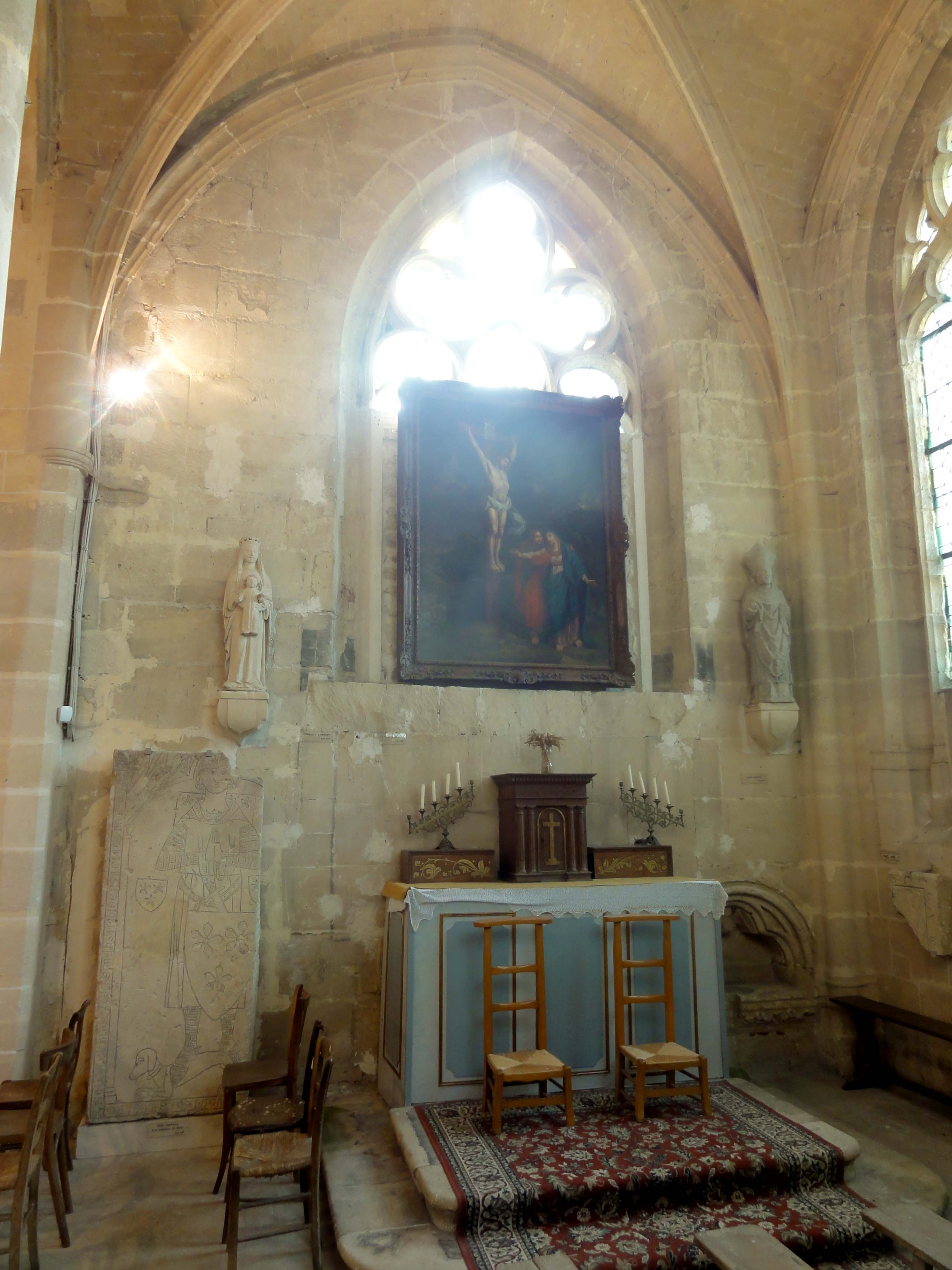
Croisillon sud, côté est.
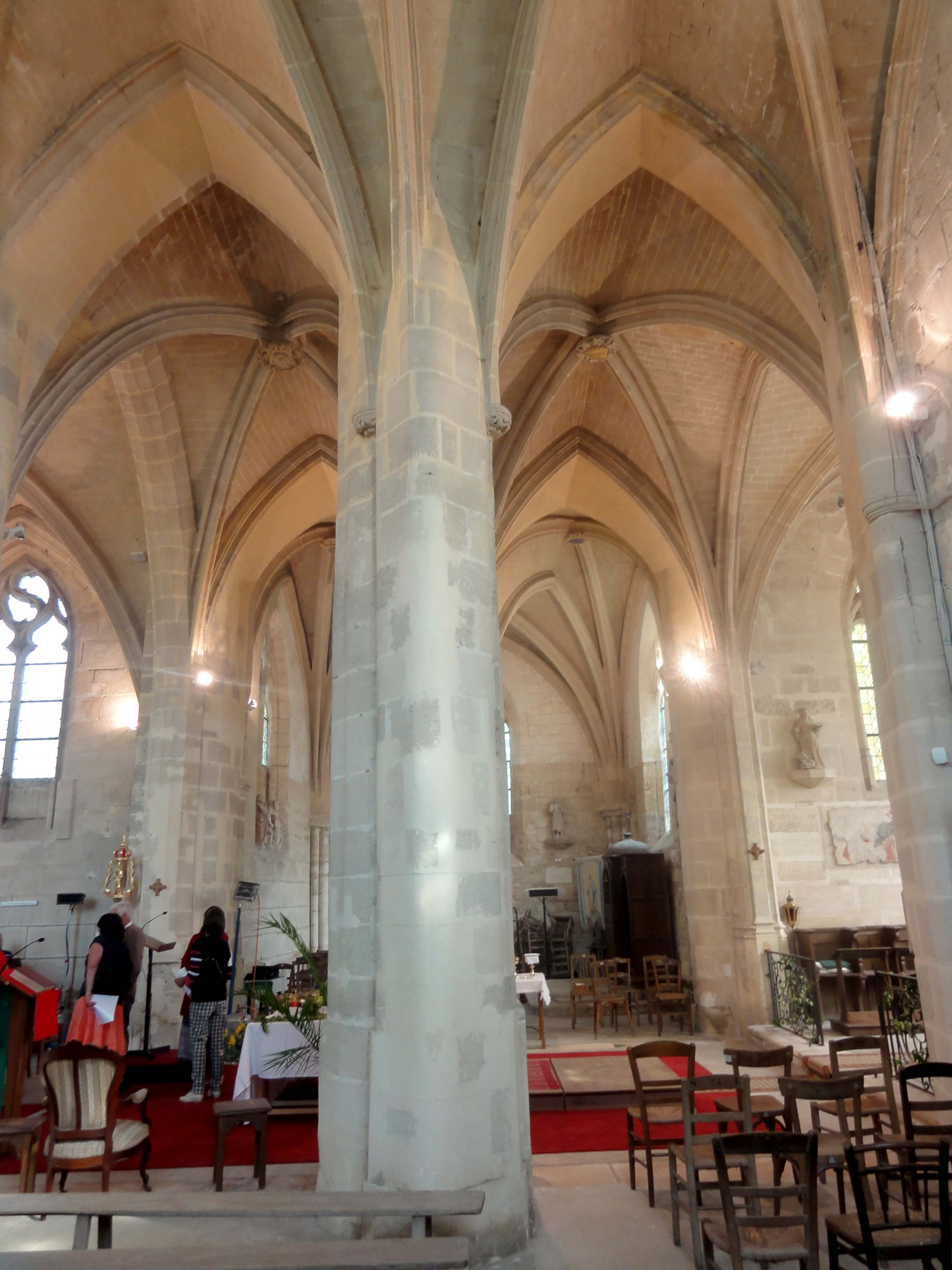
Croisillon sud, côté nord.
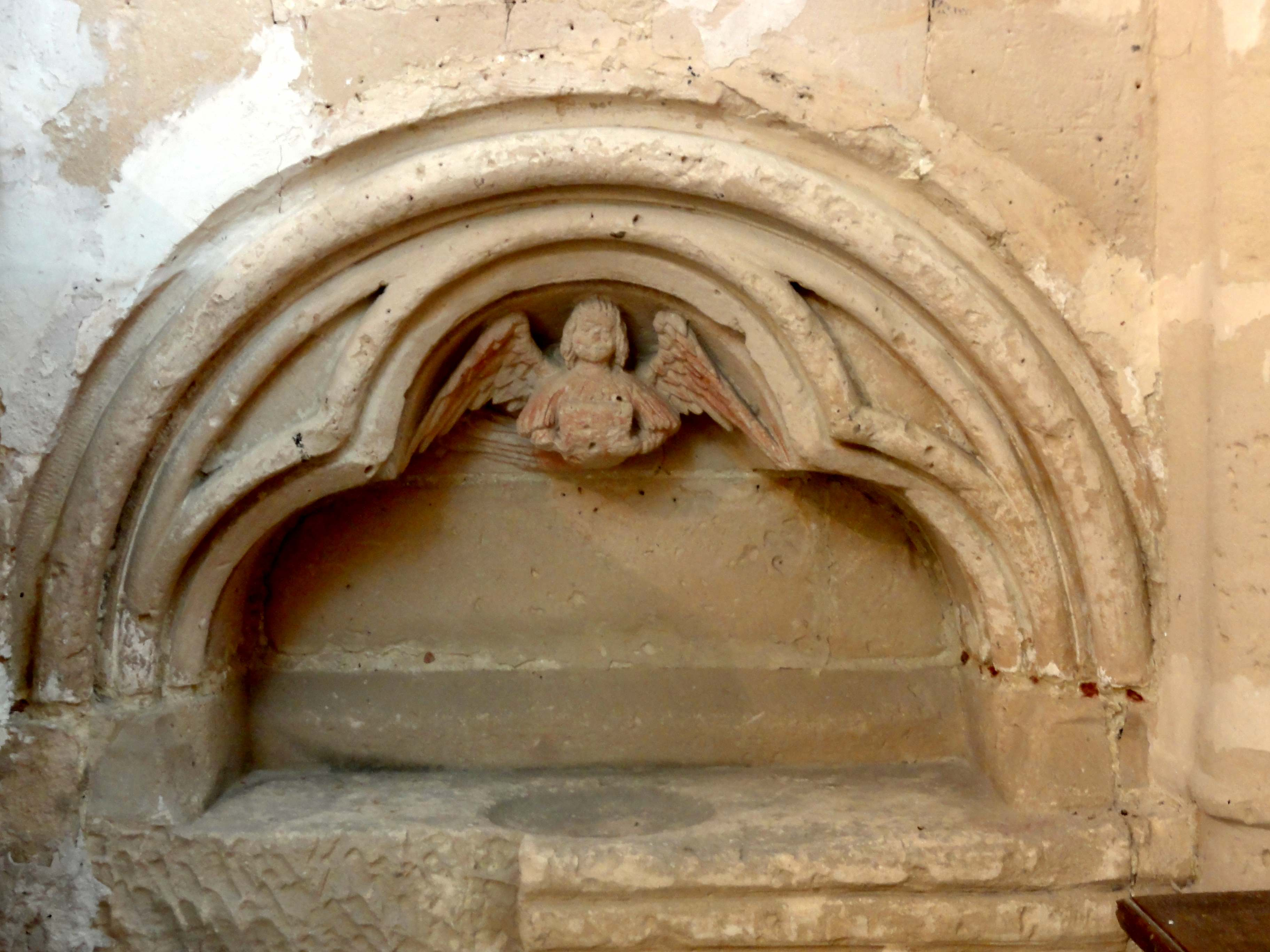
Croisillon sud, piscine.

## Mobilier
L'église conserve un mobilier riche et varié, et renferme l'un des statuaires les plus considérables du Vexin français, avec l'église Notre-Dame de Vétheuil. Dix-huit statues sont classées monument historique au titre objet, mais ce ne sont pas les seules statues antérieures à la Révolution française que possède l'église. Toutes les statues sont en pierre. Comme autres œuvres classées, il faut citer la clôture en bois des fonts baptismaux, des fragments de vitraux déjà mentionnés, et un ensemble de deux peintures murales. Un autre élément du mobilier, le plus célèbre et le plus précieux, n'est plus conservé en l'église depuis longtemps. Il s'agit d'une petite croix de procession en argent, qui date du XIIe siècle et est d'origine allemande. Cette croix a fait l'objet de plusieurs publications avant son classement en 1907 (voir la bibliographie).

### Clôture des fonts baptismaux

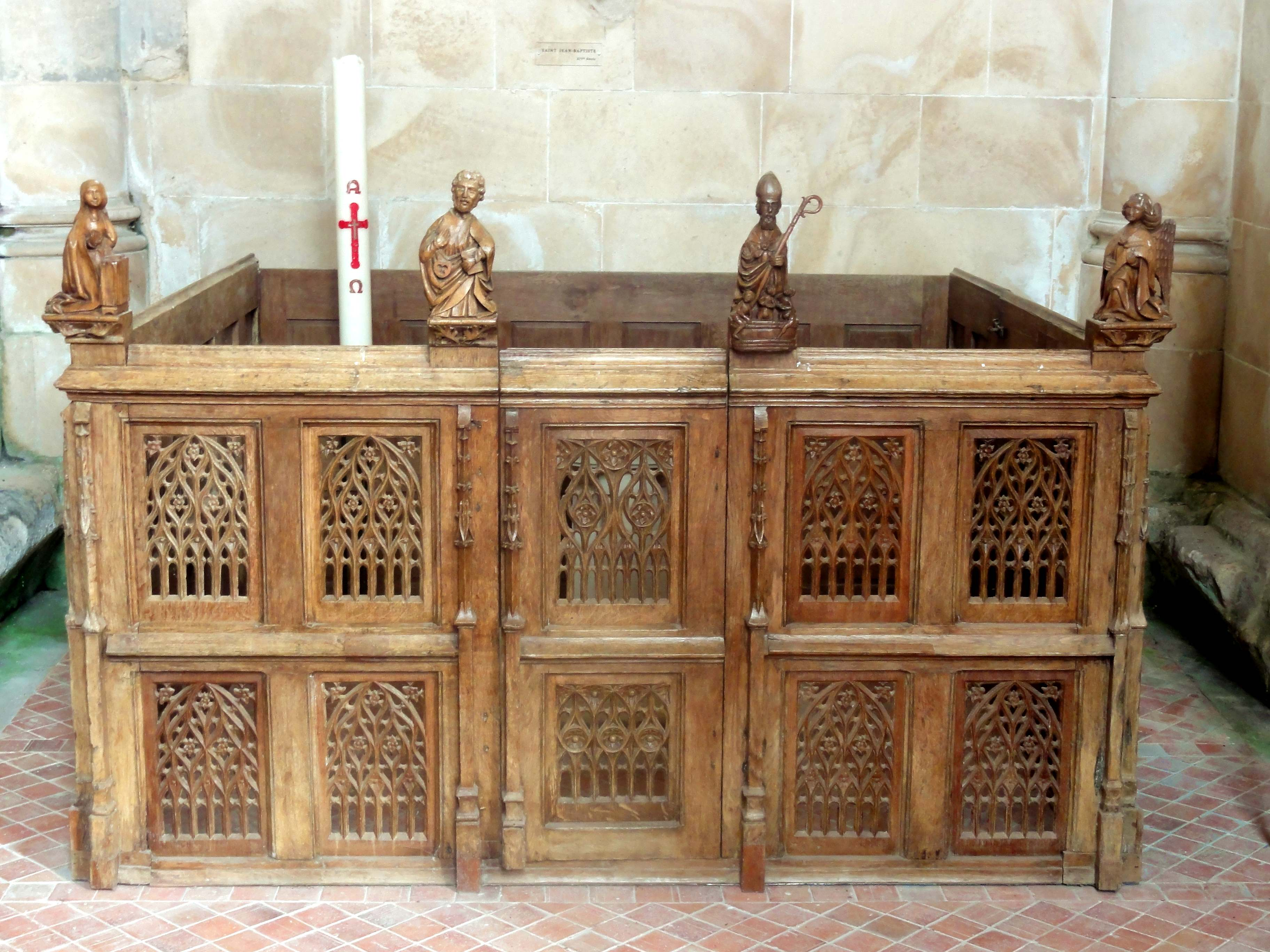
Clôture des fonts baptismaux.

La clôture en bois des fonts baptismaux forme un enclos de 200 cm sur 220 cm tout autour du baptistère : ce n'est pas une clôture de chapelle, et on peut en faire le tour extérieurement. La face principale présente le décor le plus abouti et est largement ajourée. Elle mesure 200 cm de large et 114 cm de haut, et se compose de dix panneaux à fenestrages flamboyants répartis sur deux registres. La partie centrale est la portière. Ses deux panneaux affichent deux motifs différents. À gauche, figure un mince clocheton plaqué. Les parties latérales sont flanquées de clochetons plaqués de part et d'autre. Leurs panneaux sont tous identiques. Le décor n'est pas purement architecturé, car quelques fleurs complètent les lancettes, soufflets et mouchettes. Quatre personnages sculptés en ronde-bosse dominent la face centrale. Elles mesurent 30 cm de haut, et représentent, de gauche à droite, la Vierge de l'Annonciation agenouillée devant un prie-Dieu ; saint Pierre avec une grande clé ; saint Nicolas, patron de l'église, en habit épiscopal et tenant une crosse ; et l'archange Gabriel. Les personnages reposent sur une console, sauf saint Nicolas, qui a à ses pieds le baquet avec les trois petits enfants qu'il a ressuscités, son attribut. La clôture provient probablement d'une autre église : l'on évoque l'ancienne abbaye royale Notre-Dame du Trésor, à Bus-Saint-Rémy dans le Vexin Normand, ou l'église de Cléry-en-Vexin. Saint-Nicolas et saint Pierre sont rapportés et ont remplacé des statuettes perdues lors d'une restauration en 1900, mais sont également anciens.

### Statues

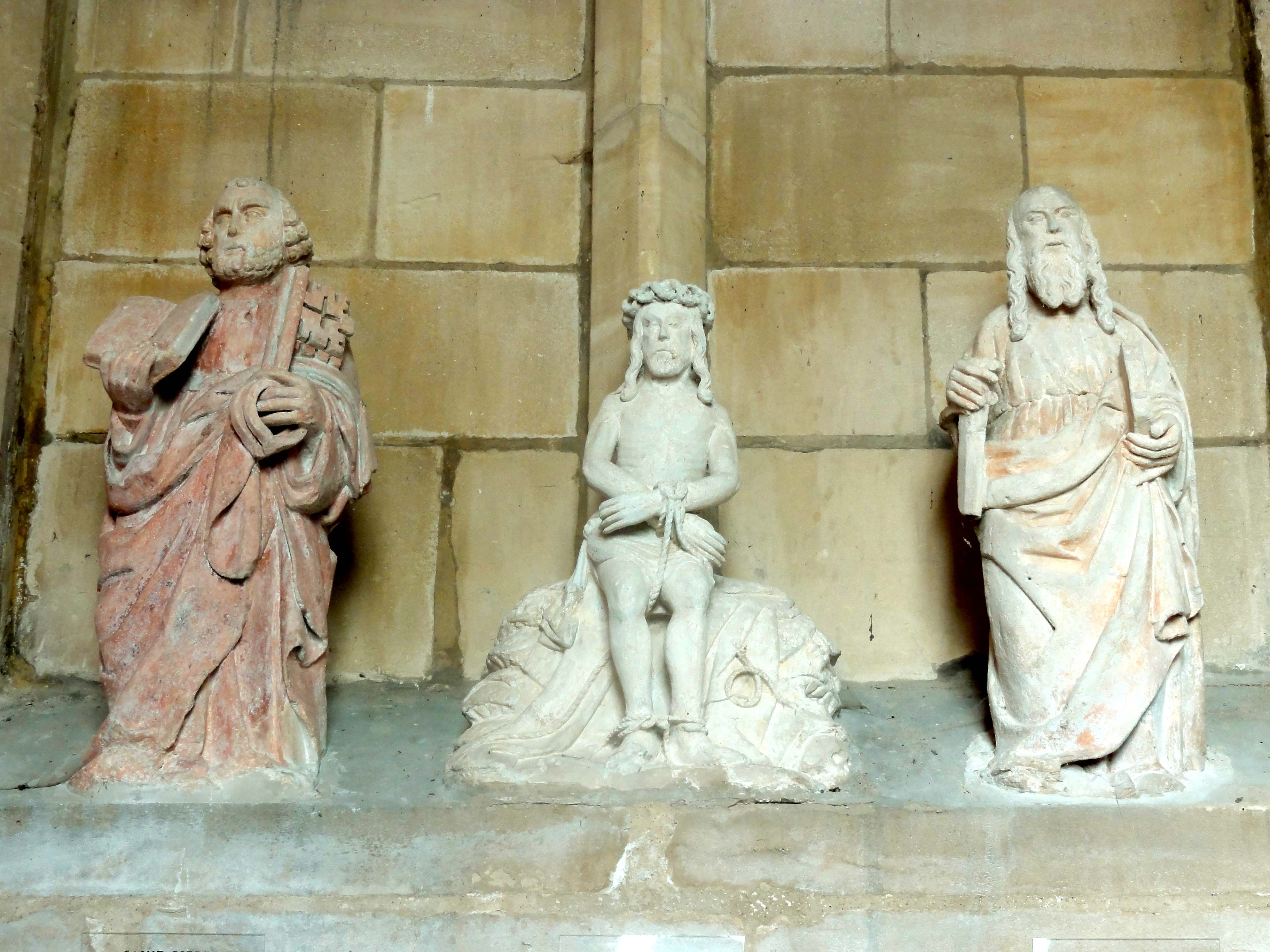
Statuettes de saint Pierre, Christ de Pitié et Saint Paul.

- La statuette en pierre du Ecce homo ou Christ de Pitié (classée) date du XVIe siècle, et est de très petites dimensions. Jésus, les cheveux longs, porte la Couronne d'Épines, et son regard accablé est à la hauteur de sa détresse. Il a les pieds et les mains liés par des cordes, est assis sur un bloc de pierre ou une masse non identifiable, où se détachent quelques lambeaux de vêtements et des bouts de corde[18].
- La statuette en pierre polychrome de saint Pierre (classée) date du XVIe siècle, et est un peu plus grand que le Christ aux liens. Le regard sévère, saint Pierre expose son livre de registre ouvert face au spectateur. De l'autre main, il serre deux grosses clés, tournées le haut vers le bas, contre sa poitrine[19].
- La statuette en pierre polychrome de saint Paul (classée) date du XVIe siècle, et est assortie au saint Pierre. Paul est ici représenté comme vieillard au front dégarni, quoique de cheveux longs retombent sur ses épaules. Son regard est franc, et tourné vers le spectateur. De la main gauche, il tient un objet non identifié ; de la main gauche, il tenait certainement sa glaive habituelle, dont ne subsiste plus que le manche[20].
- La statue en pierre polychrome d'un saint évêque (classée), mesure 150 cm de haut, et date probablement du XIVe siècle. Selon le service de l'Inventaire, il s'agirait probablement de saint Nicolas[21] ; selon Jacques Sirat et Stéphane Gasser, ce serait saint Romain, présumé fondateur de la première église du village[6]. Une fontaine Saint-Romain se trouve près de la route vers Wy-dit-Joli-Village, et l'église de ce village est dédiée à saint Romain.
- L'une des trois statues en pierre polychrome de la Vierge à l'Enfant (classée) du XVe siècle mesure 150 cm de haut, et se distingue par sa silhouette allongée. Elle tient un livre fermé dans sa main droite. L'Enfant Jésus, tenu sur la main gauche, est torse nu. Il touche les seins de sa mère, et tient une pomme[22].
- La seconde statue en pierre polychrome de la Vierge à l'Enfant (classée) du XVe siècle mesure 145 cm de haut, et se distingue par le regard affectueux que la mère adresse à son enfant. Sa tête est couronnée. Lors de son classement, la statue a été considérée comme datant du milieu du XIVe siècle[23].
- La troisième statue en pierre polychrome de la Vierge à l'Enfant (classée) du XVe siècle mesure 110 cm de haut, et a pratiquement perdu sa polychromie, sauf sur la pomme que tient l'Enfant Jésus. Cette Vierge se distingue profondément des deux autres, et montre une posture assez rarement représentée : La mère, la tête couronnée et le regard serein mais impassible, se tient raidement debout, et présente fièrement l'Enfant Jésus au spectateur, qu'elle tient par les deux mains, et qui se tient tout aussi raidement debout[24].
- L'une des trois statues en pierre de saint Jean-Baptiste (classée) a longtemps séjourné dehors, dans la niche surmontant le portail latéral du croisillon sud. Elle mesure 90 cm de haut, et date du premier quart du XVe siècle, et non du dernier quart du XVe siècle, ce qui était l'hypothèse retenue lors du classement. Le précurseur incline la tête, et son regard, avec des yeux et une bouche réduits à des traits, est peu amène. L'agneau pascal que le saint tient dans une main est mutilé et méconnaissable, et l'autre main du saint est bûchée[25].
- Une statue en pierre polychrome de saint Jean-Baptiste (classée) mesure 123 cm de haut, et date du dernier quart du XVe siècle. Elle est sculptée avec délicatesse et particulièrement bien conservée, sauf l'Agnus Dei que le précurseur tient d'une main, et désigne avec l'autre. La partie basse de la statue a été tronquée, ce qui s'explique généralement par la volonté de la placer dans une niche trop petite. Jacques Sirat rapporte que les pieds auraient été coupés à la Révolution[26],[17].
- Une seconde statue en pierre polychrome de saint Jean-Baptiste (classée) mesure 153 cm de haut, et date du dernier quart du XVe siècle et non de la fin du XIIe siècle, comme indiqué lors du classement[27]. La statue est placée sur une console à droite de la fenêtre du chevet du croisillon nord (sans illustration).

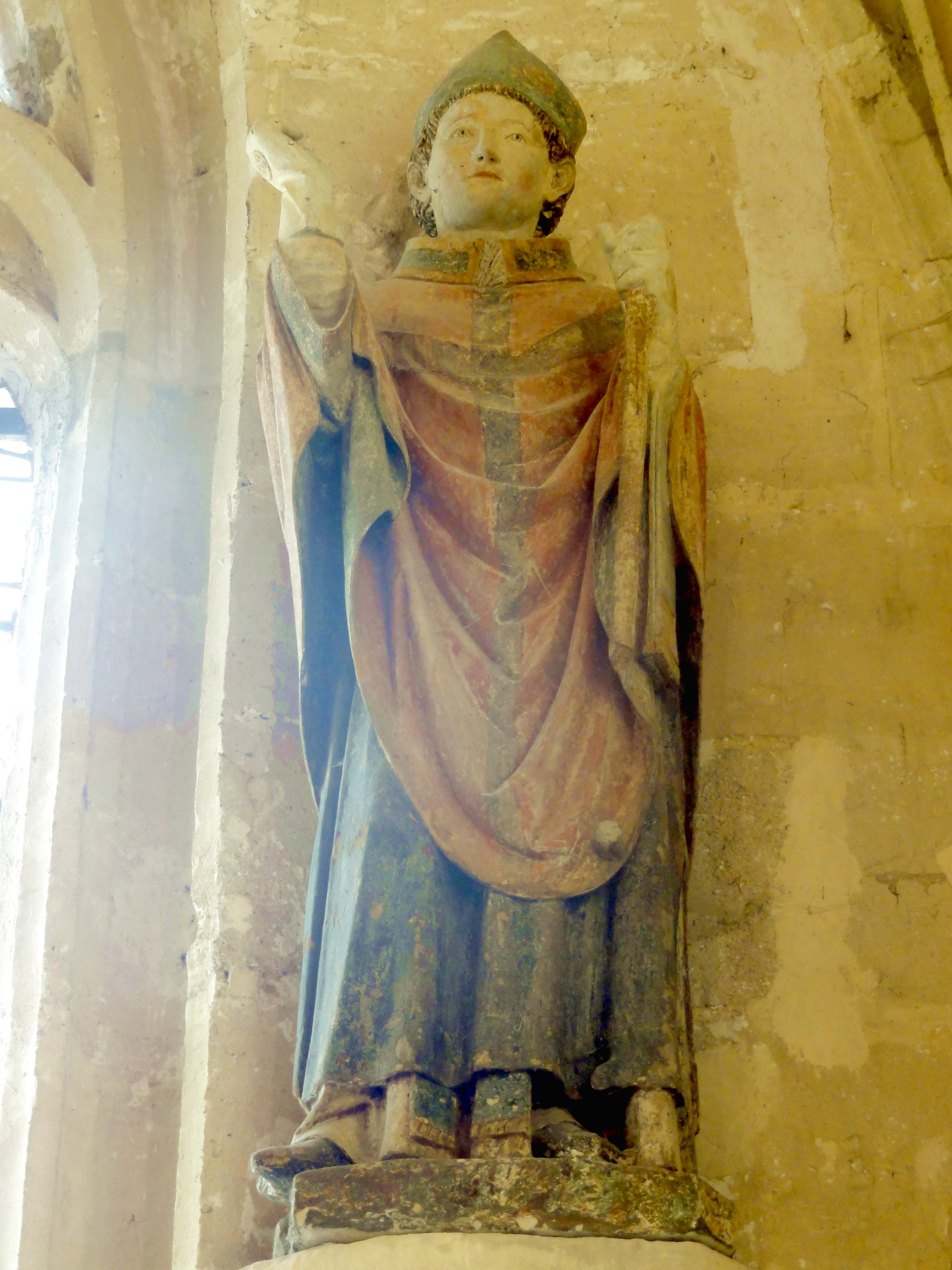
Évêque (saint Nicolas).
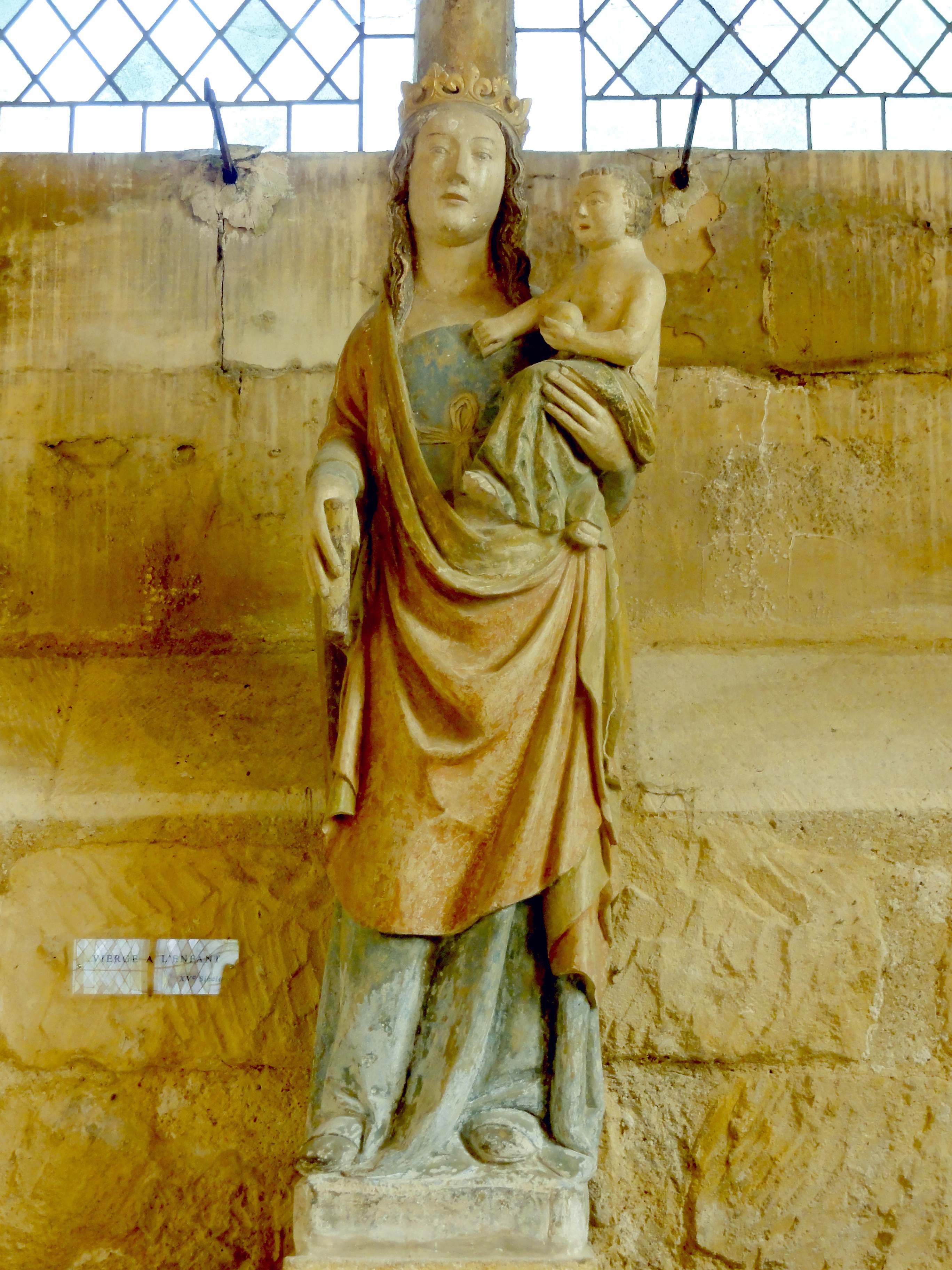
Vierge à l'Enfant.
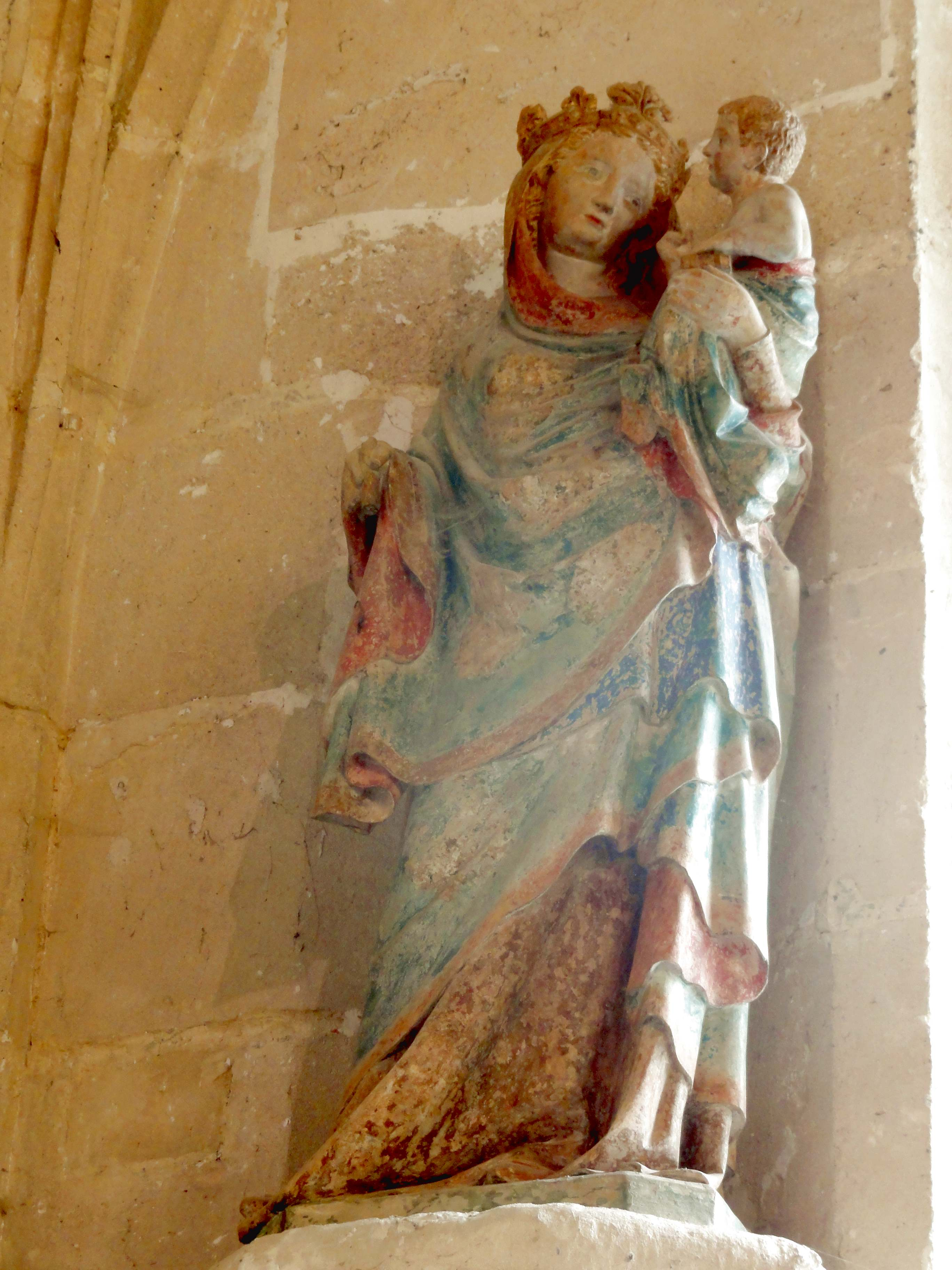
Vierge à l'Enfant.
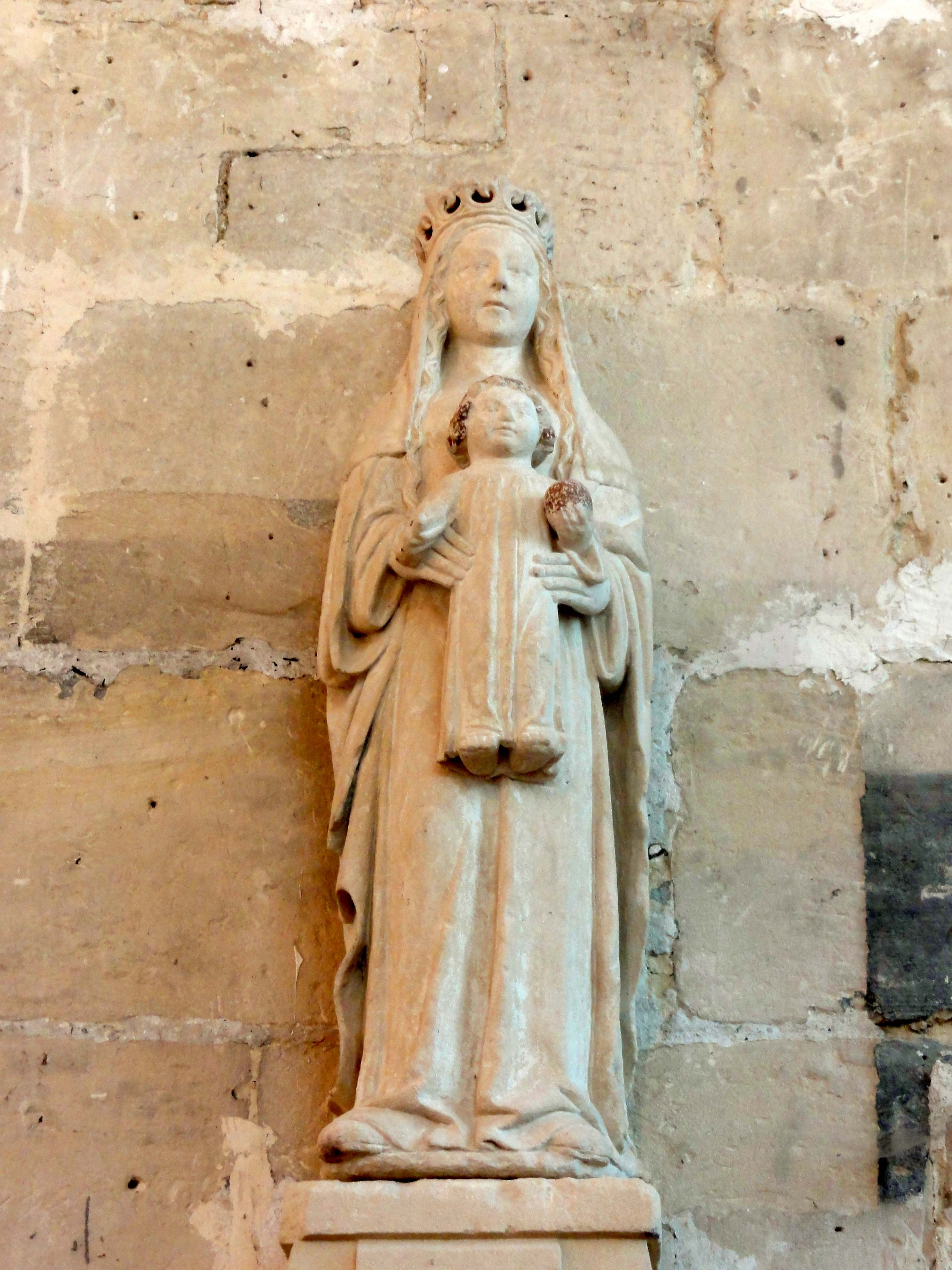
Vierge à l'Enfant.
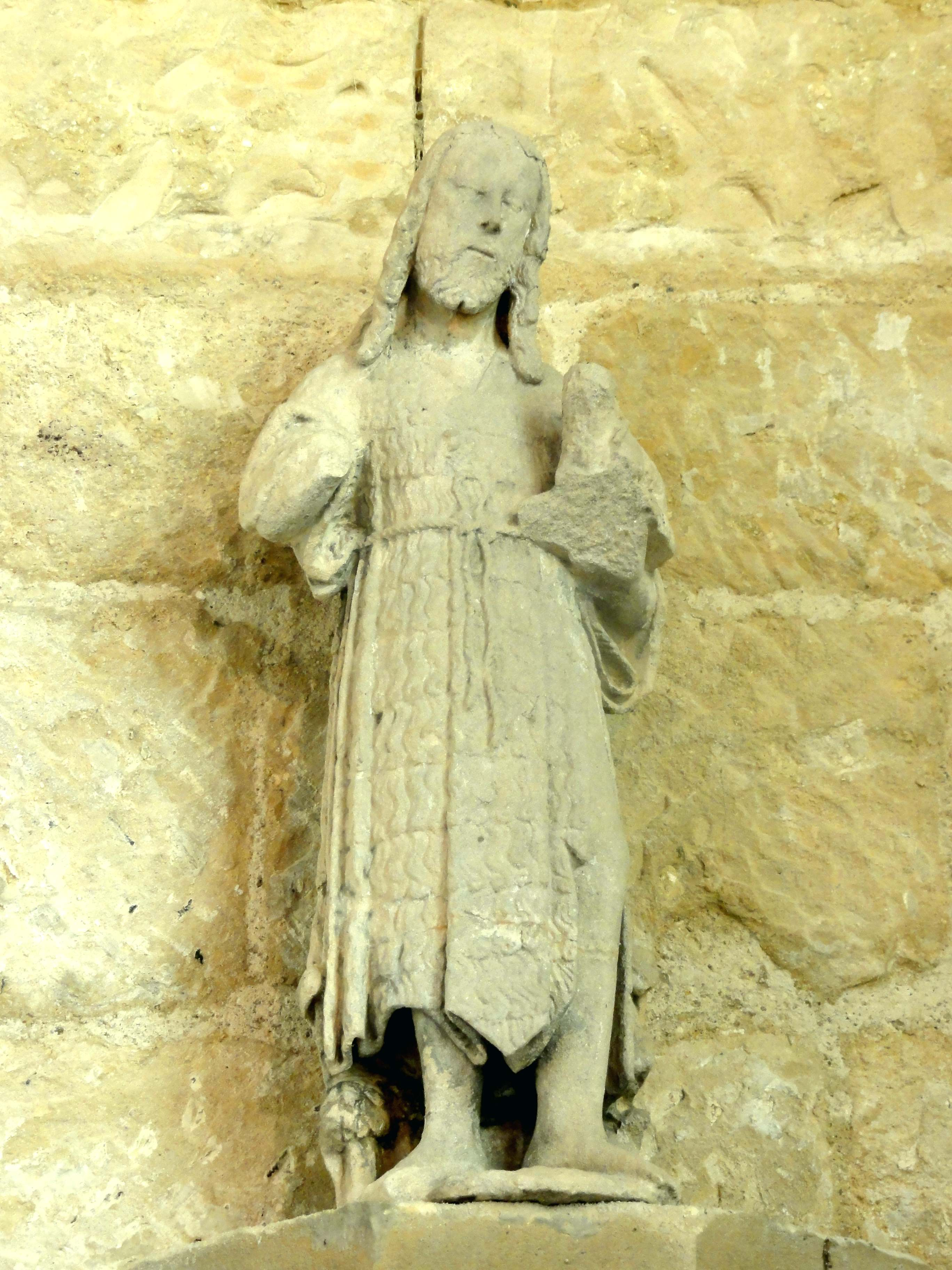
Saint Jean-Baptiste.
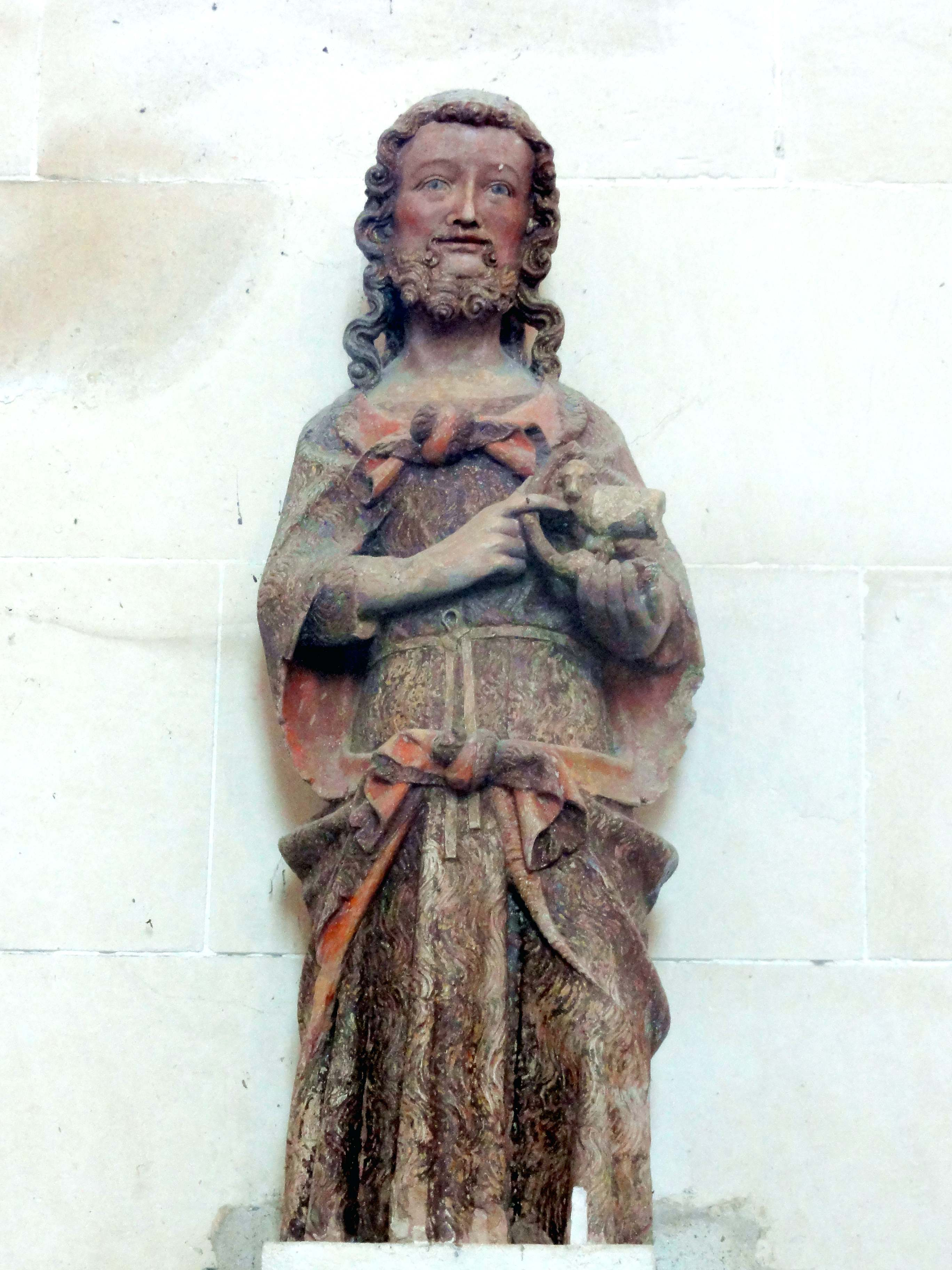
Saint Jean-Baptiste.

- La statue en pierre anciennement polychrome de saint Christophe de Lycie portant l'enfant (classée) mesure 161 cm de haut et date du XVe siècle. L'enfant est ici clairement représenté comme l'Enfant Jésus : il se tient tout droit, et n'a apparemment pas besoin de s'accrocher à l'homme qui lui vient au secours, car il bénit d'une main, et tient l'orbe de l'autre main[28].
- Une statue en pierre d'une sainte non identifiée (classée) mesure 78 cm de haut et date du second quart du XVIe siècle. Sa silhouette est trapue, mais sa coiffe et ses vêtements sont représentés de façon réaliste et donnent un intéressant aperçu du style vestimentaire de l'époque. La femme tient dans ses deux mains un livre ouvert, qu'elle ne regarde pas. Entre les doigts de la main droite, elle tient en même temps un linge, sur lequel figure un sceau orné d'un écu armorié, où figurent cinq fleurs de lys : c'est le blason de la famille de Guiry[29].
- La statue en pierre de sainte Marguerite d'Antioche (classée) mesure 78 cm de haut et date du second quart du XVIe siècle. Elle a à ses pieds le dragon ailé qui lui sert d'attribut. Rejoignant les mains pour la prière, elle a le regard serein malgré cette présence inquiétante. Comme la sainte non identifiée, elle porte une coiffe posée sur sa chevelure librement déployée sur les épaules. Cette coiffe, le traitement des vêtements et les dimensions donnent à penser que les deux statues ressortent d'un même atelier, mais sainte Marguerite est nettement plus élégante[30].
- La statue en pierre de sainte Catherine d'Alexandrie (classée) mesure 80 cm de haut et date du second quart du XVIe siècle. Elle foule avec ses pieds l'empereur Maximien, qui tient toujours son sceptre et porte sa couronne sur sa tête. Catherine est elle aussi couronnée, et tient dans sa main gauche un livre fermé, où elle a inséré ses doigts entre deux pages. La main droite a malheureusement êté bûchée. Cette statue se remarque pas la même silhouette trapue que la sainte non identifiée, et ses vêtements sont représentés avec la même recherche[31].
- La statue en pierre peinte de saint Denis céphalophore (classée) date du XVIe siècle[32].
- La statue en pierre peinte de saint Gilles l'Ermite (classée) mesure environ 80 cm de haut (dimensions non prises) et date du XVIe siècle. Le moine est accompagné de la biche qui lui sert d'attribut. Au moment du classement, elle a été confondue avec un cochon, et le saint a été pris pour saint Antoine le Grand. La main droite du saint et les pieds de la biche manquent. La statue se remarque par sa silhouette trapue, le visage joufflu et le regard inexpressif[33].

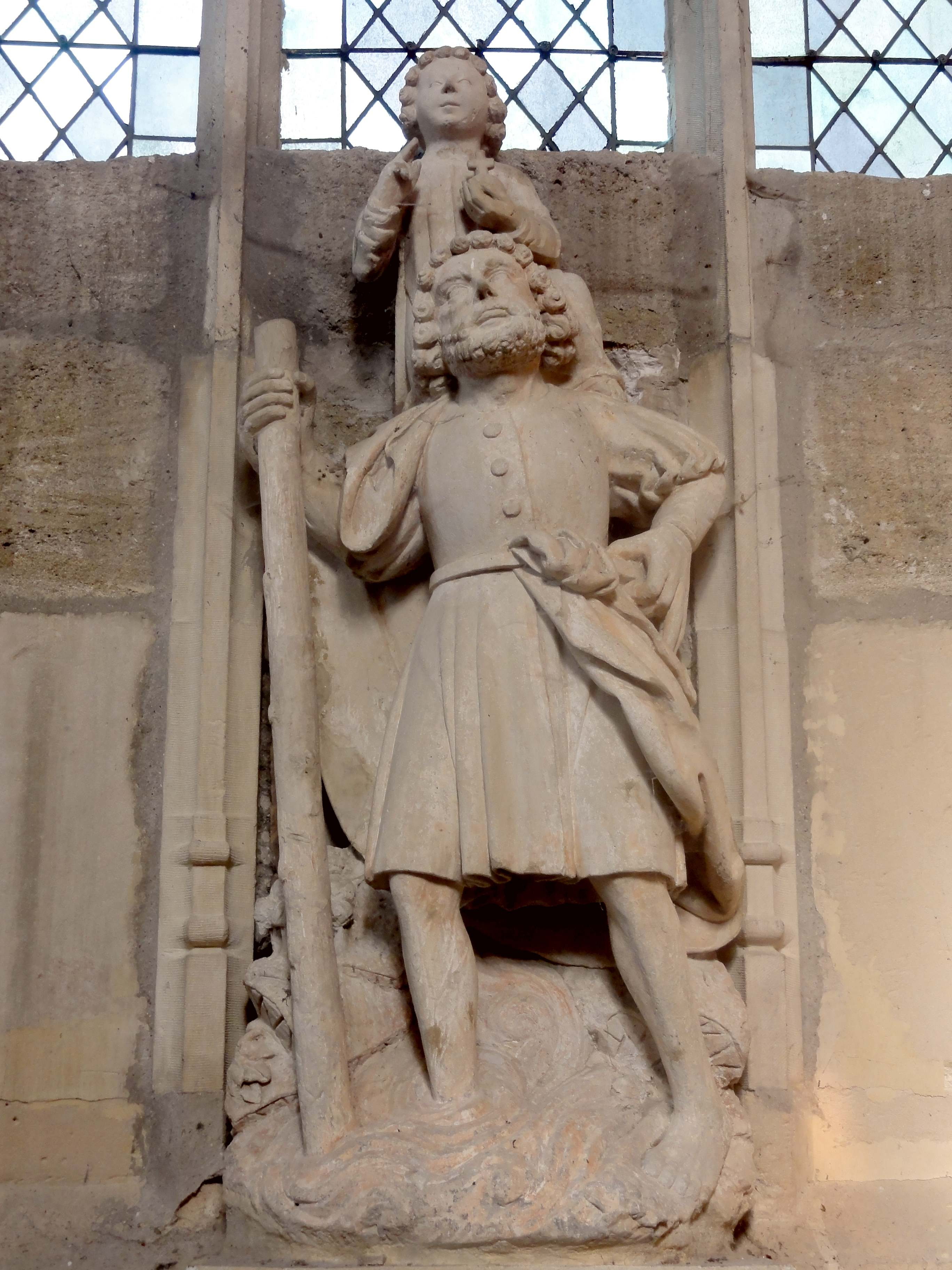
Saint Christophe.
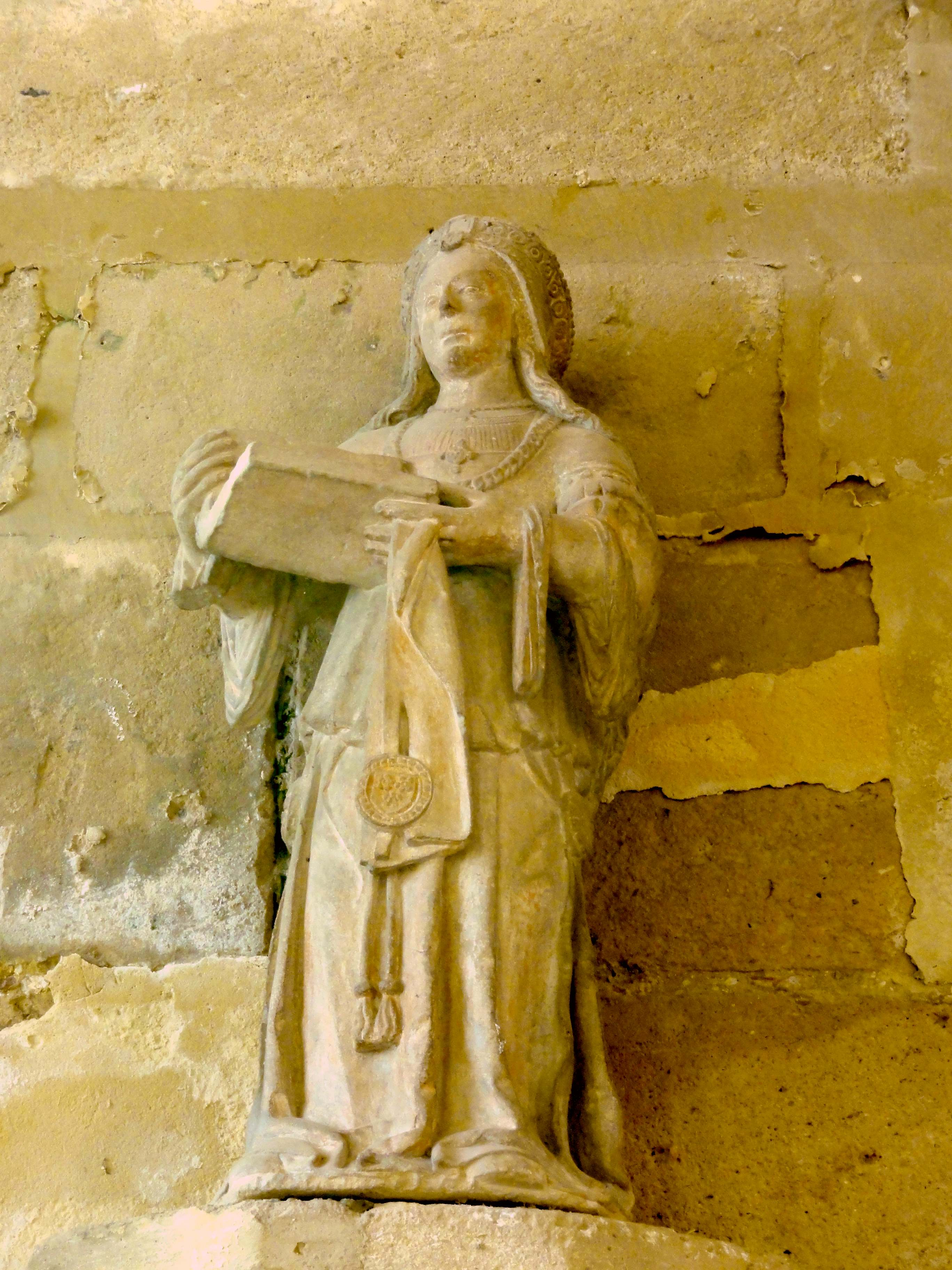
Sainte non identifiée.
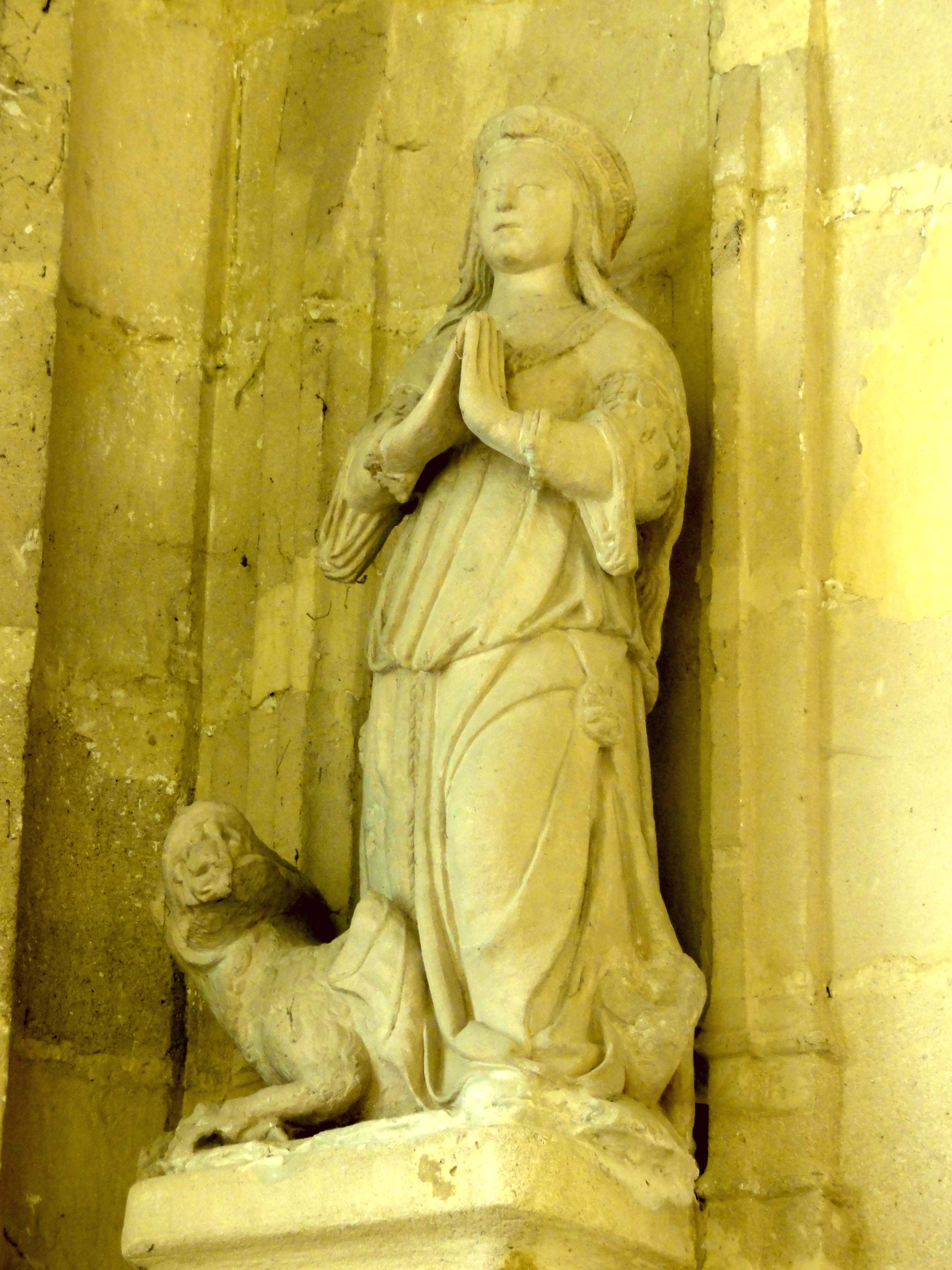
Sainte Marguerite.
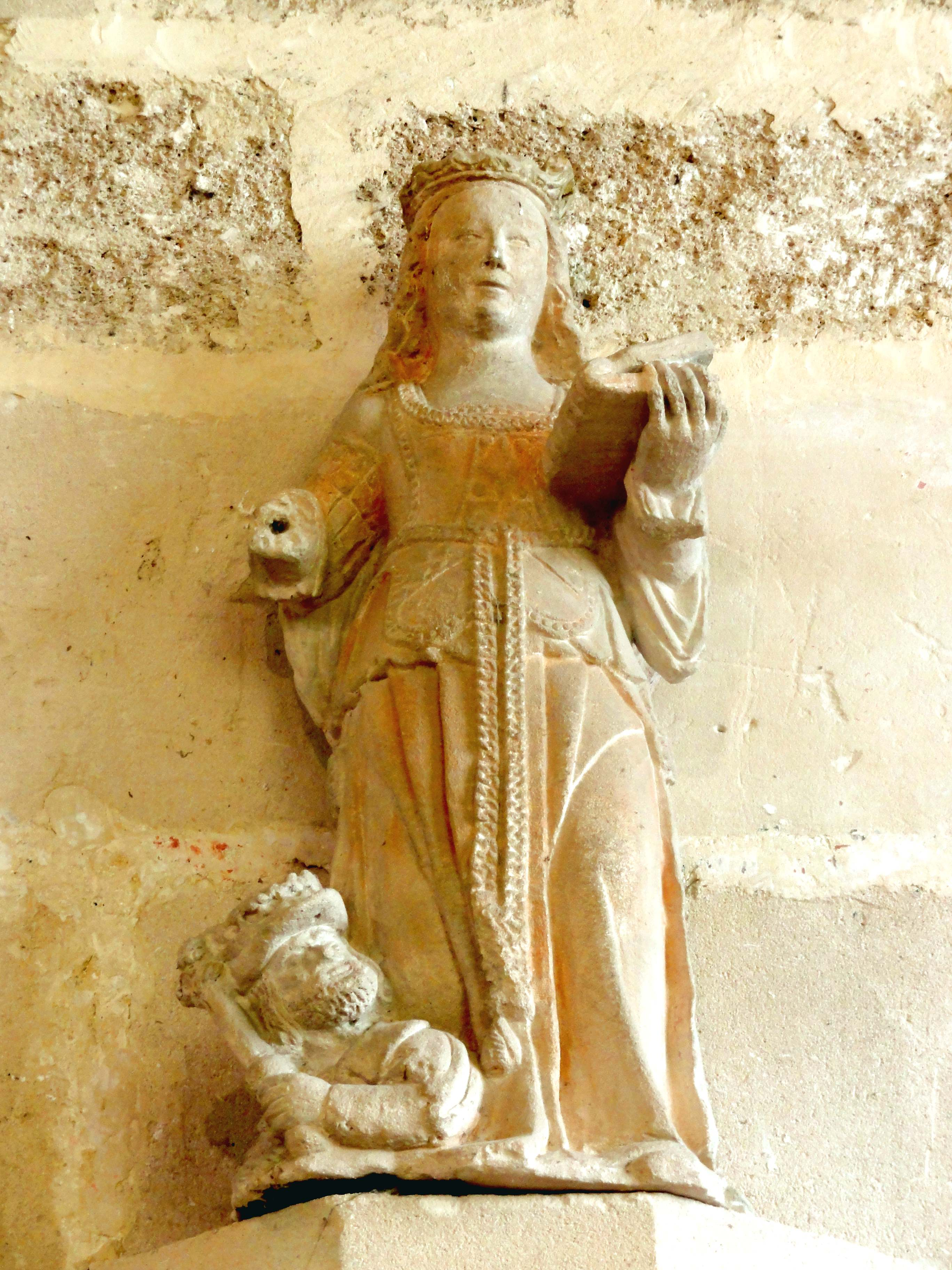
Sainte Catherine.
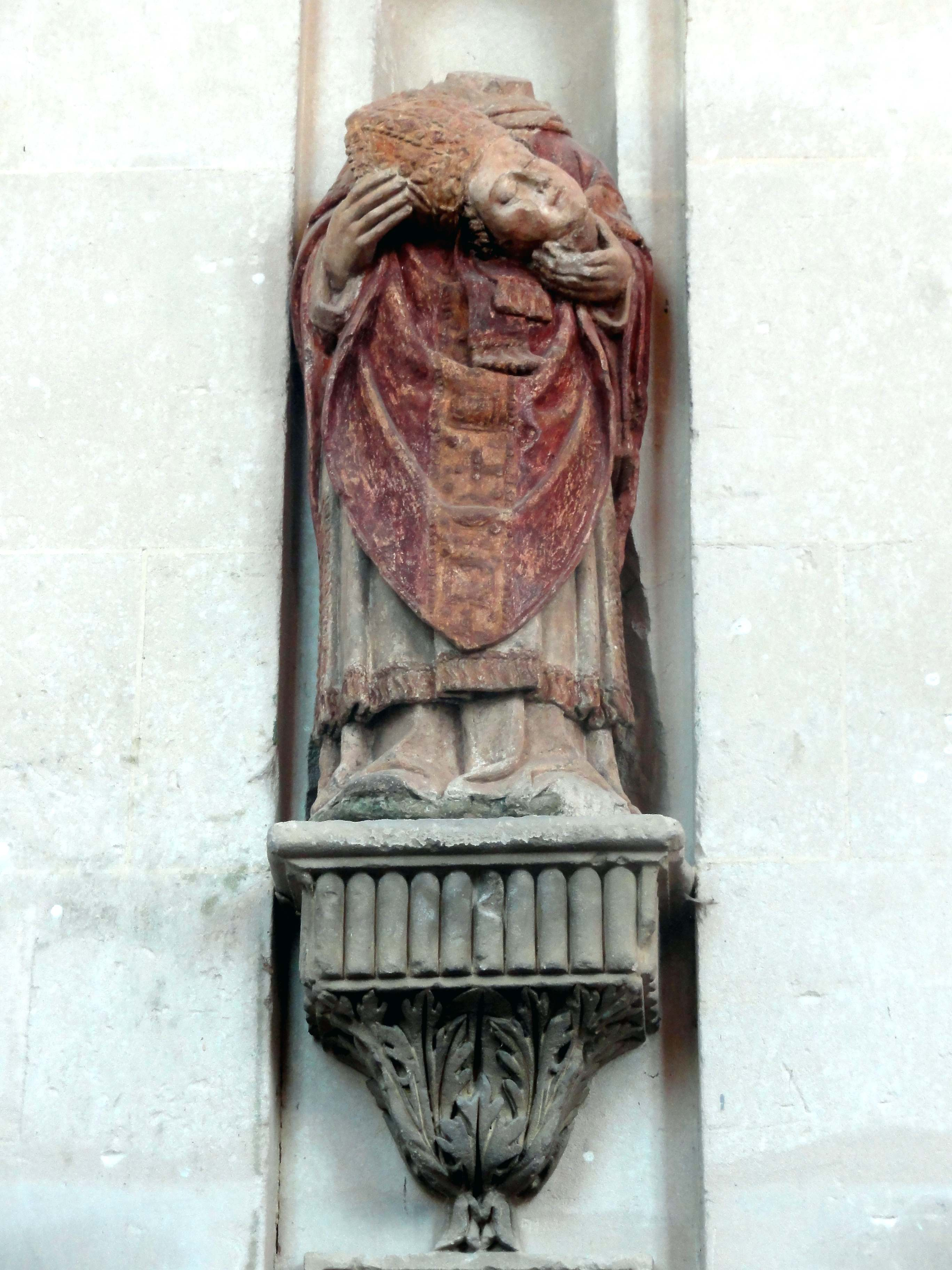
Saint Denis.
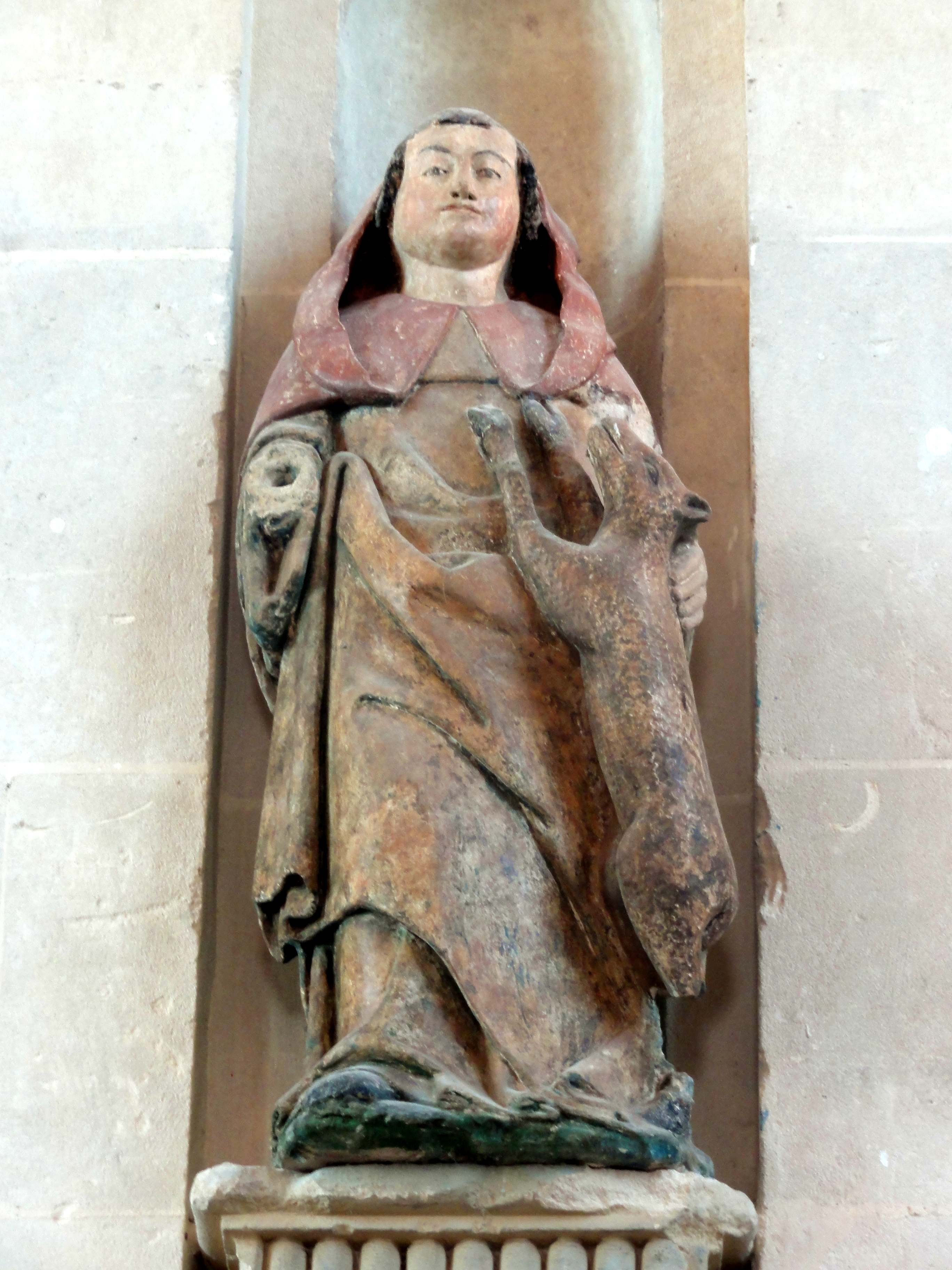
Saint Gilles.

- La statue en pierre peinte de saint Fiacre (non classée) a les mêmes dimensions que la statue de saint Gilles, et est de la même facture, ce qui donne à penser qu'elle date de la même époque[34]. Bien qu'appartenant visiblement à la même série que saint Gilles, elle n'a pas été classée. Le moine irlandais tient un livre et la bêche qui lui sert d'attribut ; c'est le patron des jardiniers.
- La statue en pierre peinte de saint Sébastien (non classée) a les mêmes dimensions que les deux statues précédentes, et est de la même facture, ce qui donne à penser qu'elle fait partie de la même série. Conformément à la tradition, le martyr est représenté nu, attaché à un arbre par des cordes, et transpercé de flèches. Lors de sa visite pastorale du 28 octobre 1710, Mgr Claude-Maur d'Aubigné a qualifié cette statue de « trop nud et indécent »[17].
- La statue en pierre peinte de sainte Barbe (non classée) a les mêmes dimensions que les trois statues précédentes, et est de la même facture, ce qui donne à penser qu'elle fait partie de la même série. La martyre est accompagnée de la tour où elle fut enfermée par son père, l'auteur de son martyre, et qui lui sert d'attribut[34].
- Le groupe de l'Annonciation en pierre peinte (classé) date du premier quart du XVIe siècle. L'archange Gabriel avec ses amples vêtements évoque un digne ecclésiastique. La Vierge Marie porte les cheveux ouverts et tient un livre fermé, comme souvent Marie-Madeleine[35]. Jacques Sirat parle d'une « œuvre pleine de grâce et d'affectation » [sic][17].
- La statue en pierre de saint Romain (non classé) n'est pas exactement datée, mais sa facture évoque le XVe siècle. Cette statue provient de la fontaine Saint-Romain sur la route de Wy-dit-Joli-Village, et devrait en principe appartenir à cette commune voisine. Si elle se retrouve à Guiry, c'est sans doute dû au fait que les deux villages se partageaient un même curé. En raison de son long séjour dehors, la statue est assez dégradée et partiellement mutilée, mais l'on reconnaît encore une œuvre d'une grande finesse, et la mitre, la chasuble et les autres habits étonnent encore par le foisonnement des détails[6].
- Comme autres œuvres de sculpture du XVIe siècle, l'on peut signaler un berger à la houlette agenouillé, correspondant probablement à une figure de donateur, et un agneau, qui allait avec le berger[34].

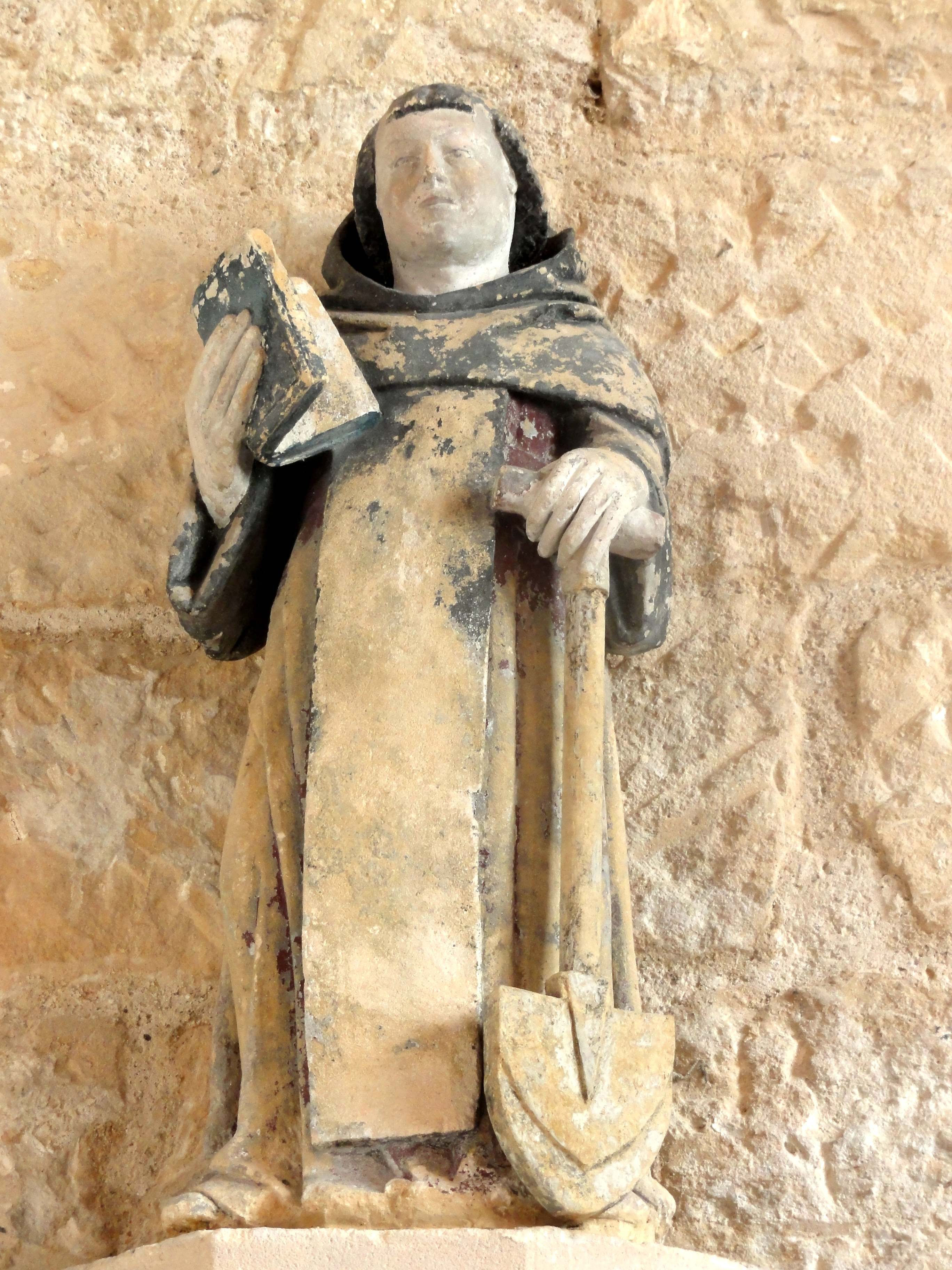
Saint Fiacre.
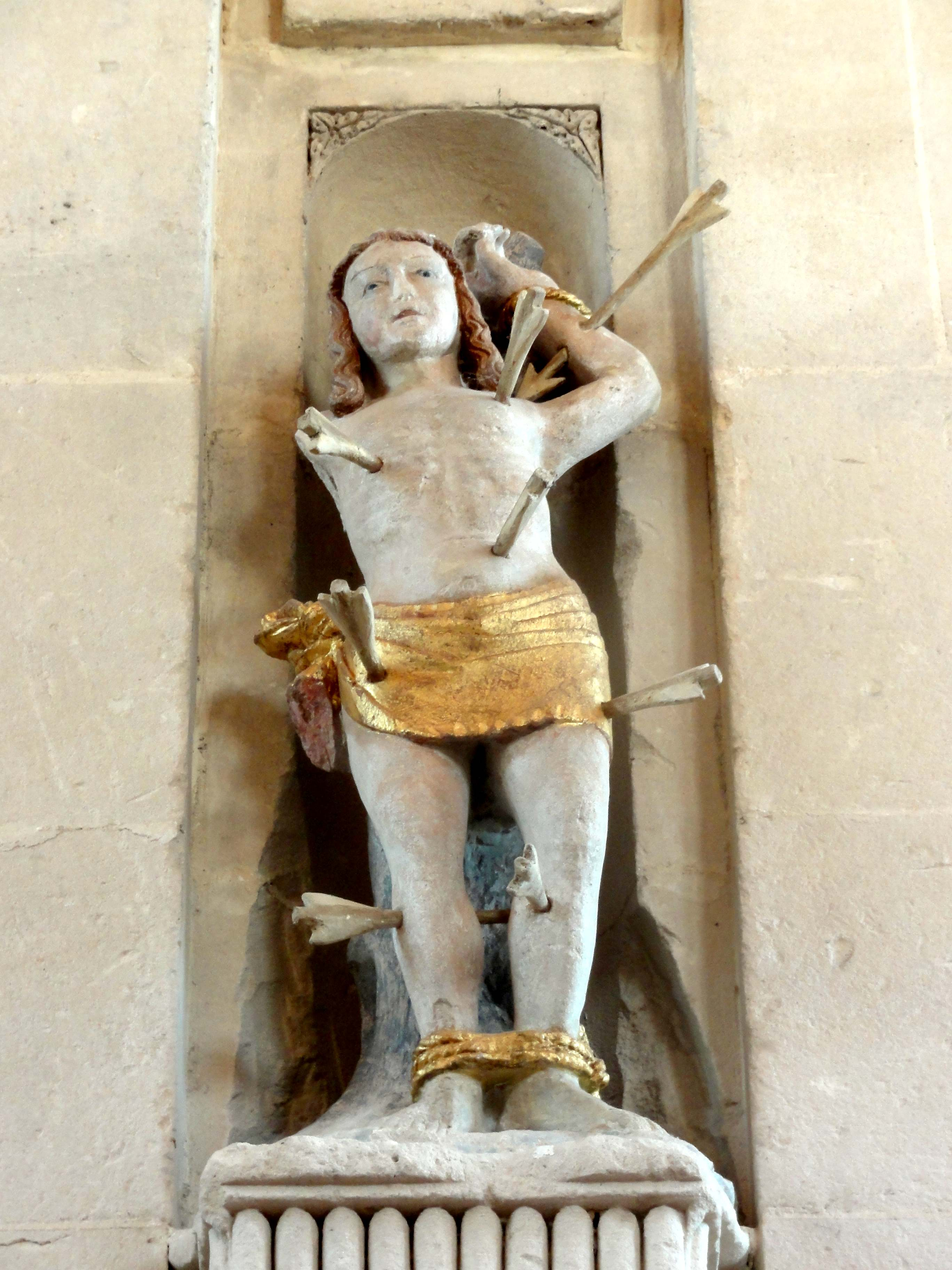
Saint Sébastien.
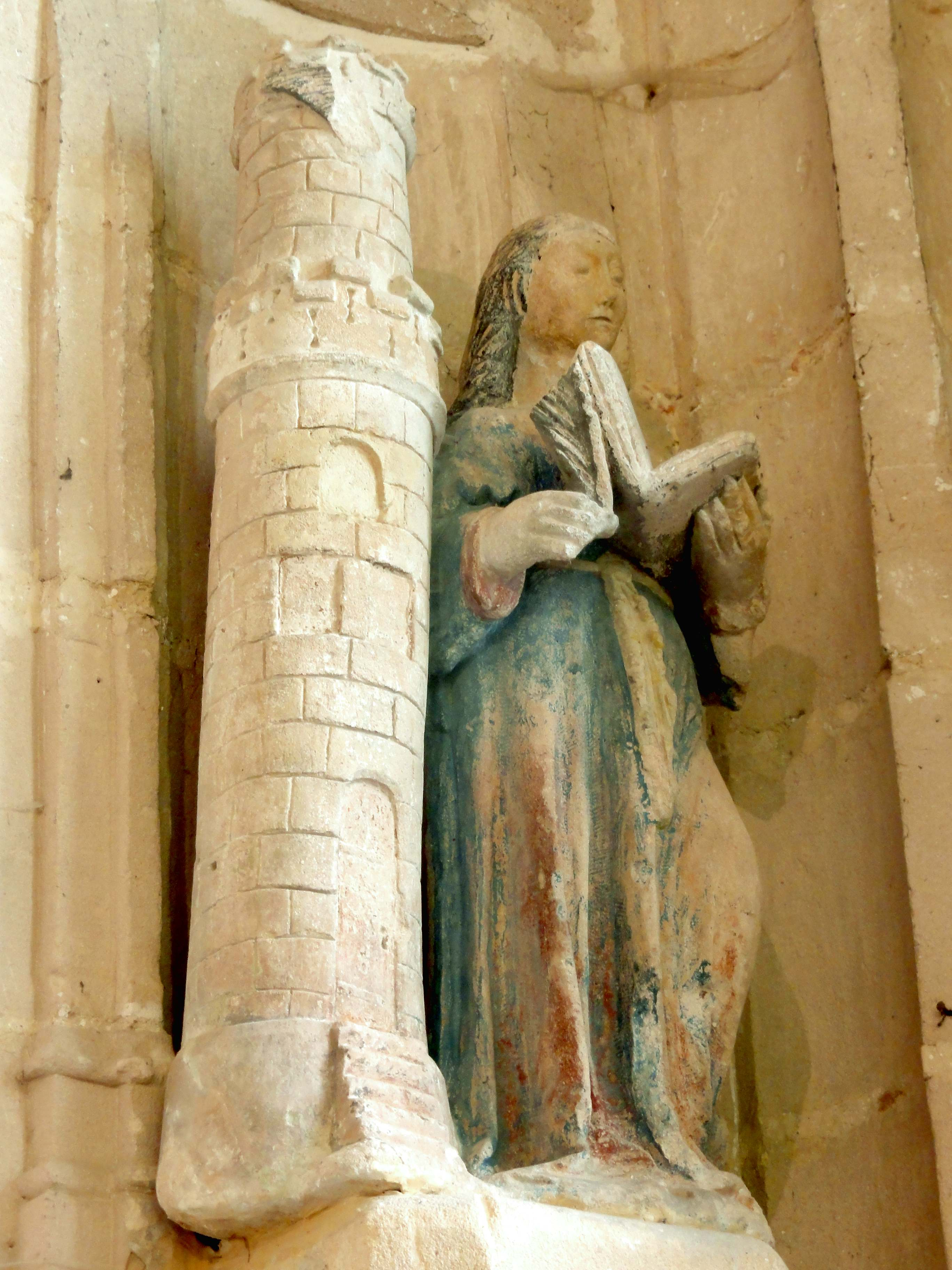
Sainte Barbe.
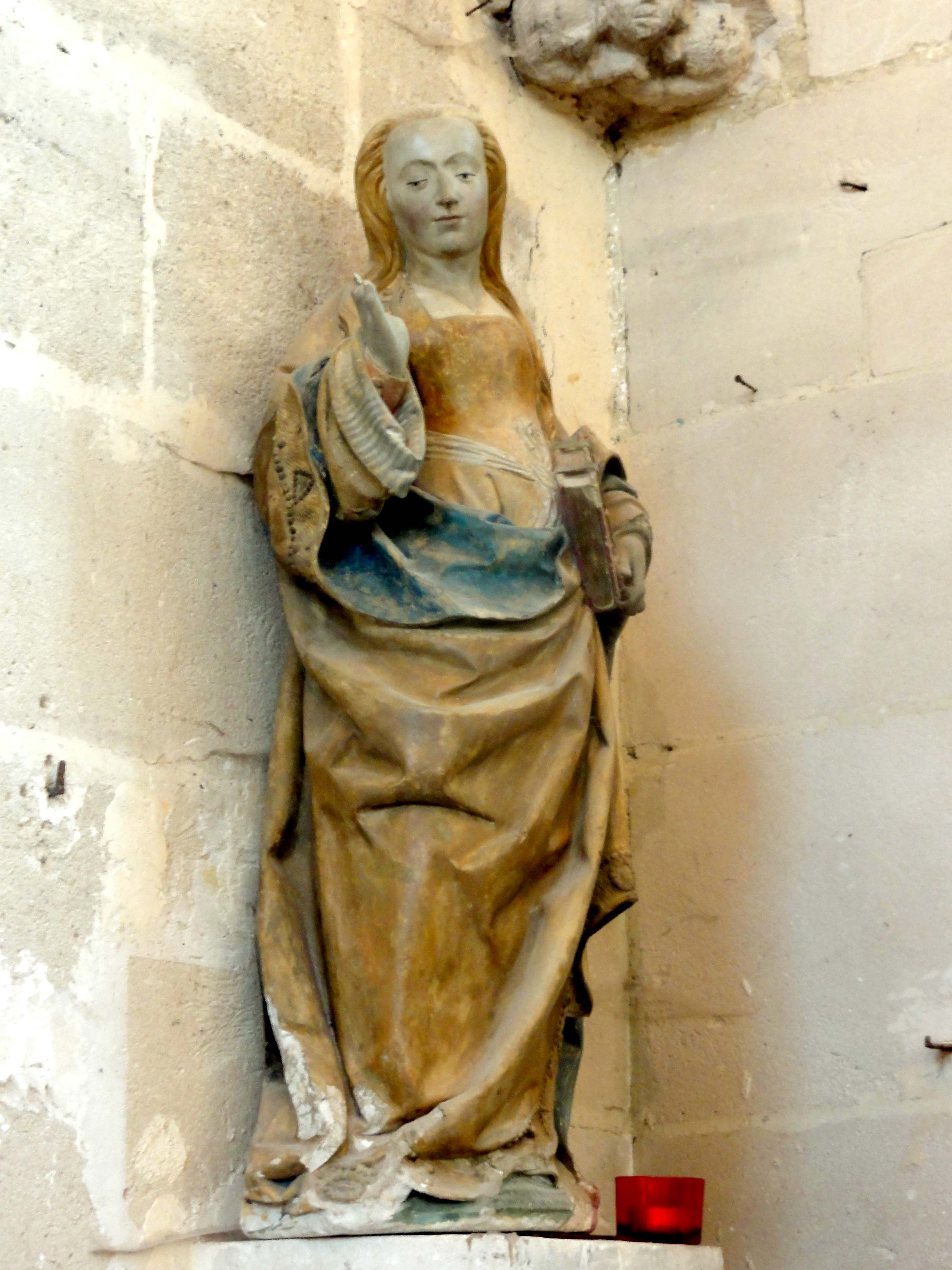
Vierge de l'Annonciation.
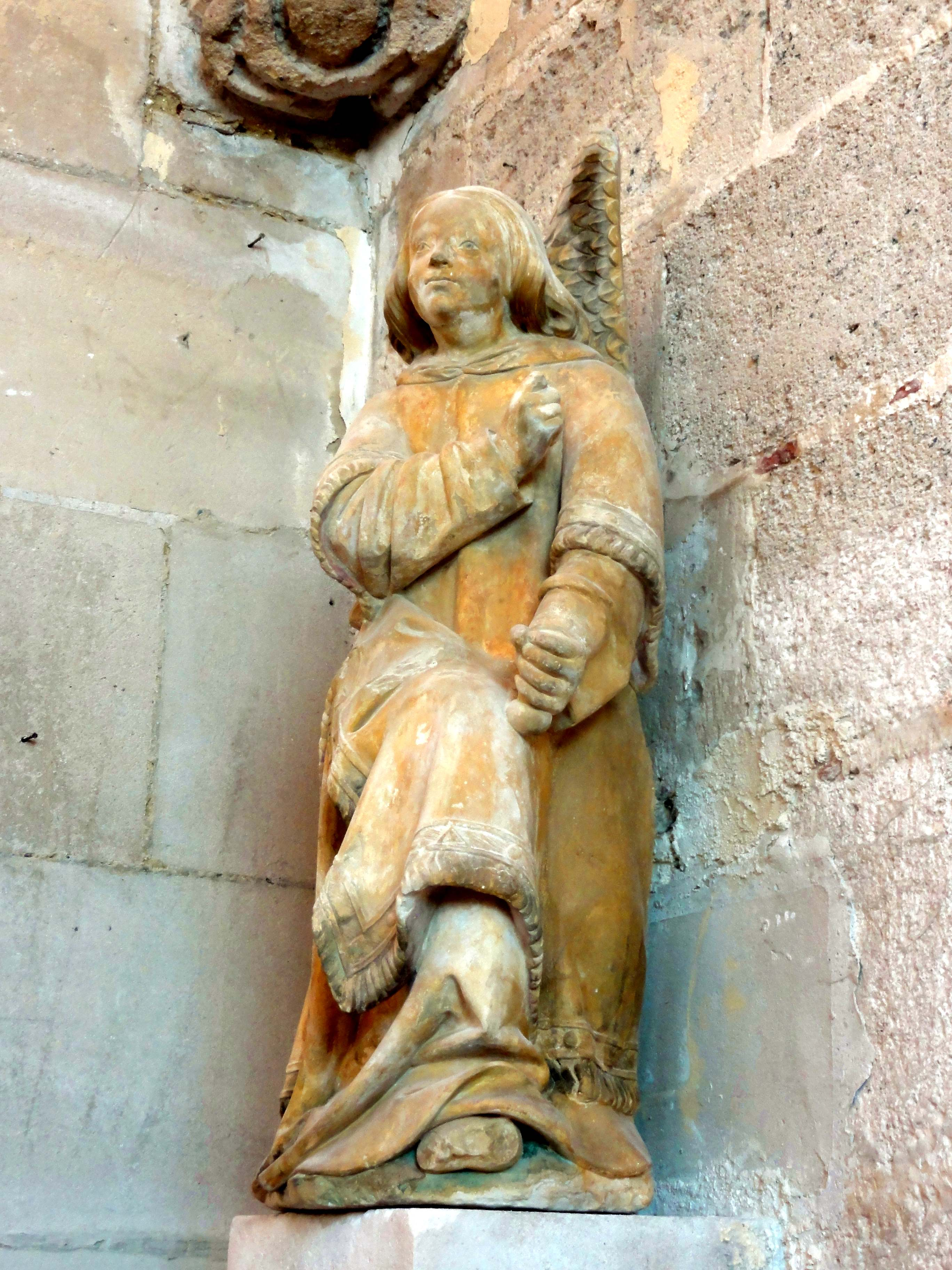
Archange Gabriel.
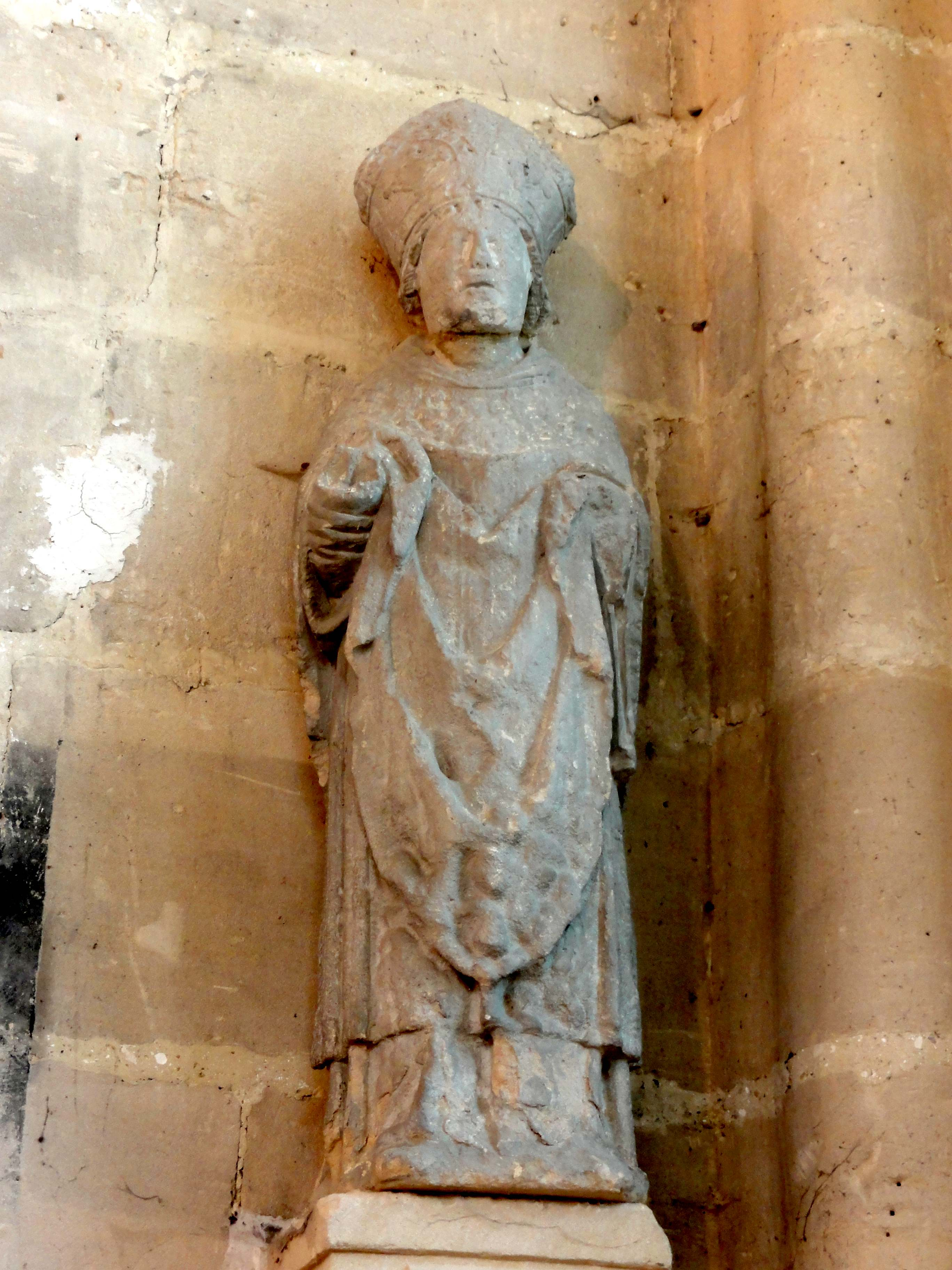
Saint Romain.

### Bâtons de confrérie
Dans la croisée du transept, trois bâtons de procession ou bâtons de confrérie (non classés) sont exposés. Elles sont en bois doré, et comportent des statuettes d'un saint surmontées d'une couronne en guise de dais, qui est portée par quatre volutes en forme de branches de palmier. Les statuettes datent du XVIIIe ou de la fin du XVIIIe siècle. Elles représentent la Vierge à l'Enfant, saint Nicolas et sainte Geneviève. Tous ces bâtons ont été restaurés et repeints.

### Peinture
Un tableau peint à l'huile sur toile, de grand format, représente le Christ en croix (inscrit). Il est attribué à l'école flamande, et date du XVIIe siècle. Le cadre date seulement du XVIIIe siècle.
Deux peintures murales de grand format représentent l'Annonce faite aux bergers et l'Adoration des mages (classées au titre immeuble). Ces peintures se trouvaient initialement sur le mur septentrional du croisillon nord. Les vêtements laissent deviner le style du XIVe siècle, époque de construction de cette partie de l'église, mais des vêtements assez semblables continuent d'être portés au XVIe siècle. Aucune datation exacte n'a été proposée lors du classement de l'église. Pour leur restauration, les peintures ont été détachées du mur, avec l'enduit qui leur sert de support. Elles ont ensuite été accrochées sur le mur septentrional de l'abside, et sont protégées par des plaques en plexiglas,.

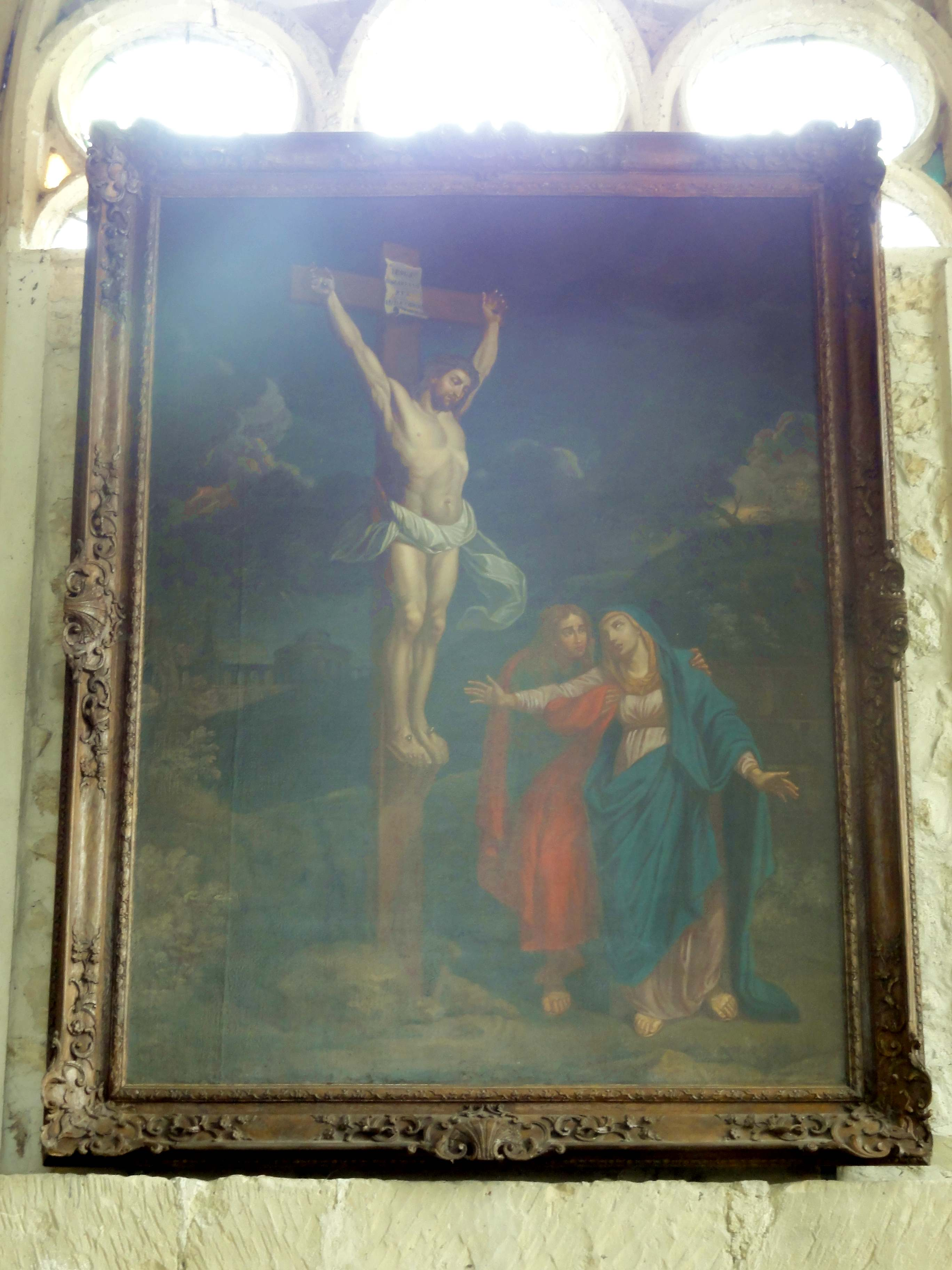
Christ en croix.
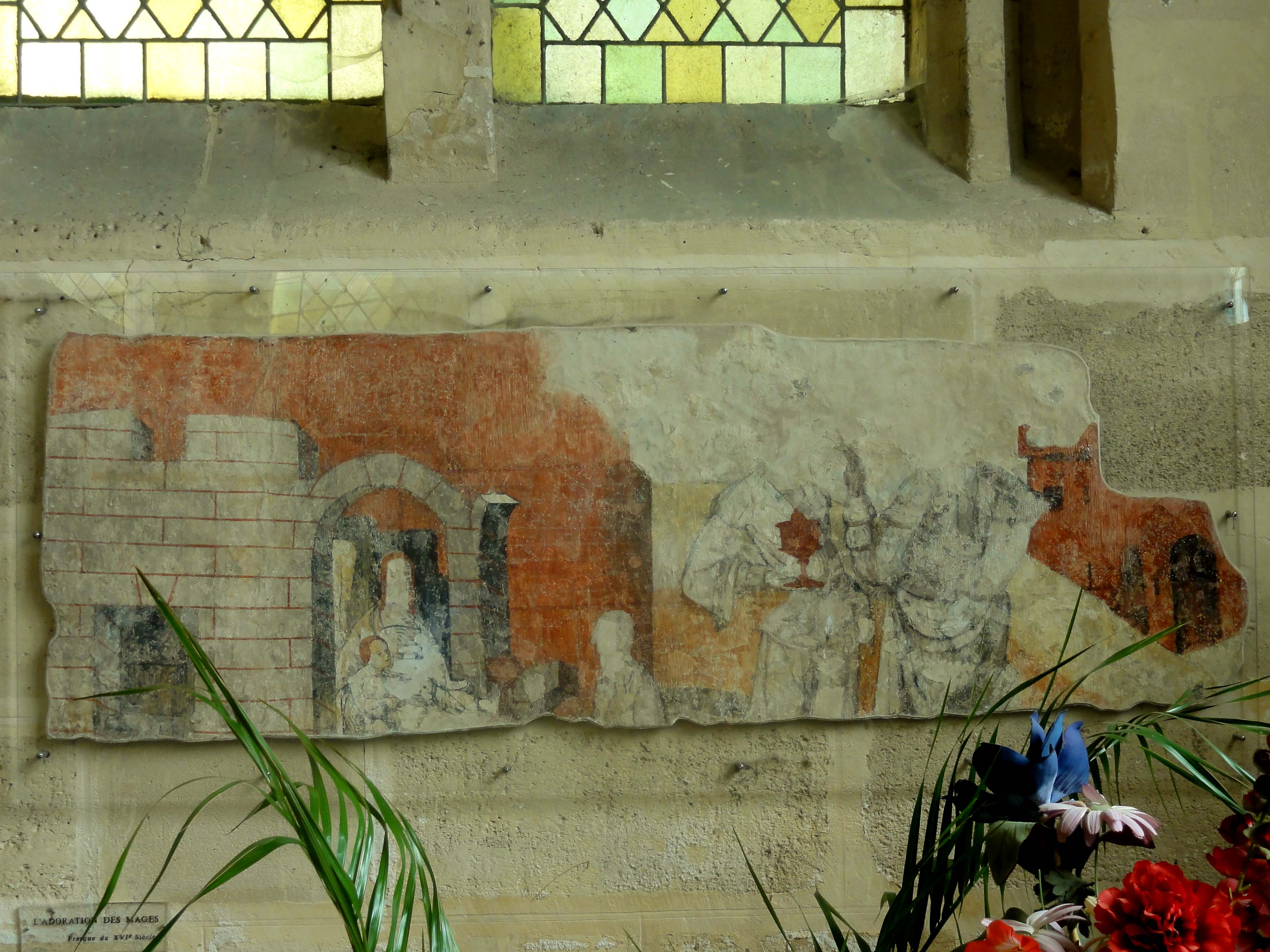
Peinture murale - L'Adoration des mages.
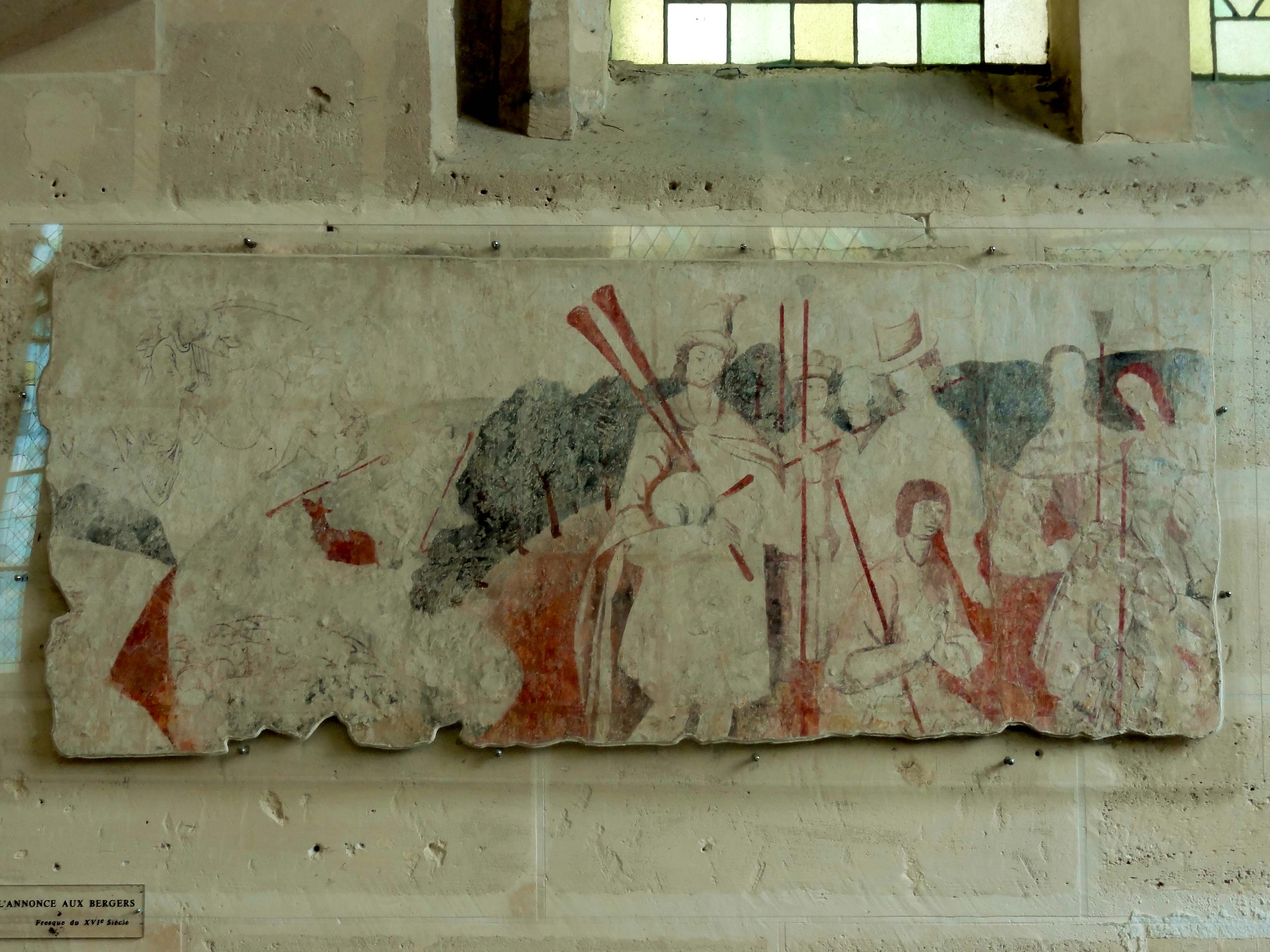
Peinture murale -L'Annonce aux bergers.
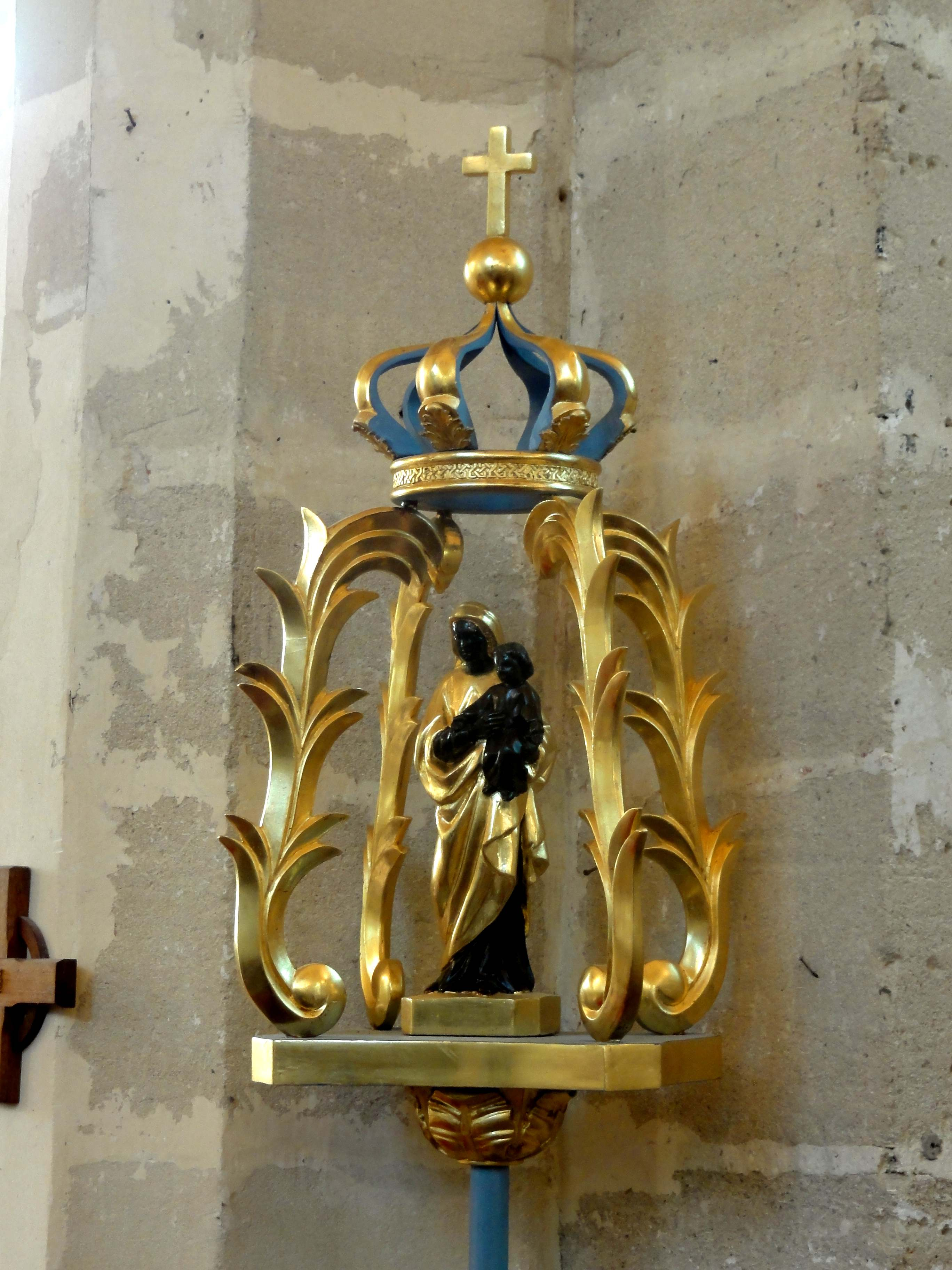
Bâton de confrérie - Vierge à l'Enfant.
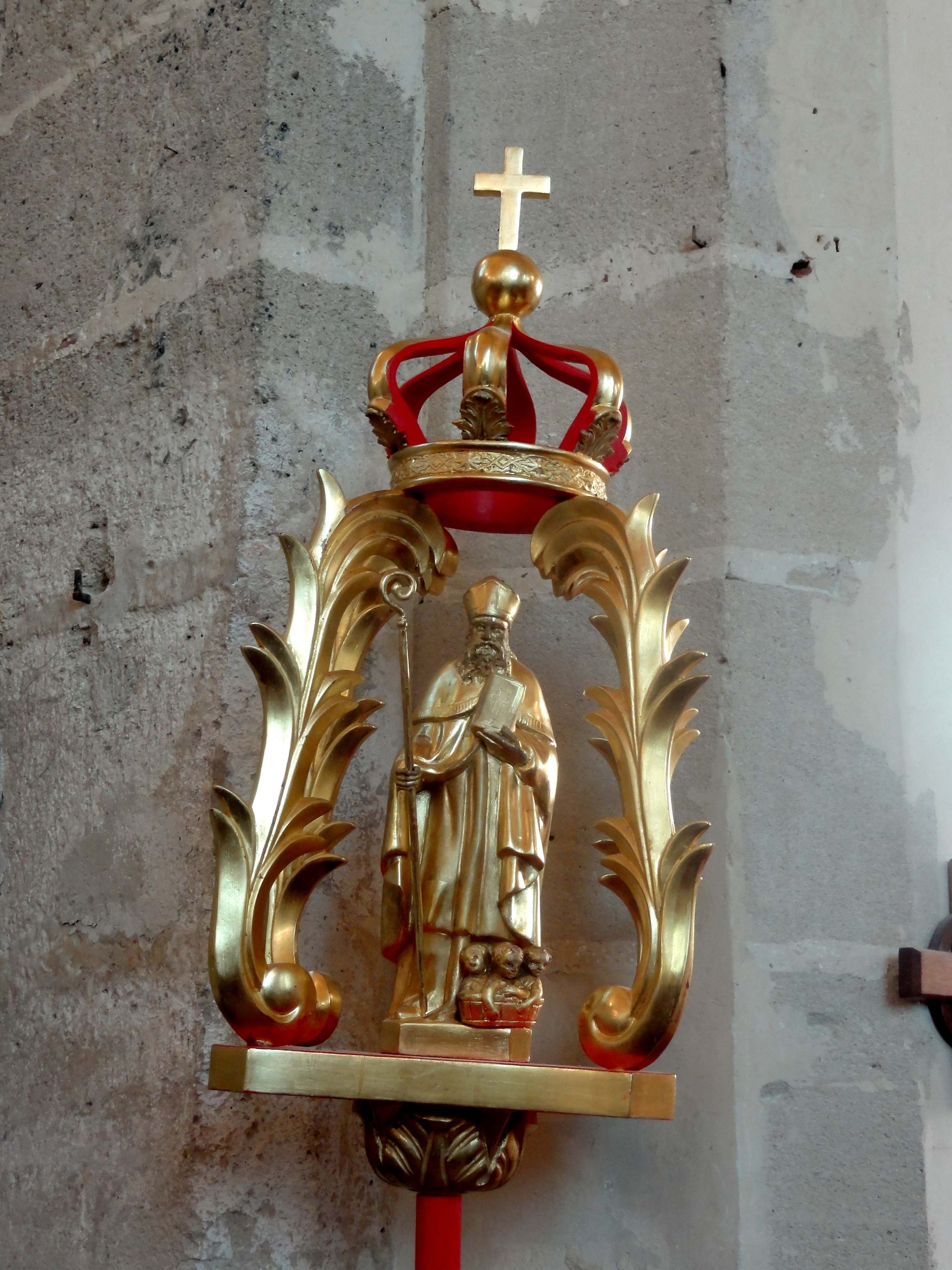
Bâton de confrérie - Saint Nicolas.
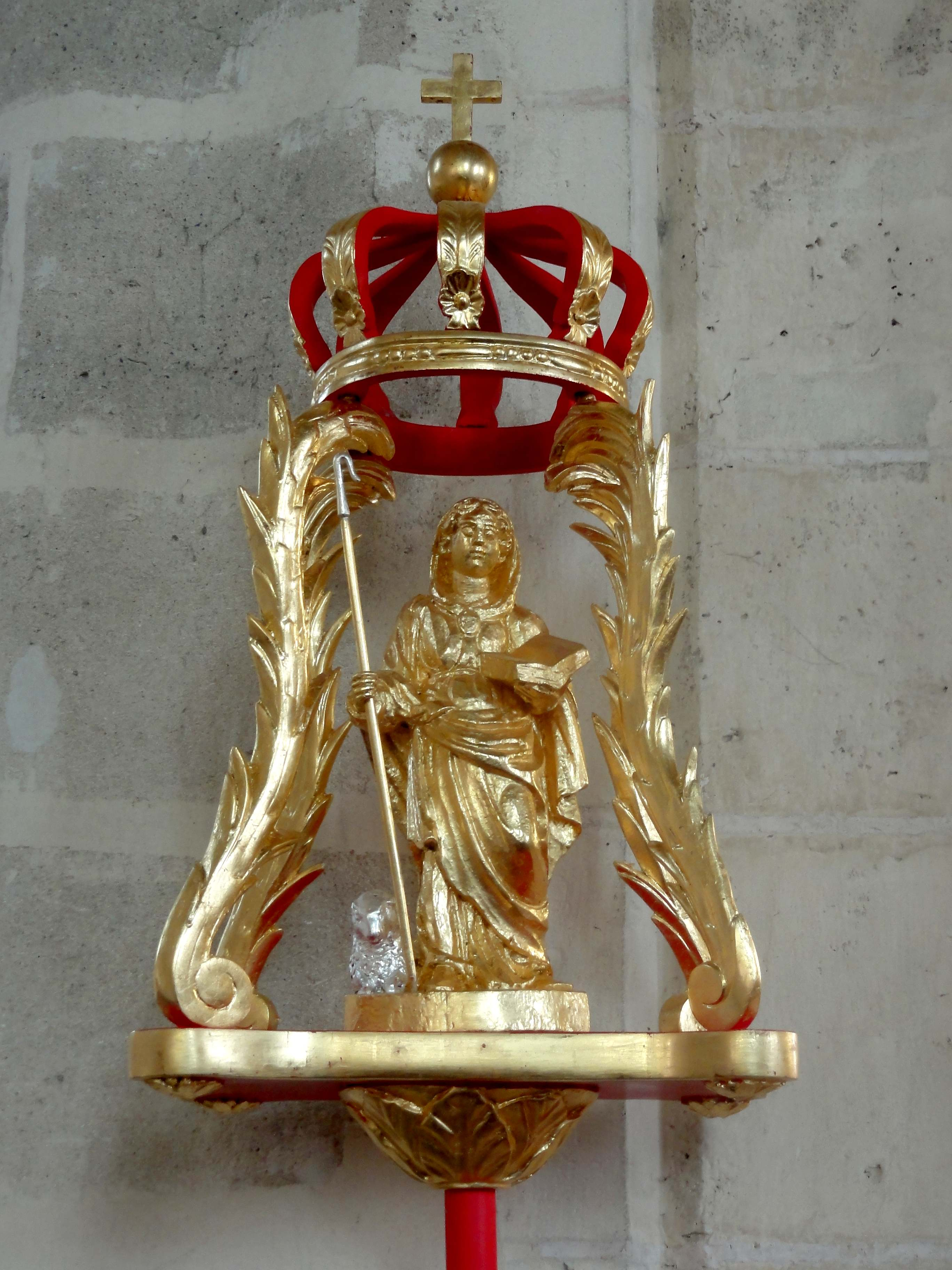
Bâton de confrérie - Sainte Geneviève.

### Plaques funéraires
L'église ne renferme plus qu'une seule pierre tombale entière, qui a été découverte comme plaque de cheminée dans le château. Elle est en marbre noir et date de 1764. Le décor gravé se limite au tympan, et représente deux écus surmontés d'une couronne, et portés par des chats. L'inscription est la suivante : « MESIRE JEAN-BAPTISTE GROUT, CHEVALIER SEIGNEUR DE FOURNEAUX EN BRETAGNE · SEIGNEUR, ET PATRON DE SAINT PAËR, SEIGNEUR-PATRON DESANCOUR, ET BAZINCOUR, SEIGNEUR HAUT-JUSTICIER DE VAUDANCOUR, NÉ, LE 23· JANVIER 1673 DÉCÉDÉ ENSON CHATEAU DE ST PAËR LE 27E XBRE 1764, ET DAME LOUISE-CATHERINNE ROBINEAU DE FORTELLE, DAME DE FOURNEAUX, ET DE ST PAËR SON EPOUSE, NÉE LE 1ER 7BRE 1678 · DÉCÉDÉE DANS SON DIT CHÂTEAU DE ST PAËR; LE 24· DE JUILLET 1751 · SONTINHUMÈS L'UN ET L'AUTRE DANS LE CHOEUR DE CE TEMPLE QU'ILS ONT DÉCORÉ / LEUR CARRIERRE FUT ENCORRE TROPCOURTE, POUR LEURS ENFANTS DONT ILS FURENT L'EXEMPLE· ET POUR LEURS VASSAUX DONT ILS FURENT LES PERES / Requiescant in Pace ». La famille Grout n'a aucun rapport avec Guiry-en-Vexin.
On remarque encore l'important fragment d'une dalle funéraire à effigie gravée d'un chevalier en cotte de mailles, seigneur de Guiry au XIVe siècle. Cette dalle a été mutilée pour servir de pierre d'autel. Plusieurs petits fragments de monuments funéraires sont accrochés au mur de l'ancienne chapelle seigneuriale, et n'ont pas encore été identifiés.

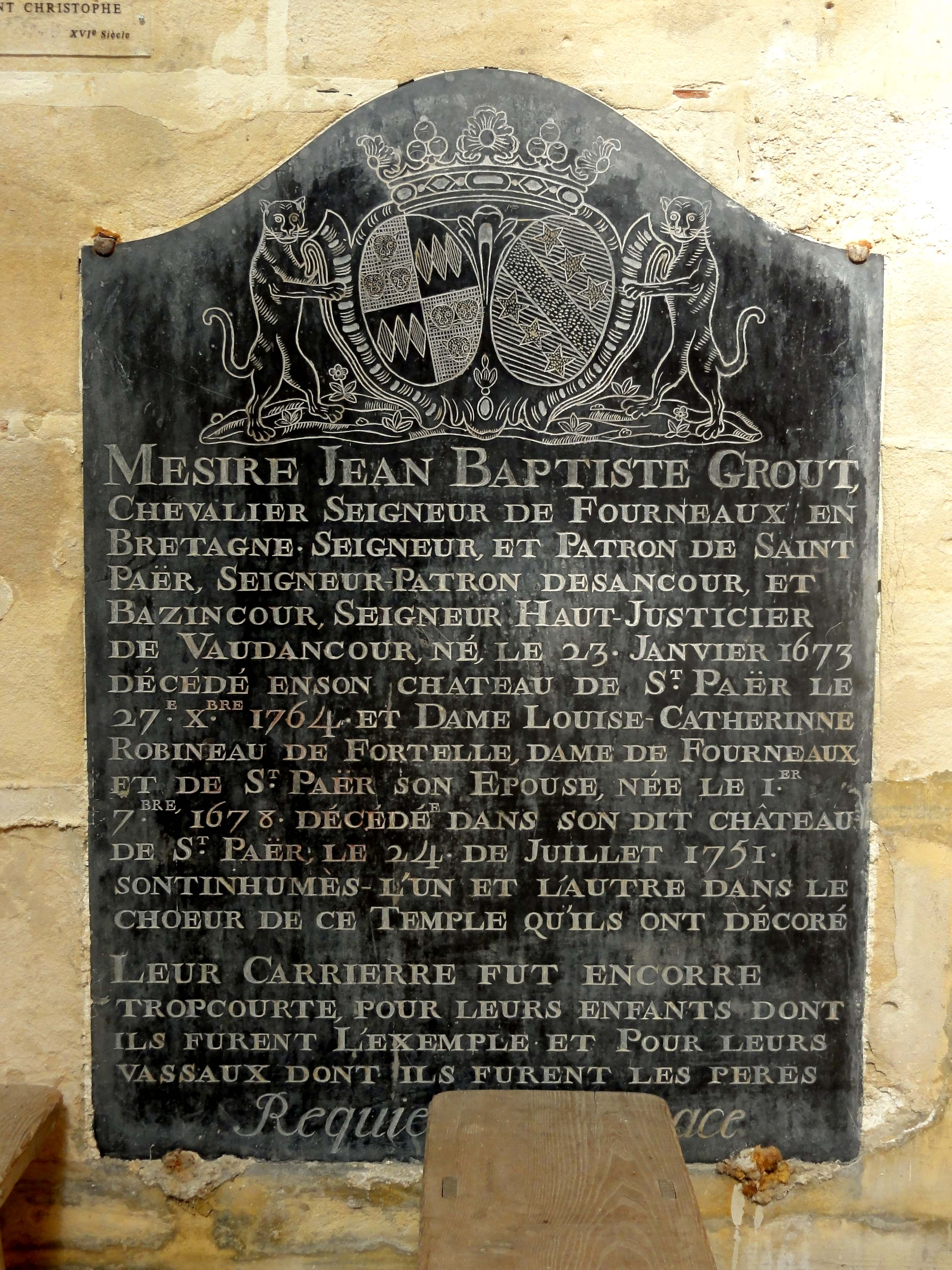
Pierre tombale de Jean-Baptiste Grout.
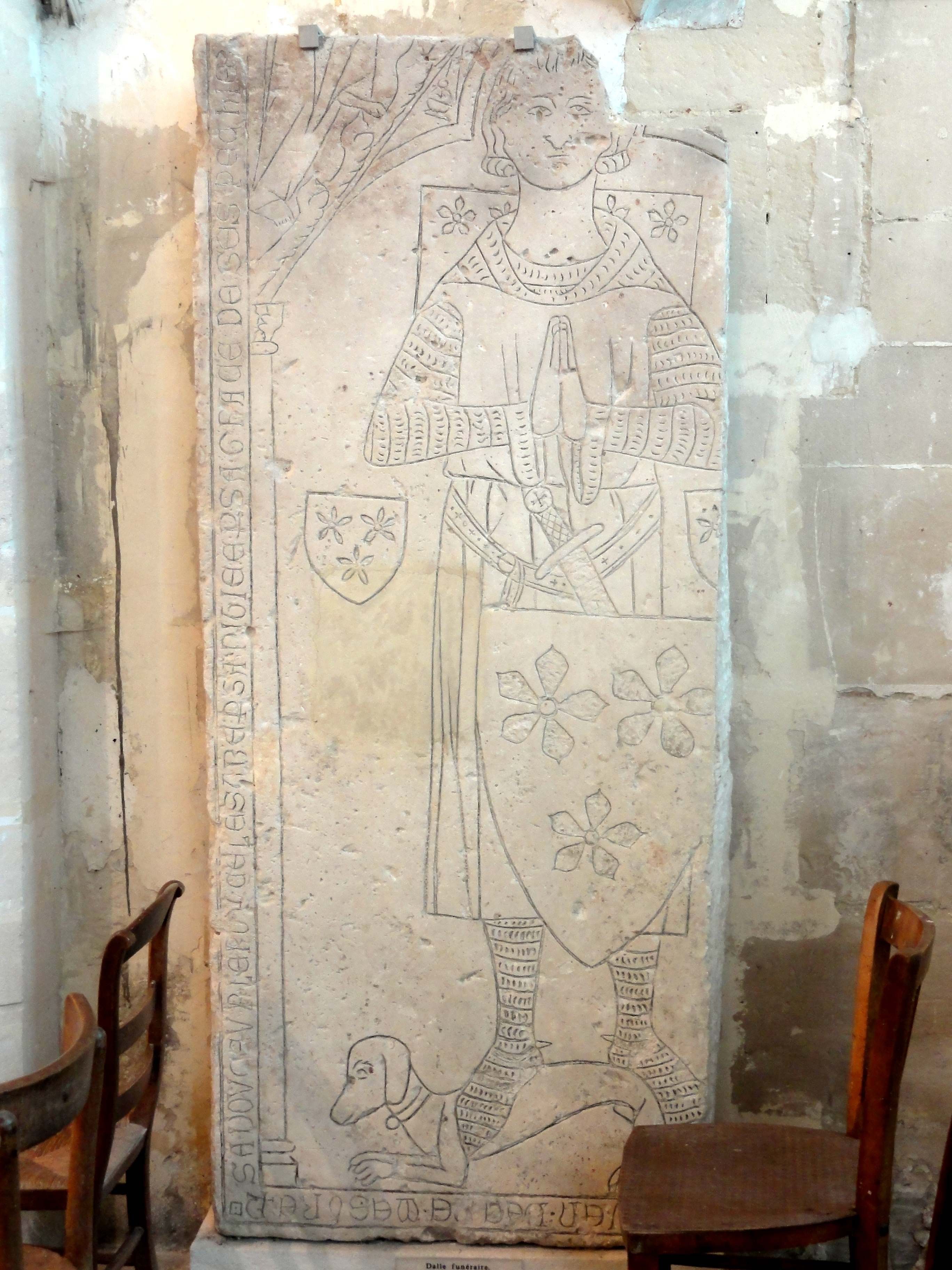
Dalle funéraire à effigie gravée d'un chevalier.
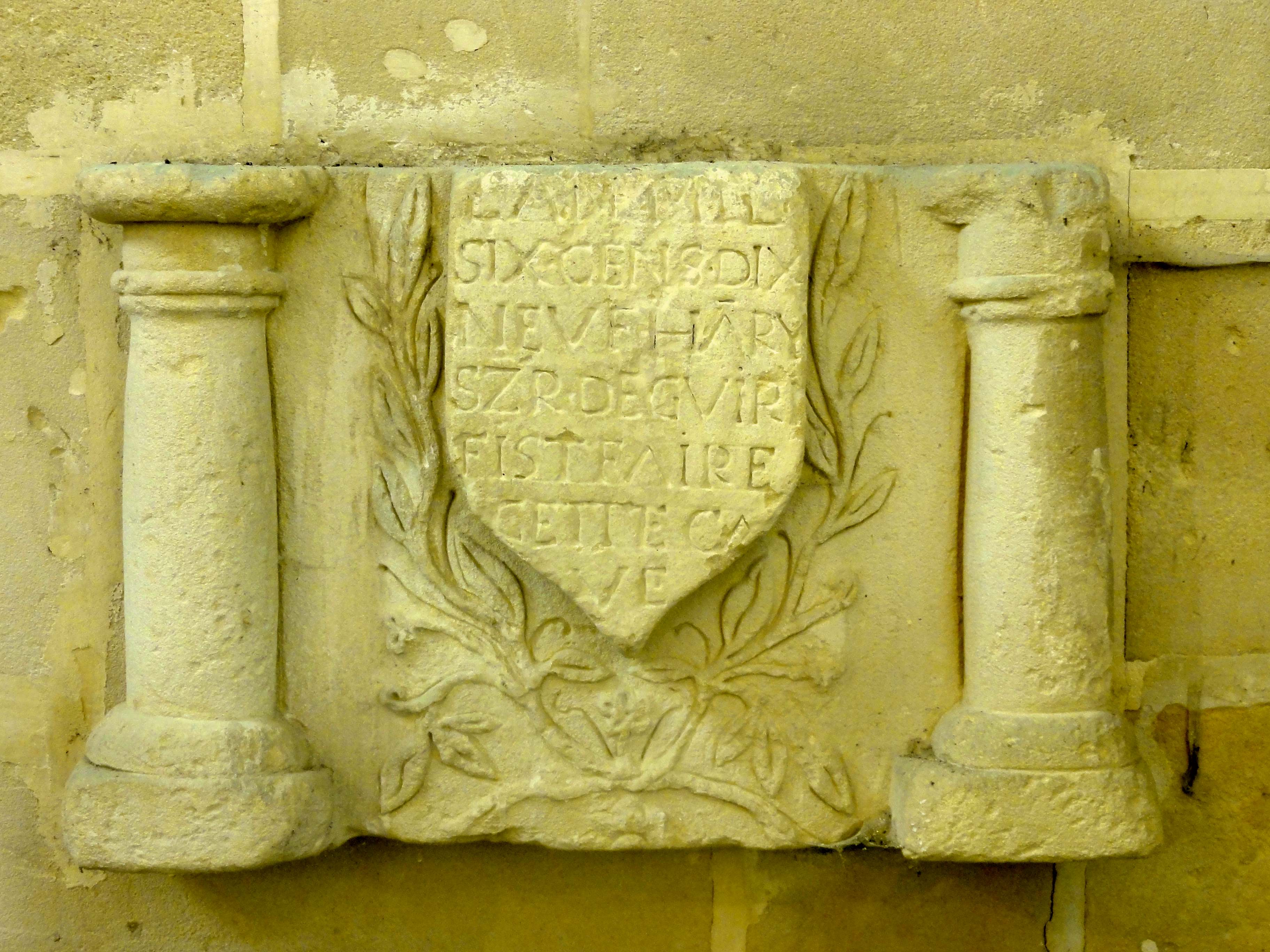
Fragment d'un monument funéraire.
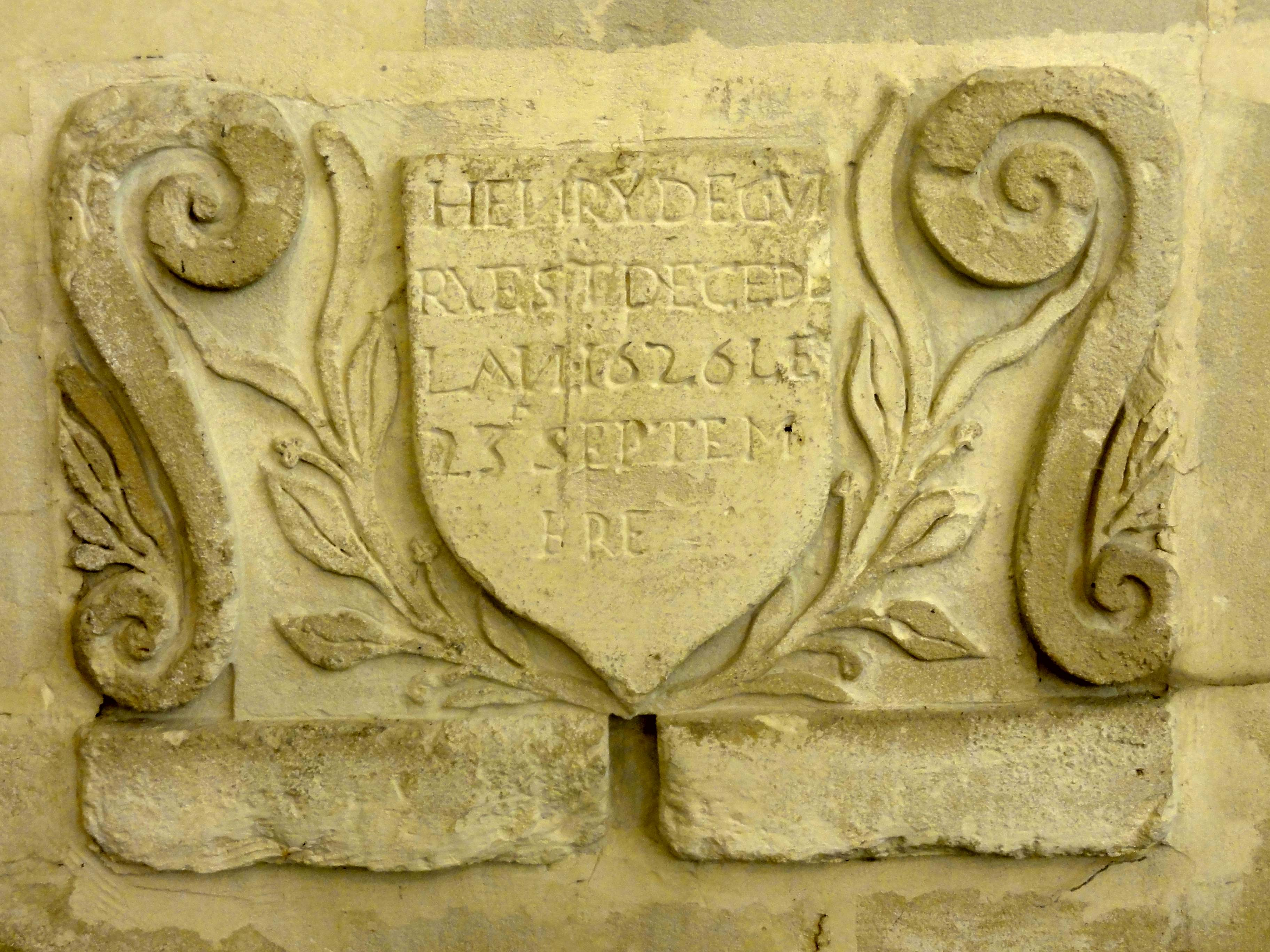
Fragment d'un monument funéraire.
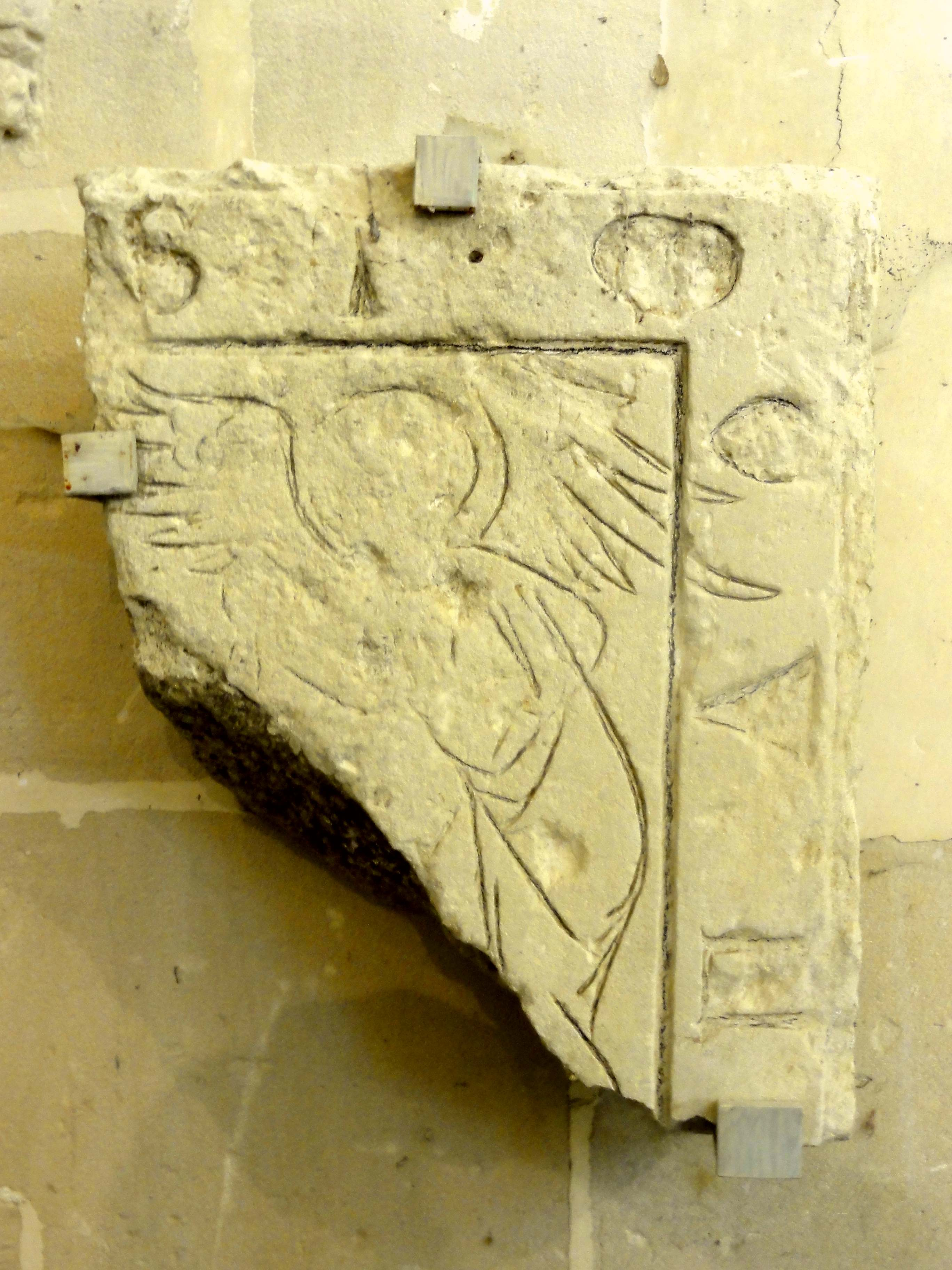
Fragment d'une dalle funéraire.